# 일본국유철도 103계 전동차
일본국유철도 103계 전동차(일본어: 国鉄103系電車)는 옛 일본국철(현 JR)이 설계·제조한 직류 통근형 전동차이다.
전작에 해당하는 101계 전동차를 당시 일본국철(현 JR)이 재정·설비·보수 등을 고려하여 재설계하였으며, 1963년 3월부터 1984년 1월까지 21년간 총 3,447량이 제조되었다.

## 개요
일반적인 구성 요소는 일본 국철(현 JR)의 첫 신성능 통근 전철인 101계를 따르고 있다. 운전실은 둥근 지붕형 차체에 창문 3개가 달린 단순한 디자인을 사용한다. 객차에는 1300mm 양미닫이문 4개가 있으며, 문 사이에는 7인용 좌석, 객차 양 끝 부분에는 3인용 좌석이 있다. 대차(臺車)는 윙 스프링 축상지지장치, 직권 정류자 전동기를 이용한 MM'유닛 방식으로 저항을 제어한다.
일반 통근형 전차로 설계되었기 때문에 설계 시에 비교적 거리가 짧고 속도가 낮은 구간을 이용하는 것을 전제로 설계되었다. 이 때문에 높은 속도를 요하는 구간에는 부적합하다. 고속 운전 시를 고려해 약계 자석을 35%로 설계했지만, 실제 값은 40% 정도로 시속 100km까지 속도를 내는 데 2분 정도가 걸렸다. 게이한신 완행선 등 일부 구간에서는 약계 자석이 35%가 되도록 개조해 성능을 개선한 차량도 있다. 72계로부터 신제조 차량 3,447량 및 그 외 20량을, 101계로부터 36량을 편입해 총합은 3,503량이다. 단 나라선, 와카야마선의 전철화 개업 및 가베선 신성능화 차량으로써 0·1000번대의 61량(JR화 이후, 사고 폐차 보충용으로 1량 추가)을 사용하고, 센세키선에 있는 차량 중 4량이 105계로 개조되고, 또 사고로 폐차된 차량도 있기 때문에, 3,503량이 모두 동시에 존재했던 적은 없다. 본 형식의 설계는 제도고속도교통영단(현 도쿄 메트로)도자이선 경유용의 알루미늄제 차량인 301계의 기초가 된 것 외에 지방 사철 매수 전철화 노선용의 105계, 이이다선용의 119계나 121계에도 응용되었다.

## 역사

### 개발

#### 101계의 전전동차화(全電動車化) 계획과 단념
1958년부터 주오선(中央線)을 시작으로 도입이 개시된 101계는 특급형이나 급행형 등과 같은 설계인 저출력 모터의 기어비를 변경하고 전전동차(全電動車: 풀M카) 방식을 적용하여 높은 가속 성능을 실현하는 것을 목표로 설계된 당시의 전형적인 고성능 통근 전동차 중의 하나였다. 그러나 그 설계 컨셉은 변전소 용량의 증대나 가선설비 강화와 같은 추가적인 투자요인을 발생시켰고, 이는 통근 5방면 작전 등 긴급한 러시아워 대책에 쫓긴 당시 일본국유철도의 재정 상황 및 스케줄상 적합하지 않았기 때문에 주전동기를 탑재하지 않는 부수차(T차)의 삽입이 실시되었다.
원래 풀M카 운용을 전제로 설계되었던 101계의 경우 T차를 삽입하여 MT비를 변경함으로써 성능이 대폭 저하되었다. 게다가 재정상상의 문제로, MT비를 1:1로 운용하는 것은 정격출력이 100kW/h인 MT46형 주전동기를 사용하는 101계의 경우 그 출력 곡선과 감속 기어의 기어비 문제로 인해 사실상 불가능했다. 그 때문에 MT비를 1:1로 하여 보다 저비용·대량으로 신형 통근형 전동차를 양산하기 위해서는 주전동기의 설계를 변경하여 정격출력을 강화하고, 저속에서의 견인력을 향상할 필요가 있었다.

#### 신형 통근형 전동차의 요건
| 후보 선구     | 검토 대상 | 평균 역간 거리(km) | 평균 속도 (km/h) |
| ------------- | --------- | ------------------ | ---------------- |
| 주오 완행     | ○         | 1.27               | 39.6             |
| 소부          | ○         | 1.74               | 46.0             |
| 게이힌 도호쿠 | ○         | 1.45               | 44.4             |
| 한와          | ○         | 1.26               | 38.6             |
| 조반          | -         | 2.64               | 52.8             |
| 게이한신 완행 | -         | 3.29               | 56.7             |

101계가 설비 면에서 어쩔 수 없이 하향될 수밖에 없었던 것과 관련하여, 일본국유철도 본사 운전국에서는 1960년 2월 통근형 전동차의 문제점을 정리하여 차기 통근형 전동차에 대한 수요를 충족시키고 경제적으로 대량생산할 수 있는 차량을 제안했다. 초기의 전M카인 101계로 대표되는 그룹을 고성능 차량, MT비 1:1를 목표로 경제성을 추구하는 103계로 대표되는 그룹을 고경제 차량라고 부르기도 한다. 사철 각 회사에서도 고성능 차량에서 고경제 차량으로 대거 교체가 이루어졌으며 이것은 일본 철도사에서 큰 흐름 중 하나였다. 그리고 이와 같이 전동차 비율을 내리기 위해서는 주전동기의 설계를 변경하여 1기 당 정격 출력을 강화하여, 편성 전체의 출력을 확보하는 것과 동시에 특히 저속력에서의 견인력을 향상하는 것이 필요했다. 또한 101계에서는 당초 전M차편성으로 3.5km/h/s라는 높은 가속도를 목표로 삼았지만, 6M4T화에 의해 2.0km/h/s의 가속도와 3.0km/h/s의 감속도가 되었다. 그러나 신형 통근형 전동차의 투입 후보 노선 가운데 차기 차량에 투입할 예정 4노선(오른쪽 표 참고)에 관해서 검토했는데, 고가속도의 장점은 별로 없고 운행 시간 간격 단축, 즉 수송력의 향상에 있어서 실제로는 감속 성능이 더 중요하다는 것이 판명되었다. 때문에 가속도는 2.0km/h/s 정도로 제한하고 오히려 3.5km/h/s라는 높은 수준의 감속도를 목표로 하게 되었다.

#### 전동기의 설계
그러한 상황 아래 1960년 1월에는 101계의 전동기 출력을 120KW/h로 향상시킨 시험 차량의 시운전을 실시하여 고출력·고회전형의 전동기를 검토하였으며, 1960년 3월에는 회생제동이 추가된 101계 910번대가 처음으로 제작되었다. 이러한 시험 결과와 신형 통근형 전동차 투입 예정 선구(線區)의 특성을 고려한 결과 고회전형인 MT46형의 출력 향상형으로는 목표 성능을 충족시킬 수 없었기 때문에 저회전형인 MT55형이 개발되게 되었다.
MT55형 전동기는 4량 내지 8량의 MT비 1:1정도의 편성으로 '역간 거리가 짧고 평균 속도가 비교적 낮은 노선'에 최적화되었다. 또한 투입 예정 선구에서의 8량 운행을 전제로 당시의 주전동기를 이용하여 시뮬레이션을 실시한 결과, MT55형은 신형 통근형 전동차용 전동기로서 가장 큰 목표인 소비전력 절감을 달성할 수 있었으며, 구동 시 발열에 여유가 있어 추후의 증속운행에도 견딜 수 있었고, 팬터그래프 당 집전전류가 작기 때문에 가선 온도 상승도 방지할 수 있는 등의 이점이 인정되어 이후 통근형 전동차의 주전동기로 널리 채용되게 되었다.

#### 임박한 전력 공급 사정
주오 본선의 101계는 전전동차방식으로 투입되었지만, 변전소 용량 문제로 한계 전류치를 480A에서 350A로 내려서 운행했다. 6M4T 운행을 시행함으로써 한계 전류치를 420A까지 높일 수 있었지만, M차 비율이 높은 경우 전력 사정 이외에 가선 온도 상승 등의 문제도 발생하기 때문에 가선 강화도 함께 실시할 필요가 있었다.
그런 이유로 1961년 봄, 수도권에서 2번째로 101계를 투입할 선구는 변전소 능력이 다른 노선에 비해 나았던 야마노테선(山手線)으로 결정되었다. 그러나 그 야마노테 선에서조차 전력 사정으로 인해 한계 전류치를 300A로 설정해야만 했으며 주전동기의 온도상승을 억제하기 위해 전기 브레이크도 사용할 수 없었기 때문에 주행시간이 같은 구간을 주행하는 구형 차량보다 오히려 더 길었다. 101계에 의한 신성능화를 위해서는 변전소 설비 등의 증강을 함께 실시할 필요가 있었기 때문에 막대한 비용이 들었고, 선구마다 섬세한 설정이 필요했기 때문에 경제적으로 운전에 관한 제약이 없는 통근형 전동차의 필요성이 높아졌다.

#### 103계의 투입처
신형 통근형 전동차의 개요가 결정되자 103계를 어느 선구에 투입할 것인가에 초점이 모아졌다. 1962년 6월 무렵에는 정말로 103계를 야마노테 선에 투입할 것인지, 101계를 어디로 옮길 것인지를 시급하게 결정해야 한다는 목소리가 높아졌다. 1962년 가을에 있었던 야마노테선 8량화를 위한 변전소 증강으로는 101계 6M2T 편성의 한계 전류치 300A로의 운전을 상정하고 있었고, 또한 한계 전류치를 350A, 480A까지 높일 수 있는 정도의 변전소 증강이 계획되고 있었다.
그러나 103계 4M4T 편성을 한계 전류치 415A로 사용할 경우 1962년 가을의 변전소 증강만으로 101계 6M2T 편성의 한계 전류치 480A로의 운전과 거의 동등한 운행을 실시할 수 있었다. 때문에 103계를 야마노테 선에 넣는 것을 시급하게 결정하지 않으면 불필요한 변전소 증강을 실시하게 될 처지에 이르렀기 때문에 1962년 10월 일본국유철도 본사 운전국·영업국·전기국·공작국 등에 의해 '신형 통근전동차의 투입 선구에 대해'가 정리되어 103계의 투입 선구를 야마노테선·게이힌 도호쿠선(京浜東北線)·소부 완행선(総武緩行線)으로 좁혀 논의가 계속되었다. 그 결과로 1962년 11월 5일의 상무회에서 103계 전동차를 야마노테 선에 투입하고 야마노테 선에서 사용 중이던 101계는 소부 완행선으로 이적하는 것이 결정되었다.
1962년 11월 15일에 시부야·도쿄 등의 변전소 증강이 완성되어 11월 19일의 운행 시각표 개정부터 야마노테선의 일부 8량 편성화가 진행되었지만, 전동차 비율이 올라간 것으로 인해 한계 전류치는 300A에 머물러 야마노테 선 일주의 운전 시간은 5M3T의 구형 차량보다 20초밖에 단축할 수 없었다. 이것이 당시 일본의 수도권의 전력 사정이었다.
2001년 3월 3일에는, 서일본 여객철도(JR 서일본)에서 오사카 역과 유니버설 스튜디오 재팬 역을 잇는 노선이 신설되어 히네노 소속 한와선 차량에다 유나버셜 스튜디오 도색을 입히게 되었다.

#### 시운전
1963년 3월 25일 선행 시제차량 1편성이 완성되고 9개월에 걸친 시운전을 거쳐 12월 28일부터 영업 운전에 들어갔다. 시운전에서는 문제가 몇 발생하였지만 시급한 신차 투입이 요구되고 있었기 때문에 최소한의 수정으로 양산 차량을 발주했다.

### 양산
1964년 이후 일본 국철의 통근용의 표준 차량으로서 대량으로 제조되어 직류 통근형 전동차 중에서는 물론, 일본의 모든 철도차량 중에서도 최대의 차량 수를 자랑했다. 1970년대~1980년대 도쿄나 오사카 등 일본의 대도시권의 통근 수송을 지원했다.

#### 야마노테 선 투입
1964년 5월부터 103계의 양산차량이 야마노테선에 배치되어 1964년도에만 202량이 제조되었다. 야마노테 선에 사용되고 있던 101계는 당초의 예정대로 소부 완행선으로 이적되어 별도로 새롭게 제조된 선두차량 2량을 추가하여 10량 편성하여 운용되었다.

#### 역간거리가 긴 구간으로의 진출

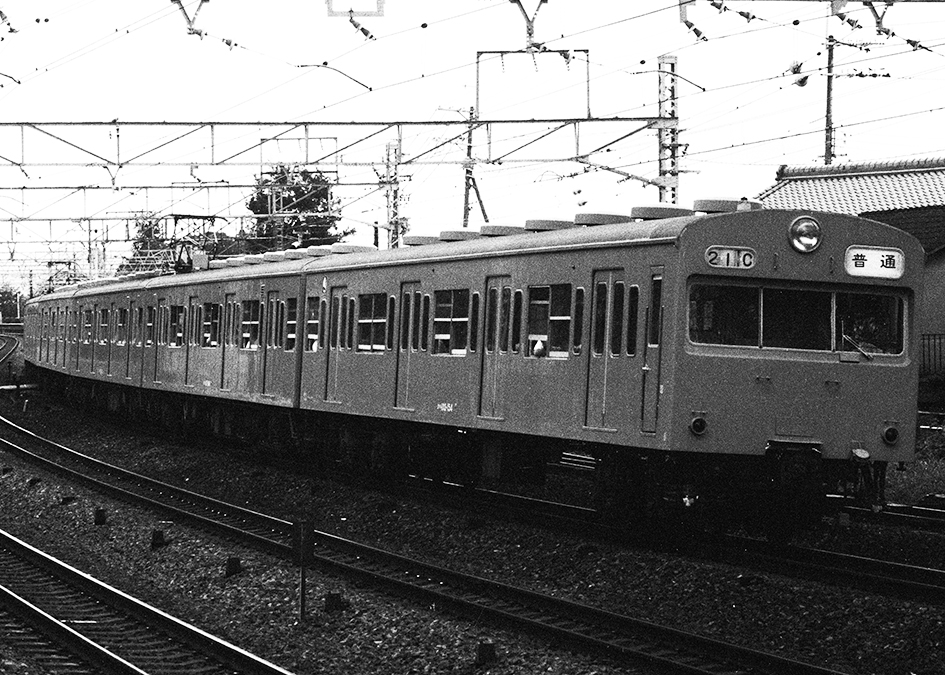
게이한신 완행선 쿠하 103-154 선두의 7량편성(1983년

양산이 진행되면서 점차 본래의 투입 예정 선구와는 성격이 다른 노선에도 103계가 사용되기 시작했다. 1962년의 신형 통근형 전동차의 투입 선구에는 조반선(常磐線)(평균 속도 52.8Km/h)과 게이한신 완행선(京阪神緩行線)(평균 속도 56.7Km/h)도 포함되어 있었지만, 103계의 사양 결정에서는 이런 노선을 제외한 대상선구의 평균 속도를 참고하였다. 이것은 103계가 역간 거리가 짧은 선구 전용이라 역간거리가 긴 선구에서는 개선이나 새로운 형식의 설계가 필요하다고 생각하고 있었기 때문이었다. 그러나 표준화가 중시되었기 때문인지 결국 그 형식이 개발되지 않았다.
1964년에는 게이한신 완행선의 신성능화와 관련하여 간사이 지사에 103계를 그대로 투입해도 문제가 없는지, 혹은 새로운 형식이 요구되는지 검토할 것을 지시하기도 했다. 사실 가칭 105계(현재의 105계와는 무관)가 4도어 크로스시트 차량으로 검토되고 있었다. 오사카 철도 관리국에서는 1950년대 후반에 교토 - 고베의 단거리 쾌속의 증발 때문에 후속의 쾌속으로부터 잘 피할 수 있을 만한 성능을 가진 고성능 통근 전동차를 요구하여 4도어 롱시트, 기어비 1:4.82, 균형 속도 103km/h, 250% 승차 시 시속 100km/h까지의 가속도 1.3km/h/s라는 101계 전전동차 편성에서도 불가능한 성능이었지만, 이것은 복복선구간의 외측선(통칭 열차선)이 본사 관할이라 자유로운 증편을 하지 못하고 안쪽의 복선(통칭 전철선) 구간에 쾌속과 완행을 밀어넣지 않으면 안 되었기 때문에 필요한 성능이었으며 1964년 당시 오사카 철도 관리국으로서는 현재의 선로 사용 방법(안쪽선으로만 집중)이 개선된다면 새로운 형식이 아닌 기존 형식(101계나 103계를 가리킨다)으로도 사용할 수 있다는 인식을 갖고 있었다.
1965년의 게이힌 도호쿠선에 투입할 시 노치 오프의 속도가 오르기 때문에 103계의 기어비를 1:5.6으로 하거나, MT54형의 통근형 전동차 도입을 모색했지만, 모두 103계에 비해, 특히 전력 소비량이 증가한다는 단점이 크고, 고속 운전 구간에서도 103계 전동차가 경제성이 높아 무리하게 고속형으로 할 필요가 없다는 결론을 내렸다.
이러한 조사 결과를 받아 1967년 말부터 조반선에 103계가 투입될 때에도 특히 큰 설계 변경은 생각되지 않았지만, 유지·보수가 필요 없는 디스크 브레이크 TR212형 대차가 개발되고 있었으므로 브레이크 초속과 사용 빈도가 높아지는 경우도 있어 조반선 투입차에 이 디스크 브레이크 대차를 이용하게 되었다.

#### 운전속도 향상에 의한 문제점
역간 거리가 긴 구간에서 운전이 증가하자 여러 가지 문제점이 발생했다. 게이한신 완행선 투입 3년 후인 1972년 3월 15일 운전 시각표 개정과 함께 시행된 증속운행에서는 제동 초기 속도가 90km/h 대가 되면서 전기 제동을 사용했을 때 주전동기에 과전압이 걸리면서 보호회로가 빈번하게 작동하게 되고 전기 제동이 작동하지 않아, 이를 고장으로 혼동하기 쉬웠기 때문에 기관사로부터 불평이 많았고, 또한 보호회로가 작동할 때 제동충격이 커 승차감에도 악영향을 주는 등의 문제가 발생하였다. 설계상 95km/h 정도까지는 과전압이 발생하지 않기 때문에 101계에 장착되고 있던 감압 계전기를 설치하지 않았던 것도 원인 중 하나지만, 본래의 성능에 접근하기 위해 회로를 일부 개량하여 과전압 방지 대책을 마련했다.

## 구조

### 차체
차체 구조는 101계와 같은 보통 강철이 채용되었다. 그 때문에 101계와는 전면 이외에는 차이가 거의 없다. 또한 제조가 진행됨에 따라 개량이 계속되어 초기 제조 차량과 최종 증비 차량을 비교해보면 차이가 크다.

### 주행 장치

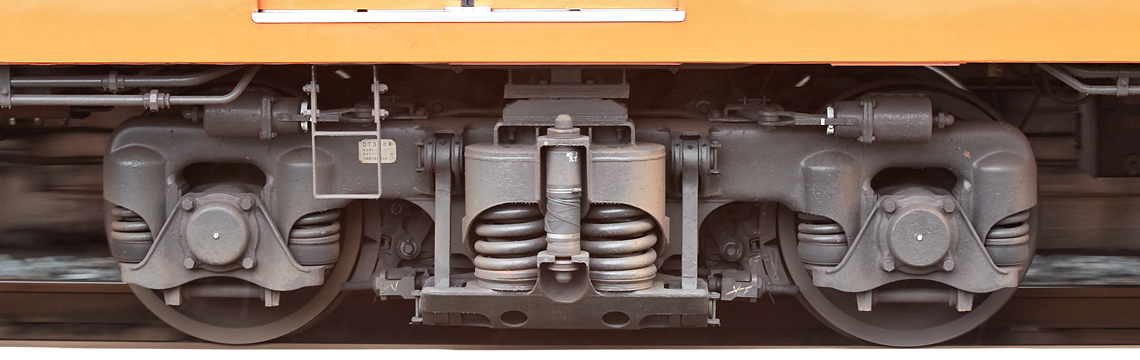
DT33형 대차(JR 서일본차)

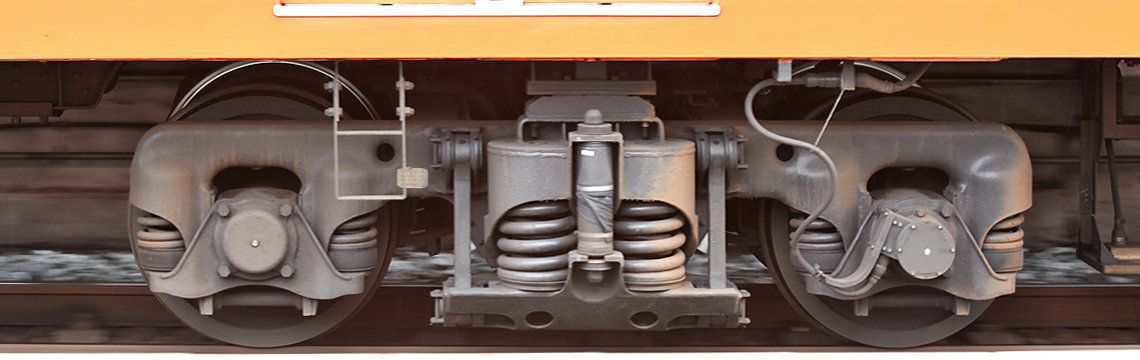
TR212형 대차(JR 서일본차)

MT비(전동차와 부수차의 비율)1:1로 역간 거리가 짧은 통근 선구에서 운용될 것을 고려하여, 주전동기를 저회전수역의 토크 특성을 중시하여 정격 회전수를 낮추고 이것에 맞춘 전기자의 자기 용량을 키운 신설계의 MT55형(1시간 정격 출력 110kW, 375V, 330A, 1350rpm(85% 계자))으로 하였으며 85%의 계자로의 정격 속도를 36.5km/h로 설정해 전력 소비량을 억제한 경제차이다. 가속도는 4M4T로 2.0(6M4T에서는 2.3)km/h/s가 되도록 설정되어 있다. 또한 101계와 같이 중공축 평행카르단 구동방식이다. 103계 시작차용으로서 DT21형의 파생 형식에서 쿠모야 791형용의 DT26의 베개 용수철을 코일 용수철로 되돌린 DT26C가 시험 제작되었다. 이 DT26C의 양산 형식이 DT33으로 주전동기의 MT55가 MT46계와 비교하여 자기 용량 확보나 저정격 회전수화를 목표로 만들었기 때문에 대직경화한 것에 맞춰 전동차의 차륜 직경은 통상의 860mm보다 큰 910mm, 전동차 대차의 축간 거리는 통상의 2100mm보다 넓은 2300mm로 만들어졌다. 기어비는 15:91=1:6.07으로 설정되었으나 이것은 860mm의 차륜 직경으로 환산하면 1:5.73에 상당한다. 또한 브레이크 슈는 편압식이 되었다. TR201는 TR62를 베이스로 한 편압식 브레이크 슈로 한 TR62X를 양산화한 것으며 축거와 차륜 직경은 TR62와 변화가 없다. TR212는 이것을 재차 디스크 브레이크화한 것이다.

### 101계와 차이점

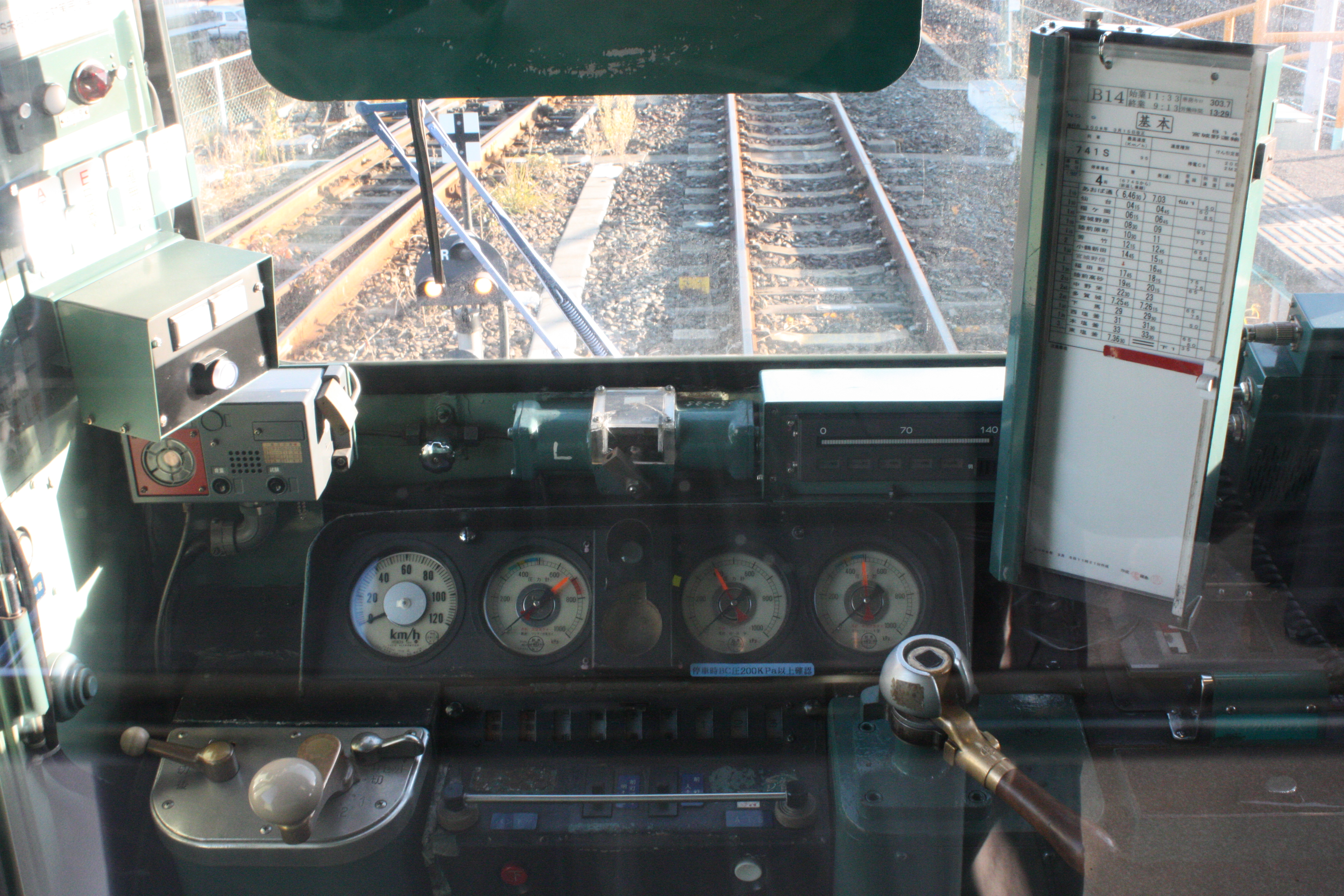
103계의 운전대(JR동일본차).

- 차륜 직경이 확대됨에 따라 지면으로부터의 높이가 약간 상승했다.
- 고압인통선의 단축화 등을 목적으로 팬터그래프를 M'차에서 M차(쿠모하 103형, 모하 103형)로 이설했다.
- 운전 중인 승무원이 궤도의 흐름에 의한 압박감을 느끼는 것을 방지하기 위해 운전대 창문을 상하 방향으로 약간 축소했다.
- 운전대 기기는 시인성을 중시한 계기판 배치, 조작성·피로 경감성을 고려하여 앞으로 기울여진 마스터 컨트롤러와 제동 핸들, 취급 용이성을 고려하여 제어대에 정리된 스위치, 피로 경감을 도모한 운전기사용 좌석 등 인체공학적 측면을 고려한 것으로 교체되었다.
- 운전대 하부 정면 중앙에도 외기(外氣, 바깥 공기)구를 추가했다.
- 주전동기 및 전동 발전기 냉각풍 도입구를 전동차의 차체 외측 막판부에 설치하였으며, 도어 포켓을 이용하여 차체 하부로 유입시키는 니가타식을 채용했다.
- 정면 행선 표시기를 확대했다.
- 전동 공기압축기를 성능이 2배인 C2000형으로 교체, 탑재 차량을 쿠모하 102형·모하 102형으로 집약했다. 전동 발전기는 주저항기 냉각 송풍기 겸용형으로는 하지 못하고 독립시켜, 지하형을 제외한 초기비냉방차에는 용량 20kVA의 것을 M'(모하 102형)에 탑재했다.
- 도어 엔진을 변경하여 1대의 도어 엔진(TK4형)과 연동 벨트로 구성하였고 세이부 건설 쇼자와 공장이 세이부 451계 전동차용으로서 개발한 ST식 호폐장치를 채용했다.

## 형식
사진은 #차량 도장을 참조. 본 계열은 전동차에 유닛 방식을 채용하고 있으며, 모하 혹은 쿠모하의 103형과 102형에 주요 기기를 분산 탑재하고, 전동차 2량을 1단위로 하고 있다. 형식 해설 순서는 과거부터의 관례에 준해 기술한다. 덧붙여 차량의 방향은 도카이도 본선 기준으로 홀수는 동쪽, 짝수는 서쪽을 나타낸다.
쿠모하 103형(Mc）
모하 103형 또는 쿠모하 103형과 유닛을 조성하는 제어 전동차로, 팬터그래프나 주제어기 등 주회로를 구성하는 기기군을 중심으로 탑재한다. 홀수 방향 전용. 신제조 차량은 제조 초기에 한정되었다. 103계는 편성의 반 이상이 전동차여야 하기 때문에 3량 또는 5량을 조성하는 경우에는 이 형식이 필요하다(제조 초년도: 1965년).
쿠모하 102형(Mc'）
모하 102형 또는 쿠모하 102형과 유닛을 구성하는 제어 전동차로, 전동 발전기나 공기 압축기 등 보조적인 기기를 중심으로 탑재한다. 짝수 방향 전용. 일본 국철은 차종이 증가하는 것을 싫어했기 때문에 1200번대의 5량 이외에 신제조 차량은 없다. 그러나 단편성화 시의 필요성으로 JR화 후에 일부의 모하 102형이 이것으로 개조된 것 외에 3000번대의 한쪽편 선두차는 이 형식이 되고 있다(제조 초년도: 1970년).
모하 103형(M）
쿠모하 102형 또는 모하 102형과 유닛을 조성하는 전동차로 쿠모하 103형과 마찬가지로 팬터그래프와 주제어기를 탑재한다(제조 초년도: 1962년).
모하 102형(M'）
쿠모하 103형 또는 모하 103형과 유닛을 조성하는 전동차로, 쿠모하 102형과 마찬가지로 전동 발전기와 공기압축기를 탑재한다(제조 초년도: 1962년).
쿠하 103형(Tc）
103계의 제어차. 75 - 91 및 선구의 사정으로 방향 전환한 차량을 제외한 0번대, 900번대, 1000번대, 1500번대는 차번이 홀수의 차량은 홀수 향해, 짝수의 차량은 짝수 방향의 선두에 연결된다(제조 초년도: 1962년).
사하 103형(T）
운전대가 없는 부수차이다(제조 초년도: 1964년)

## 차종분류
103계의 경우 통근형 차량으로서 대량으로 생산되었기 때문에 제조 시기나 사용 목적 등에 따라 여러 가지 설계 변경으로 인한 번호의 중복을 피하기 위해 번호를 구분했다. 그 때문에 차번(車番)을 보면 대략적인 사양을 판별할 수 있다. 103계는 총 3,447량(신제조 차량만 집계, 타 형식에서 개조된 차량은 제외)이 생산되었다.

### 103계 0번대
1964년부터 1984년까지 제조된 103계의 기본 형식이다. 장기간에 걸쳐 대량으로 제조되었기 때문에, 여러 가지 개량이 추가되었다(1982년에는 제조되지 않음). 제조 시기에 따라 나누어 해설한다.

#### 1964년~1967년제조 차량

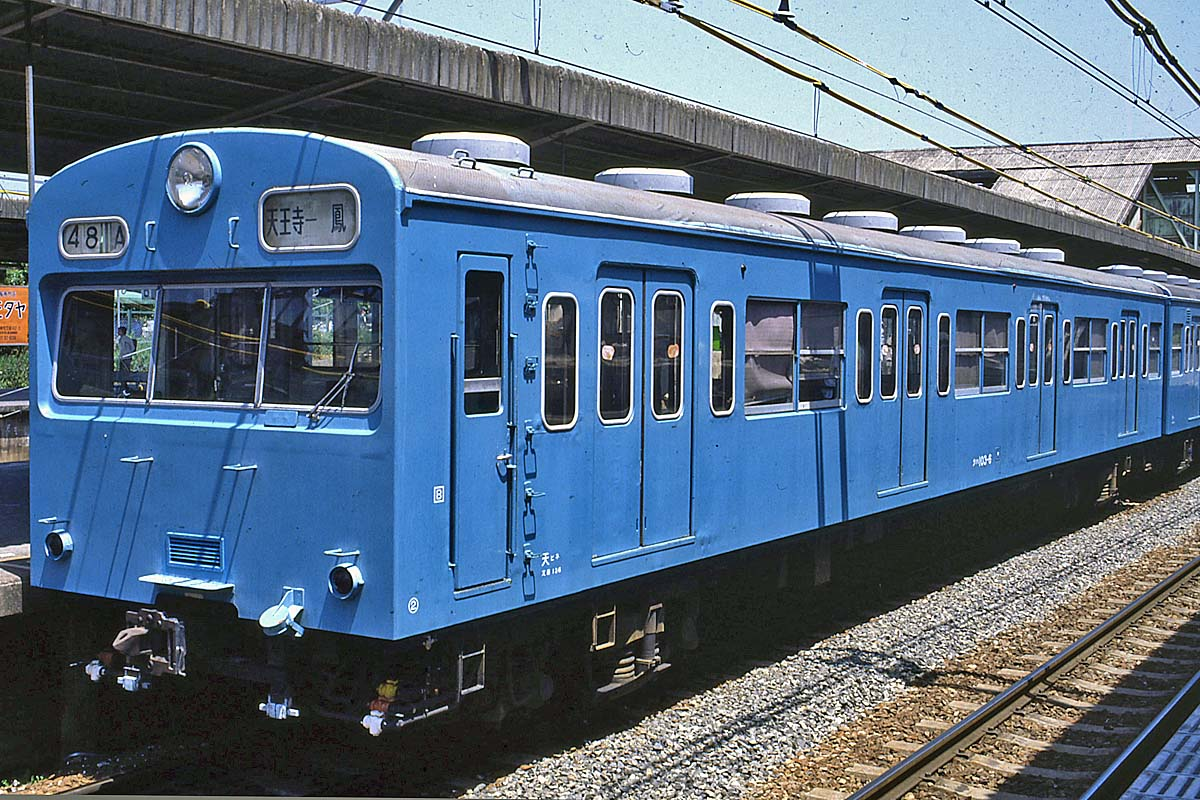
쿠하103-6(1984년, 쿠하 103-1~114 중 한 차량)

- 최초의 대량생산차 그룹이다. 야마노테선용을 시작으로 수도권 각 선구에 도입되었다.
- 쿠모하 103-1~133, 모하 103-1~159, 모하 102-1~292, 쿠하 103-1~114·501~616, 사하 103-1~225가 이것에 해당하며, 시제편성에는 없었던 쿠모하 103형과 사하 103형이 추가되었다.
- 야마노테 선에 선행 투입되었던 시제차량은 후에 이 그룹에 맞추어 개조되었다.
- 1967년 10월 이후에 제조된 '쇼와 42년도 본예산차(일본어: 昭和42年度本予算車)'(쇼와 42년 = 1967년)은 동시에 제작한 910번대와 마찬가지로 승객용 도어가 스테인리스제로 변경되었으며, 그 이전에 제조된 차량의 강철제 도어도 대부분 스테인리스제로 교환되었다. 또한 개조 공장·시기에 따라 창틀로 H고무를 사용한 타입과 접철식을 사용한 것이 있으며 병용된 차량도 있었다.

#### 1967년~1970년제조 차량
- 1967년에 '쇼와 42년도 본예산 추가 차량'으로서 조반선, 그리고 '쇼와 42년도 제3차 채무 차량'으로서 한와선(阪和線) 등의 고속운전 중심의 노선에 투입되었고, 그 결과 103계의 사용 방법에 대한 불만이나 의문이 발생하는 원인을 제공한 그룹이다.
- 쿠모하 103-134~155, 모하 103-160~278, 모하 102-293~433, 쿠하 103-115~177·617~638, 사하 103-226~305가 이에 해당한다. 쿠하 103형 0번대와 쿠하 103형 500번대는 이 그룹에서 제조가 중단되었다.
- 고속운전에 대비하여 쿠하와 사하의 부수대차가 답면 브레이크를 채용한 TR201형에서 디스크 브레이크를 채용한 TR212형으로 변경되었다.
- 1차 차량과 2차 차량의 선두차의 전조등은 101계와 같이 250W 백열등을 1개 설치하였지만, 1975년 오오이 공장에서 사고복구 공사를 마친 쿠하 103-544, 1977년에 오오이 공장에서 사고복구 공사를 마친 쿠하 103-4를 시작으로 1979년부터는 본격적으로 쉴드빔을 2개로 설치하도록 개조되었다. 2000년 11월 6일에 폐차된 게이요 전차구의 쿠하 103-562가 개조되지 않은 채 백열등인 상태로 남겨진 마지막 차량이었다.

#### 시작 냉방차（1970년제조)

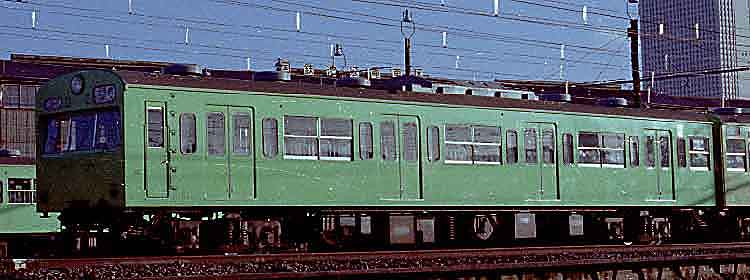
차량 하부에 MG가 있는 시작 냉방차의 쿠하103-178

- 1959년의 나고야 철도 5500계 전동차를 시작으로, 사철과 비교했을 때 냉방을 설치한 통근형 전동차가 등장한 것에 대응하여 사철과의 서비스 격차를 개선할 목적으로 시작 냉방 장치를 탑재한 차량으로 야마노테선에 10량 편성 1편이 시험 투입된 그룹이다.
- 냉방 방식의 비교·검토 때문에 다른 제작사가 제작한 3종의 시작 냉방 장치가 설치되어 냉방 전원용의 MG는 별도이며, 편성 양단의 쿠하 103형에 210kVA의 것이 각 1대씩 설치되어 각각 5량 급전으로 했다.
- 편성은 쿠하 103-179-모하 103-279-모하 102-434(이상 미쓰비시 전기제 'AU75X형' 탑재)-사하 103-306-모하 103-280-모하 102-435-사하 103-307(이상 히타치 제작소제 'AU74X형' 탑재)-모하 103-281-모하 102-436-쿠하 103-178(이상 도시바제 'AU73X형' 탑재)가 되었다. 번호는 종래차의 속번이다. 이것들은 같은 냉방 장치를 탑재하는 차량으로도 각 차로 송풍 덕트의 개수, 실내 통풍구의 위치, 구조나 선풍기의 유무 등에서 차이가 날 수 있기 때문이었다. 덧붙여 냉방 장치의 형식의 뒤에 붙는 'X'는 '시작품'(eXperimental)을 의미한다.
- AU73X형과 AU74X형은 1개의 냉방 장치의 내부에 3개의 소형 유닛 쿨러를 집약하였으며, AU75X형은 1개의 냉방 장치의 내부에 2개의 대형 유닛 쿨러를 집약하는 구조에 차이가 있어, 1유닛이 고장 났을 때 냉각 능력 저하가 적다는 점에서는 전 2자가 유리했지만, 제조·보수 비용 면에서는 AU75X형이 유리했다. 후에 도시바와 히타치 제작소도 2유닛 구성의 AU73X형 및 AU74X형을 제작했지만, 최종적으로 가장 완성도가 높았던 AU75X형이 표준 기종으로서 선정되어 AU75X형을 기본으로 냉방 장치와 선풍기를 병용한 AU75계가 다음 해 이후 이들 3사에 의해 양산이 개시되었다.
- 이 그룹은 냉방 탑재 외에도, 객실창이 제조 공정 수 저감과 기밀성 향상을 위해 외부 삽입식의 유닛 창문으로 변경되어 운전석 하부의 통풍구가 없는 점도 특징이다. 또한 103계로서는 마지막으로 백열등식 전조등을 채용한 그룹이기도 하다. 본 그룹은 시험 종료 후 1978년에 양산 냉방차와 같은 사양으로 개조되었다.
- 본 그룹부터 객실 좌석이 인간 공학적인 새로운 형태가 되어 등받이의 각도가 늘어난 것과 동시에 좌면도 낮고 깊이가 있는 것으로 변경되었다. 아울러 좌석 하부에 있는 객실 히터와 그 설치 방법도 개량되어 기존 7명분 중 중앙에 1기만 설치되어 있던 것이 U자형의 설치 폭의 넓은 타입을 비스듬하게 된 좌석 하축 포함부에 2기 설치하는 형태로 변경되어 난방 방사 면적을 늘리고 난방 능력을 강화했다.
- 당초에는 상기의 편성으로서 이케부쿠로 전차구에 배치되어 있었지만, 야마노테선의 ATC화에 수반하여 1979년 이후로는 각 차가 뿔뿔이 흩어지게 되었다. 2000년 4월 3일 당시 나라시노 전차구에 배치되어 있던 4량부터 폐차가 시작되어 2005년 11월 22일에 당시 게이요 전차구에 배치되어 있던 사하 103-307를 끝으로 모든 차량이 폐차가 되었다.

#### 1971년-1972년제조차

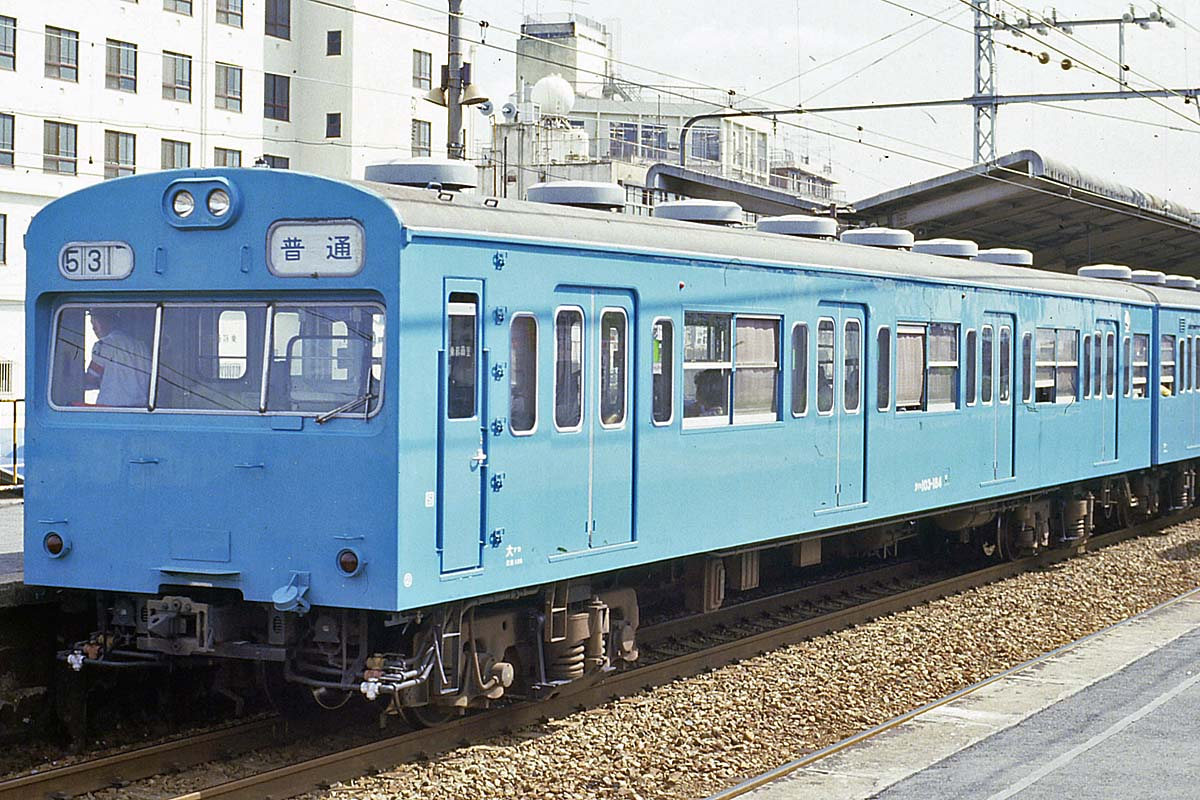
쿠하 103-184

- 발주했던 시점에는 위에서 서술했던 시작 냉방차가 시험 중이기 때문에 비냉방차로서 제조된 그룹이다.
- 모하 103-282~330, 모하 102-437~486, 쿠하 103-180~212, 사하 103-308~323이 이것에 해당한다.
- 객실 창을 유닛 섀시로, 선두차의 전조등을 신제조 시부터 1000번대·1200번대와 같은 쉴드 빔 2등으로 각각 변경하고, 또한 주제어기를 CS20A형에서 CS20D형으로 개량하는 등, 지금까지의 운용에서 드러난 문제의 대책을 강구할 수 있었으며, 일반적으로 '1차 개량차'[9]라고 불린다. 냉방을 탑재하지 않기 때문에 선두차 운전석 하부의 통풍구는 다시 생겼다.
- 냉방화에 즈음해서는 그룹 전차에 AU75계 냉방 장치는 탑재되어 있지는 않고, 경량인 집약 분산식 WAU102형(JR 서일본)이나 AU712형(JR 동일본)을 탑재한 차량도 존재한다. 현존 차량은 모두 후술의 1973년 제조차와 동일한 전면 형상이 되고 있다.
- 게이한신 완행선에 편성 단위로 집중 투입되었기 때문에, 대부분의 차량이 아카시 전차구에 신제 배치되어 있어 특히 선두차는 쿠하 103-188가 마쓰도 전차구에 신제 배치된 이외에는 모두 간사이에 배속 및 JR 서일본에 승계되었던 것도 특징이다.

#### 1973년제조차
- 전술의 시작 냉방차의 시험 결과를 근거로 해 1차 개량차를 기초로, 당초부터 냉방 장치를 표준 탑재[10]하여 제조된 그룹이다.
- 모하 103-331~413·모하 102-487~569, 쿠하 103-213~268, 사하 103-324~359가 이것에 해당한다.
- 상술한 대로 냉방 장치로서는 AU75계가 채용되었지만, 이것에 전력을 공급하는 전동 발전기는 모하 102형에 제어·보조 회로 겸용으로 하면서 냉방 전원으로 자차를 포함해 4량까지 급전 가능한 대용량품(160kVA)을 탑재하고, 일괄 급전하도록 변경되었다. 이것은 본 계열의 MT비가 최대에서도 1:1로, 편성중 4량에 1량은 반드시 모하 102형이 포함되는 것을 고려해 결정된 것이다. 이것에 아울러, 차체 2·4위 측[11]에도 전동 발전기용 냉각 풍도 입구를 설치했다.
- 실내에도 좌면 확장, 형광등 증설 등 거주성을 개선하였다. 선두차 전면 창문 하부의 통풍구는 다시 없어졌다.
- 후위 측면에 전동 행선지 표시기를 설치하고 그 아래의 측창은 하단 상승·상단 하강식으로 변경했다. 또한 이것과 더불어 전면의 행선지 표시기를 전동화하였고 위치도 약간 변경하였다. 이 행선 표시기와 냉방 제어반 때문에 운전실 뒤의 객실 중앙 창이 막혀있다. 객실 내 3위 처창 상부에는 배전반이 설치되어 그 아래의 처창 상단이 고정화되었다.
- 종단역에서의 회송에 의한 장시간 정차를 고려하여 냉난방 효과를 해치지 않도록 반폐회로[12]를 새로 설치했다.
- 당초 야마노테선·주오 선 쾌속 및 오사카 순환선에 투입되었지만, 후술의 ATC화와 관련해, 간토 배속의 선두차의 상당수는 1년이 채 안 된 동안에 1974년 신제조의 중간차와 조성하여 게이한신 완행선(배속은 다카쓰키 전차구)에 전속하고 있다. 따라서 '저 운전대+신제조 시부터 쉴드 빔'의 형태의 차량은 간토 지구에서는 지극히 드물었다.
- 주오 선 쾌속에 남은 선두차는 후에 주오·소부 완행선에 전용되어 쓰다누마(→나라시노) 전차구에 전속했으며 그리고 일부의 차량은 후술의 리뉴얼 공사를 받아 센세키선(리쿠젠원노 정→미야기노 전차구)에 전속했다.

#### 1974년-1981년제조차

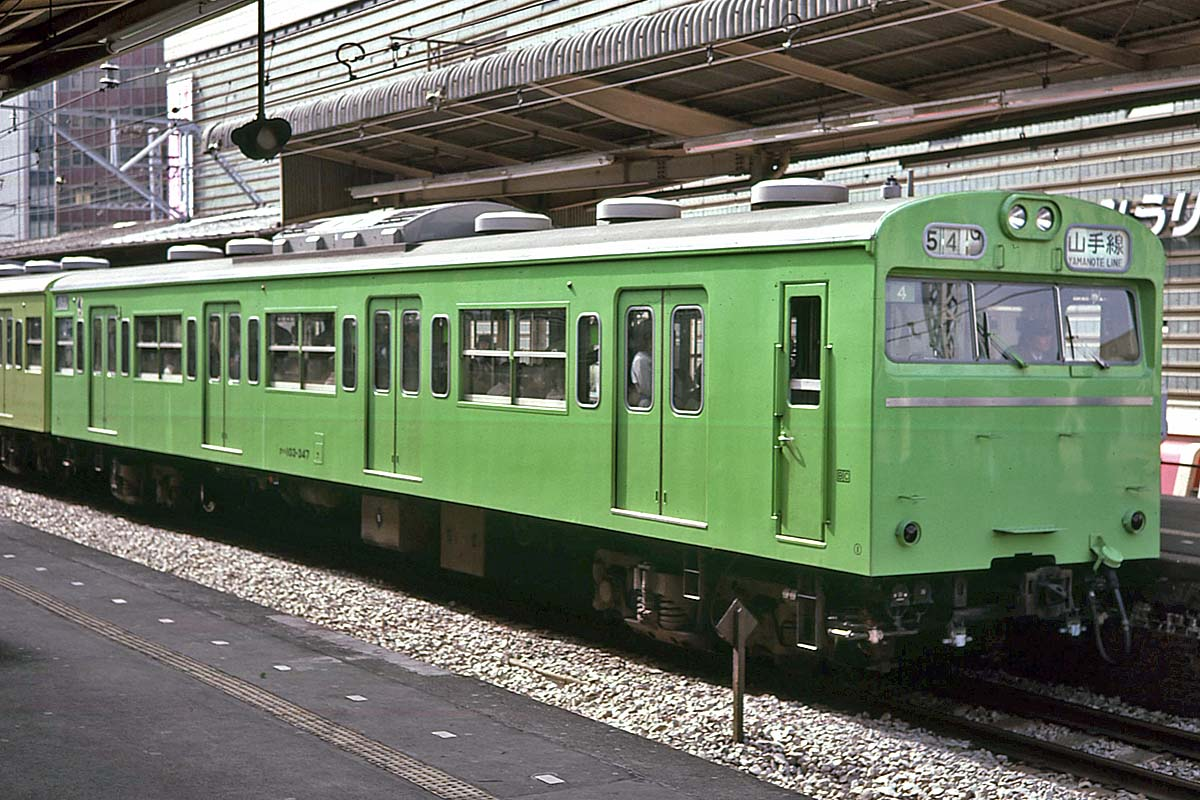
쿠하 103-347(야마노테선 유라쿠초역, 1985년 3월 3일)

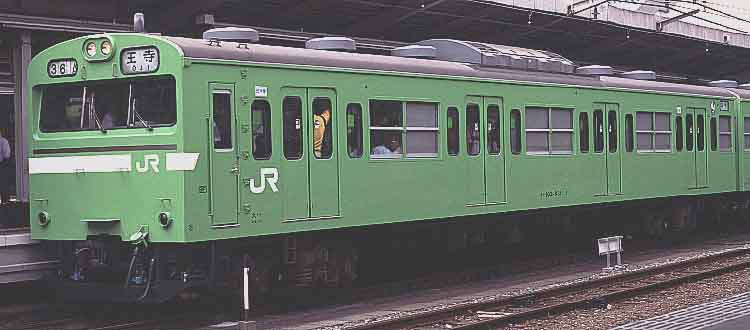
승무원실 뒷 부분에 도어 포켓 창이 있는 비ATC 고운전대의 쿠하 103형（쿠하 103-831)

- 건널목 사고 대책이나 시인성 향상을 위해서 선두차가 고운전대 구조로 변경되어 창아래의 면이 늘어나 운전실 창 아래에는 스테인리스의 식대가 설치되는 등 전면 디자인이 크게 변화한 그룹이다.
- 모하 103-414~786, 모하 102-570~899·2001~2043, 쿠하 103-269~499·701~800~850[13], 사하 103-360~503이 이에 해당한다. 이 가운데 쿠하 103-797·799~808·810~815·817~844·846·848·850 이 ATC 비탑재로 제조되었다. 쿠하·사하의 제조는 이 제조분으로서 종료되었다.
- 야마노테선과 게이힌 도호쿠선의 ATC화 때문에 운전대 후부에 ATC 장치(ATC-6형)의 설치 공간이 설치되어 해당 부분의 도어 포켓 창이 폐지되었다. 기구적으로는 운전대의 제동변이 ME40A형부터 ATC에 대응하여 비상 제외된 ME48형으로 변경된 것이 특징이다.
- 후에 주오 선 쾌속이나 후쿠치야마선 등의 ATC 비설치 선구에도 투입되어 해당 차량 중 쿠하 103형에 대해서는 ATC의 생략과 도어 포켓창의 부활, 구식 ME40형 제동 핸들 탑재 등 5차차 이전과의 절충 사양으로 제조되었다.[14]
- 이 그룹 이후 호쿠리쿠 터널 화재 사고의 교훈으로 화재 대책이 강화되어 후술의 1000번대 등 지하철 입선차와 같은 A-A기준에 준거하고 있는 것도 특징이다. 이에 따라 통로문의 유리가 망입유리로 바뀌었으며 소화기 보관소가 1량 당 2곳이 되었다. 다만 지하선에서의 주행은 고려하지 않았기 때문에 전면에 관통문은 설치되지 않았다.
- 1973년 제조차로 설치가 개시된 반폐회로는 사용되지 않은 채 본 계열의 도중(쿠하 103-317외 이후)부터 폐지되고 있다.

#### 1983년-1984년제조차

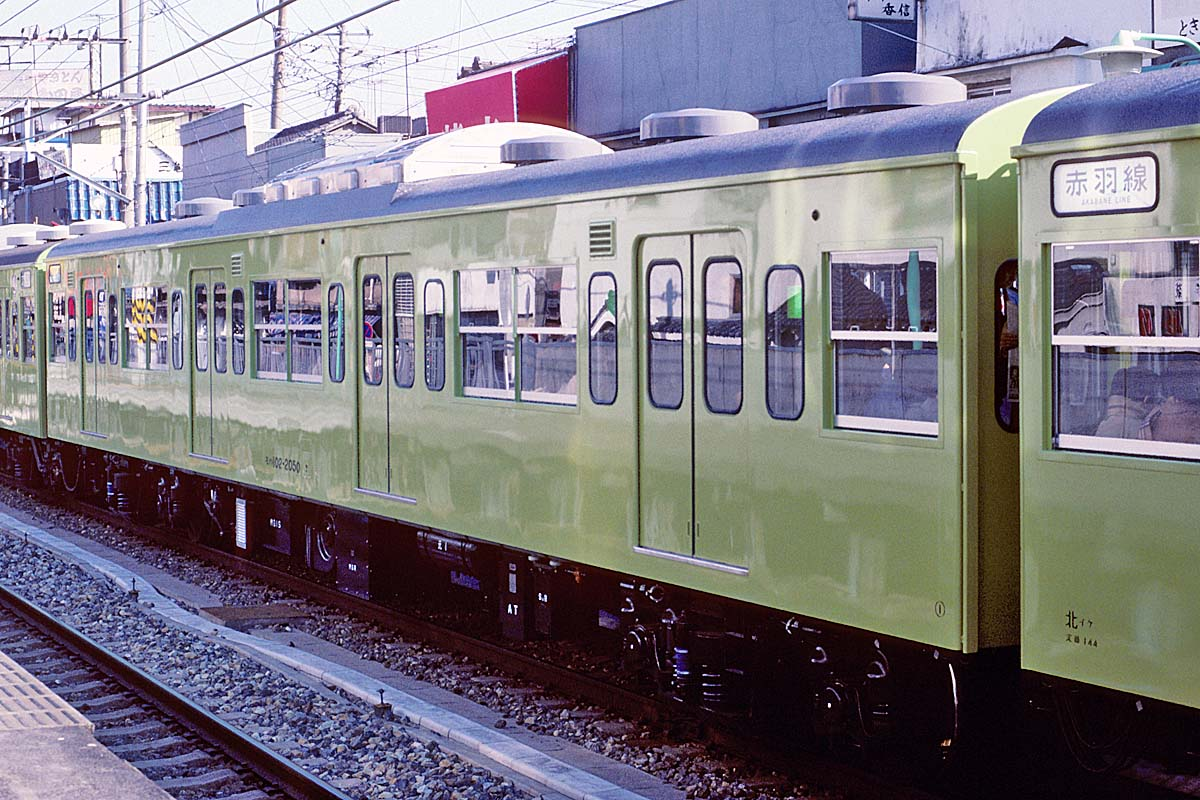
모하 102-2050

- 아카바네선의 10량화 및 야마노테선 수송 개선을 명목으로 새로 제작 되었다.
- 모하 103-787~793, 모하 102-2044~2050의 합계 14량이 이것에 해당한다.
- 이러한 차량은 5유닛(모하 103-787~791,모하 102-2044~2048)이 카나리아 색으로 사이쿄선 개통 전의 아카바네선용으로서 2유닛(모하 103-792·793,모하 102-2049·2050)이 카나리아 색으로 205계 투입 직전의 야마노테선용으로서 각각 이케부쿠로 전차구에 배속되었다.
- 201계의 제조가 시작된 뒤 재발주한 것이었기 때문에 아래와 같이 변경되었다.

1. 쿨러와 팬터그래프의 옆의 런 보드의 형상을 201계와 동일하게 제조
2. 각 창지지 고무를 흰색 H고무로부터 검은색 H고무로 변경
3. 측문 개구부 주위를 완전 용접화

- 그 후 카나리아 색 5유닛은 1985년 9월말의 사이쿄선 개통(아카바네선의 연장)으로 인한 담당구소의 변경을 위해 가와고에 전차구에 전속하여 그대로 사이쿄 선으로 운용되었다.
- JR화 후 205계의 증구체적에 따라 1988년도에 야마노테선용이었던 2유닛이, 1989년에 모하 103-791·모하 102-2048을 제외하고 4유닛이 각각 우라와 전차구에, 1990년에 모하 103-791·모하 102-2048이 도요다 전차구에 전속했다.
- 1996년 3월의 하치코선의 전철화에 수반하여 우라와 전차구에 소속해 있던 모하 103-790·모하 102-2047는 1995년 12월에 3500번대로 개조되어 옛 터전인 가와고에 전차구로 돌아왔다.
- 1996년 8월~9월에 3500번대로 개조된 유닛을 제외한 10량이 도요다 전차구에 전속이 되어 여기서 그것을 제외한 12량이 갖추어졌지만 2002년에 모하 103-792·793으로 모하 102-2049·2050이 폐차되었다. 이 4량의 가동 기간은 폐차 전의 휴차기를 제외하면 실질적으론 17년 반이었다.
- 게다가 2004년에 남은 8량이 게이요 차량센터에서 각 구소로의 전배속을 반복해 마지막에 JR 동일본의 103계 전폐 계획에 의해 2005년 신제조 차량으로 제작된 지 21년 만에 전 차량 폐차되었다.

### 103계 500번대

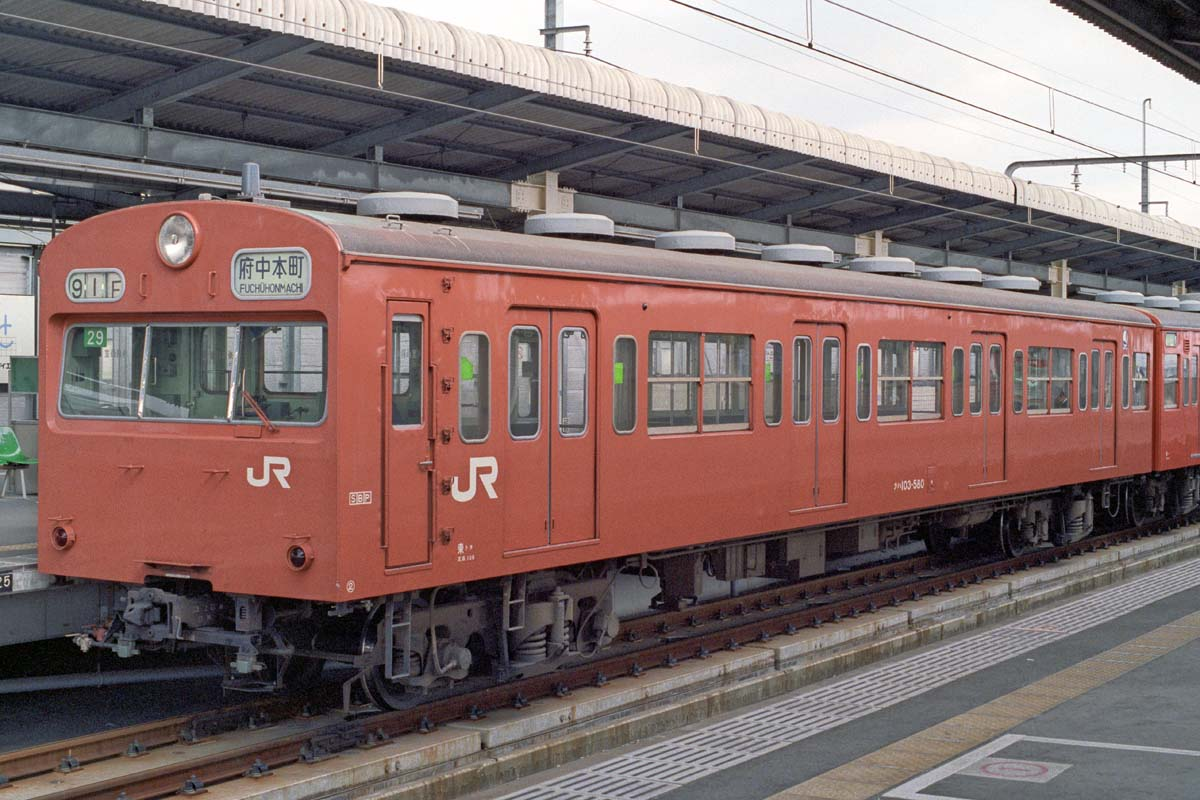
쿠하 103-580

- 1965년 게이힌 도호쿠선에 103계가 투입되게 되었지만, 해당 노선에서는 당초에 기본 편성과 부속 편성을 나누어 운행이 실시될 계획이었으며 당시 차량 기지의 구내 유효장 등의 이유로 3+7(당초 2+6)의 분할 편성으로 할 필요가 있었다. 따라서 새롭게 홀수 방향 선두차 쿠모하 103형이 설계되고, 반대 쪽에는 쿠하 103형의 0번대 차량이 연결되었다. 그러나 쿠모하 103과 반대쪽에 있는 쿠하 103형은 기본적으로 짝수 방향으로 고정되어 방향을 전환할 필요가 없었기 때문에 쿠하 103형 0번대를 한쪽에만 배치해 짝수 방향 전용으로 만든 500번대가 설계되었다. 제조는 쿠모하 103형과 같이 1968년까지밖에 되지 않았다. 0번대 쿠하와의 외관 상의 차이는 전면 점퍼 마개 끝 부분의 유무이다. 617 이후의 편성에서는 대차가 디스크 브레이크인 TR212로 변경되었다.

### 시작차

#### 900번대

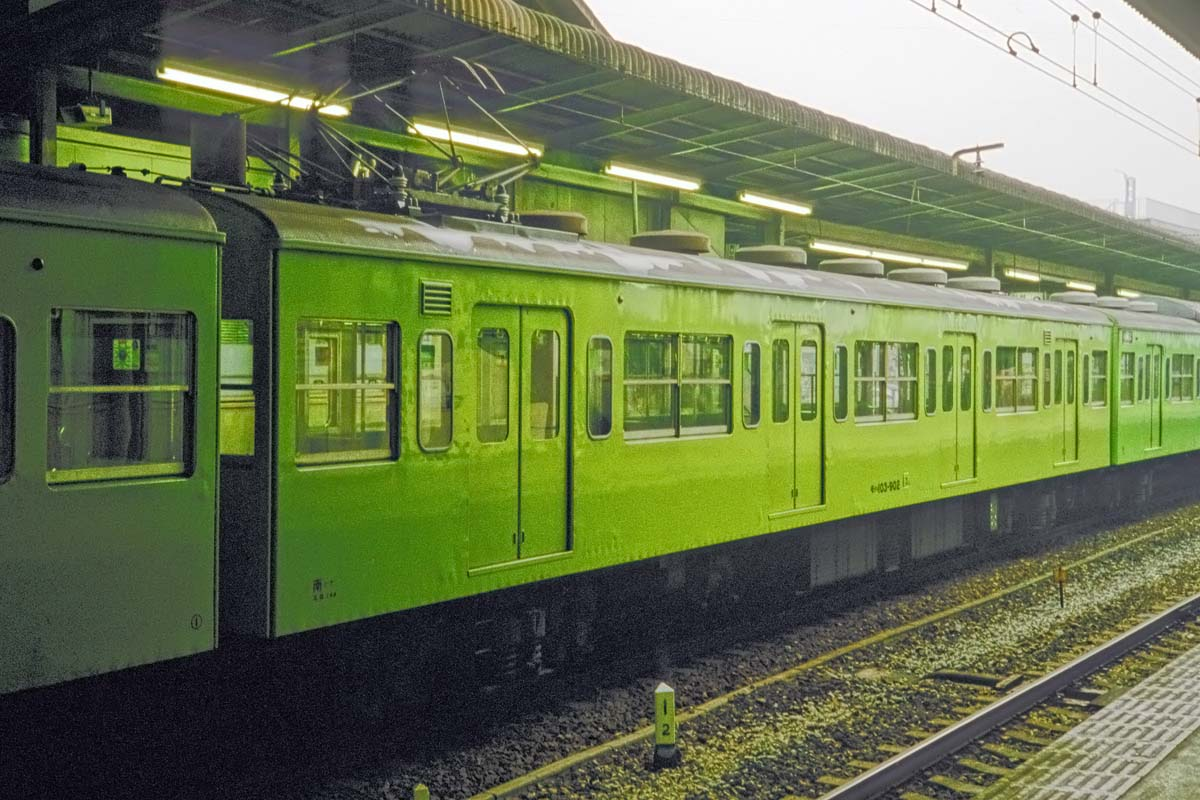
모하 103-902(1985년)

- 1963년에 야마노테선에 선행 시작차로서 새로 제조된 차량이다. 4량 편성 2편이 제조되었다. 당초에는 1~를 자칭하고 있었지만, 대량 생산차와는 대차의 구조가 다르고(전동 대차 DT26C형 부수 대차 TR62X형을 채용), 점퍼 마개(19심의 KE58형×2개)도 다르기에 혼결을 할 수 없는 등의 이유로 인해 1964년 3월 31일자로 번호를 901~로 변경해 구분하였다. 제조 당시의 차량 번호는 카나리아 색 배경에 백색 문자로 쓰여 있었다.
- 말기에는 쿠하가 오메·이쓰카이치선, 모하가 사이쿄선으로 변해 다른 대량생산차와 혼용되고 있었지만, 노후화로 인해 끝까지 냉방화되지 않고 1992년까지 전 차량 폐차되었다.
- 차번은 다음과 같다.

모하 103·102-1·2→모하 103·102-901·902
쿠하 103-1~4→쿠하 103-901~904
- 상기의 개번 때문에 현존하고 있는 쿠하 103-1·2, 이미 폐차된 쿠하 103-3·4·모하 103·102-1·2는 '2대'의 차량이다.

#### 910번대
- 공전 방지를 위해 1967년에 제어단수를 역행 55단, 브레이크 51단으로 큰 폭으로 늘린 초다단 버니어식 제어 방식의 시작차로 제조된 차량이다. 시험 제작된 CS30형 제어기를 탑재하는 모하 103-911~913, 이들과 유닛을 조성하기 위해서 인통선의 일부를 변경한 모하 102-911~913의 중간차, 모두 3유닛 6량이 제조되었다.
- 시험 결과 문제점을 개선하여 만든 양산형인 CS40형이 후술의 지하철 노선연장용 1000번대에 채용되었지만, 정밀한 버니어 기구는 제조 비용이 비싸고, 보수에도 시간이 드는 탓에 결국 1000번대·1200번대에 채용되는 데 그쳐 그 외의 증비차는 기존형의 CS20형인 채로 제조되었다.
- 야마노테선이 10량 운행을 개시한 후 910번대는 1개의 편성에 집약되어 사용되고 있었지만, 해당 노선의 205계화로 인해 타 선구에 전출시킬 때 냉방 개조되어 냉방용 MG를 탑재한 모하 102-911· 913 이외에 붙는 전장 해제 후, 사하 103형 800번대로 개조되었다. 또한 이때 상대를 잃은 모하 102-911는 우라와 전차구에, 모하 102-913가 도요타 전차구에 전속되어 거의 같은 시기에 보전 공사가 시공되고 있던 양 구의 모하 103 비냉방차(모하 103-107, 모하 103-62)와 유닛을 다시 조성하고 모하 102-172, 62는 후술의 사하 103-800번대로 개조되었다. 1994년에 913이, 1995년에 911이 폐차되어 현재는 구분 번대가 소멸하였다.

### 지하철 대응 차량
지하철 직통용으로서 이하의 차량이 0번대와 병행하여 제조되었다. 경유처 각선은 모두 보안 설비가 다르기 때문에 투입 노선마다 사양을 바꾸어 새로운 번대가 제조된 것이 특징이다.

#### 1000번대
조반선·영단 지하철 지요다선 직통용

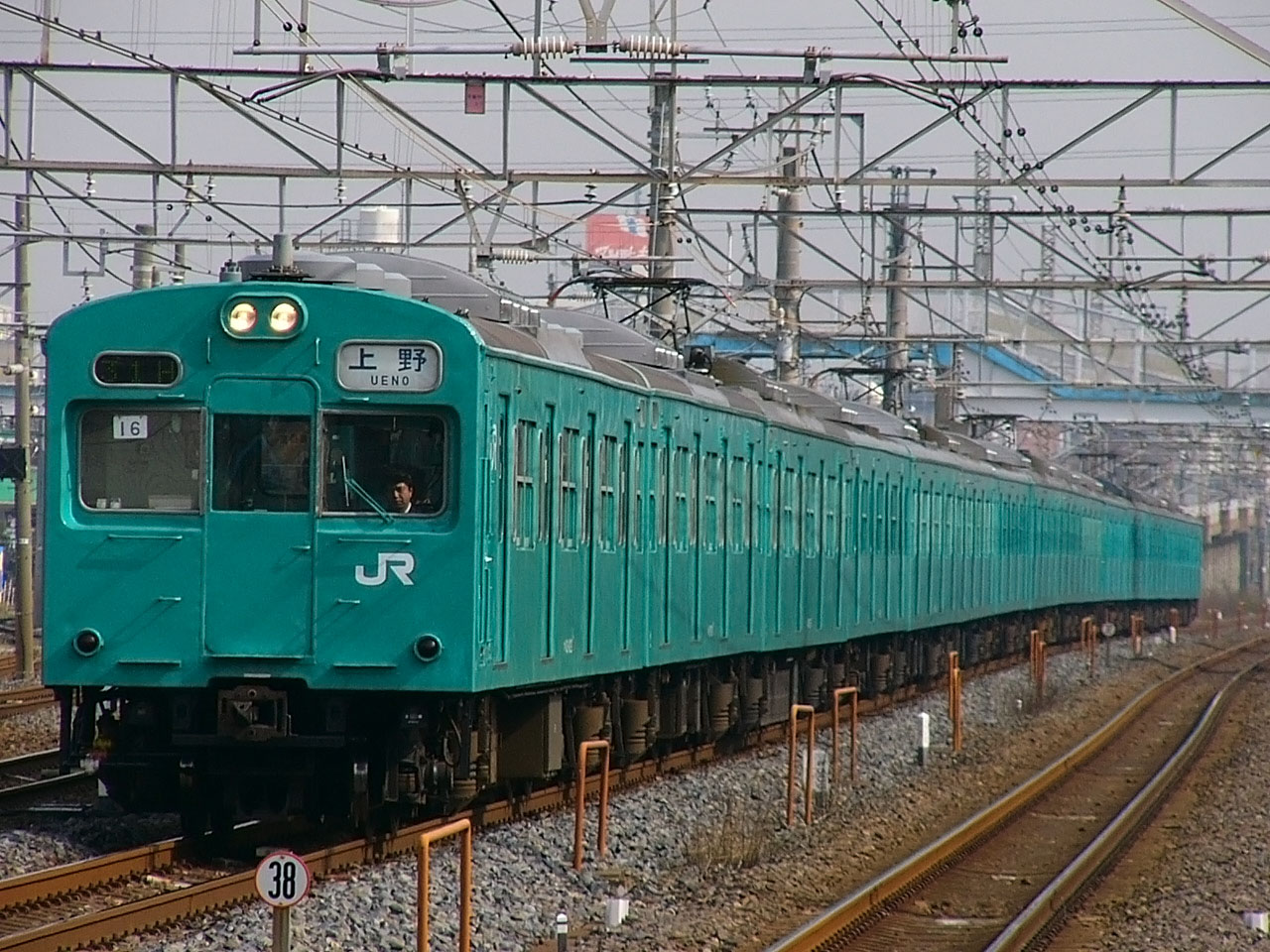
조반 쾌속선을 달리는 1000번대. 전면에는 관통문을 탑재(2003년 4월 촬영)

- 1970년부터 10량 편성 16개 160량이 제조되어 마쓰도 전차구에 배치되었다. A-A기준에 준거해 설계되었기 때문에 차체에는 불연·난연소재가 사용되고 있는 것 외에 주회로 휴즈박스는 차량 위에 옮겨져 선두차 전면에 관통문이 설치된 것이 특징이다.
- 지요다 선용 ATC 기기를 탑재했기 때문에 승무원실 바로 옆의 도어 포켓 창은 없다.
- 영단이 요구한 가속 성능을 실현하기 위해 편성 중 양 선두차 이외의 전차를 전동차(MT비8:2)로 한 다음 주전동기의 한계 전류치를 올린 제어기는 910번대의 항목에서 기술한 개량형의 CS40형을 탑재하였다.
- 도장에 대해서는 회색 8호에 창의 위아래에 청록 1호의 띠를 넣을 수 있었다. 전면의 운행 번호 표시기 윗쪽과 차량 윗쪽 측면에는 파랑 21호의 일본 국철 마크(JNR 마크)를 내걸 수 있었다.
- 등장에서 지요다 선 직통 개시까지는 지상 구간에서 운용되었다.
- 소음 방지를 위해 주저항기는 자연 통풍식이 채용되었다. 그러나 영단이 새로 제조한 초퍼 제어차의 6000계보다 전력 소비량이 현저히 많은 것이나, 터널 내에서 저항기의 열 배출로 인해 터널 온도가 상승(물론 홈이나 차내의 승객에게도 열풍이 전달된다)하는 문제 때문에 203계로 교체가 시작되었으며 이는 1986년 3월까지 완료되었다. 자세한 것은 조반 완행선#복복선화의 연혁과 문제를 참조.
- 잉여 차량 가운데 56량은 105계로 개조되어 나라선·사쿠라이선·와카야마선과 가베선(히로시마 운전소)에 전속했다. 남은 차량은 조반 쾌속선과 나리타선에 전용되어 후에 ATC 기기를 철거해 청록 1호 단색으로 도색되었다. 게다가 1990년에는 10량 편성 1편이 영단 도자이선용의 ATC-3형(색등식 신호용 ATC) 및 데드맨 장치 부착 마스터 컨트롤러 핸들을 설치하여 도색 변경을 실시한 다음 도자이 선 직통용(미타카 전차구)에 전용되었다.
- 폐차는 2002년부터로 마쓰도 구의 차량은 조반 쾌속선의 E231계 0번대 투입으로 인해 2004년 3월까지, 미타카 구의 차량은 도자이 선 직통의 E231계 800번대의 투입에 의해 2003년 5월 30일에 각각 운행을 종료하여 전 차량 폐차되었다.

#### 1200번대
소부 본선·영단 지하철 도자이선 직통용
- 301계의 증비차에 해당하는 그룹으로, 국철의 재정난에 의해 지하철 노선 연장차의 제조 비용 절감을 위해 등장한 103계의 구분 번대. 1970년에 1편성(7량), 1972년과 1978년에 각각 2편성(28량)의 합계 5편성(35량)이 제조되었다.
- 외관은 지요다선 노선 연장용의 1000번대와 거의 동일하지만, ATC 기기는 도자이 선의 WS-ATC에 대응하는 소형의 것이기 때문에 1000번대와는 달리 승무원실 바로 옆에 도어 포켓 창이 있다. 기기 배치도 301계에 맞추었기 때문에 축전지 탑재차 등에 차이가 있다.
- 도장은 301계에 이미지를 맞추기 위해 라이트 그레이(회색 8호)에 노란 띠(노랑 5호)의 도장이 채택되었다. 다만 역의 방송이나 안내판 등에서는 영단 5000계가 은빛이었던 일도 있어 '은색 전동차'라고 안내를 했었다.
- 물받이·창틀·통풍기 형상이나 좌석 치수는 다른 103계와 같아 대차의 베개 용수철도 이와 같이 코일 용수철이다. 또한 지상형의 마이너 체인지에 맞추어 제2 편성 이후는 유닛 창문을 채용하여 좌석 치수도 301계와 동일하게 변경하였다.
- 마지막 1200번대가 된 K9 편성은 2003년 7월 31일부로 오미야 공장에 폐차 회송되었다. 이것으로 103계 1200번대는 번대 구분이 소멸됐다.

#### 1500번대

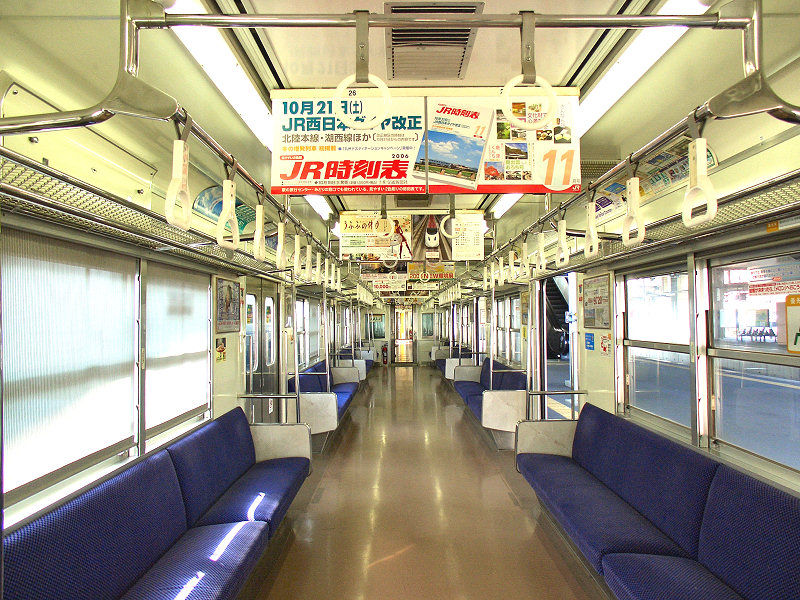
쿠하 103-1514 차내

가라쓰선·지쿠히선·후쿠오카 지하철 1호선 직통용
- 모든 차량이 6량 편성으로서 9편성 54량이 제조되었다. 다만 편성 번호는 3량씩으로 나뉘어 있어 고쿠라 공장에 회송할 때도 3량씩으로 분할된다. 후에 4편성이 선두차화 개조에 의해 2분할되어 3량화되었으므로 현재는 13편성 54량이 되었다. 가라쓰 철도 사업부 가라쓰 운수센터 소속.
- 제조 당시 조반 완행선용으로 203계가 제작되고 있었지만, 지쿠히선은 지쿠젠마에바루 역 서쪽의 역간 거리가 길고, 열차 밀도도 낮기 때문에 제동 빈도나 회생 부하의 면에서 초퍼 제어차를 도입해도 에너지 절약 효과나 회생 제동력을 기대할 수 없어 경제성이 높은 103계를 일부 설계 변경 후 도입하였다.[15]
- 기기 배치는 다른 지하철 직통차를 따르고 있지만, 주제어기는 0번대에서 넓게 사용되고 있는 CS20D형을 기본으로 자연 통풍식 주저항기를 사용하기 위해 수정한 CS20D-G3형을 탑재했다. 전동 발전기나 공기압축기에 대해서도 비용 삭감을 위해 급행형과 동일한 형식을 채용하고 있다. 차체나 내장은 201계를 기초로 하고 있어 본 계열에서 유일하게 처음 제작 시부터 도어 포켓 창이 없다. A-A기준 준거 때문에 선두 차량은 105계에 유사한 관통문을 가지는 전면 디자인을 채용했다.[16]
- 도장도 스카이블루에 엷은 황색의 띠라는 초기 색상이 준비되었다. 일본 국철차를 나타내는 JNR(현 JR) 마크가 정면으로 들어가 있었다.
- 3량 편성은 한정 운용, 6량 편성은 303계 대체 편성으로 운용하기도 한다. 직통처인 지하철 공항선 내에서의 1인 승무에는 대응하고 있지 않고, 동선 내의 스크린 도어와의 연동도 할 수 없다. 이 때문에 지하철선 내에서 운전할 때에는 차장이 승차하여 도어 취급 시에는 차장 스위치 조작과 함께 스크린 도어 개폐 리모콘을 수동으로 조작하고 있다.
- 장시간 정차 시에 차내 보온 때문에 4도어 중 3곳을 닫는 기능을 탑재하고 있다.[16]
- 쿠하 103-1504는 1998년 3월에 이마주쿠역 부근에서 강풍에 의해 탈선하여 파손되었으나 복구되었다.

## 개조

### 일본국철 시대의 개조
일본국유철도는 1970년대가 되면서 재정난으로 인해, 신차 제조 비용을 경감할 목적으로 한 번 투입한 차량을 개조해 다른 용도로 사용했다.

#### 101계 사하 101형 편입（750번대)
1970년 오사카 순환선 103계의 8량 편성화에 맞춰 부족한 부수차를 보충하여 모리노미야 전차구의 101계 사하 100형 사하 100-55·58, 사하 101형 사하 101-55·58의 합계 4량이 양형식에서 형상이 달랐던 점퍼 연결기(KE57형으로부터 KE70형에)나 관통막 등이 103계와 동일한 것으로 교체되어조성되었다. 이 4량은 스이타 공장의 독자 공사로 번호는 바뀌지 않은 채 1979년까지 사용된 후, 전동차 통상 형태로의 복원 후에 가타마치선의 101계 편성의 5 → 6량화용으로 전용되었다. 1972년부터 일본 국철 전체의 공사와 더불어 사하 101형의 편입 공사가 실시되었다. 이쪽은 개조 후 정식으로 103계의 사하 103형 750번대로서 구분되었다. 덧붙여 사하 100형도 이와 같이 개조해 '700번대'를 붙일 계획도 존재했지만 실현되지 않았다. 차체 그 자체에는 거의 손볼 수 없지만 원래 103계가 101계의 구조를 기본으로 설계되어 있었기 때문에 연결 시 외관상 차이는 적다. 다만 세부 사항에서 101계의 높이는 103계보다 약간 낮고, 대차 형식도 약간의 차이(DT21T형 또는 TR64형)를 볼 수 있었다.
신번호는 연번으로 첨부 되고 있지만, 개조 시기, 종차의 형태, 개조의 내용에 따라 이하의 5종으로 세분할 수 있다.
- 타입 I:사하 101-111·112·113·114·133·134· 139·140·143·144·145·137·138· 141·142·100·107→사하 103-751~767

비냉방의 사하 101형으로부터 개조된 그룹. 개조 시 AU75형에 의한 냉방화 개조와 측면 행선지 표시기의 설치가 이루어졌다.
- 타입 II:사하 101-123·124·126→사하 103-768~770

개조 시에 AU75형으로 냉방화 개조되고 있던 사하 101형으로부터 개조된 그룹. 측면 행선지 표시기는 설치되지 않았다.
- 타입 III:사하 101-282·299→사하103-771·772

개조 시에 AU75형으로 냉방화 개조되고 있던 사하 101형 200번대로부터 개조된 그룹. 200번대는 MG·CP를 탑재하는 차량이었지만, 개조 시에 철거되었다. 측면 행선지 표시기는 설치되지 않았다. 또한 이 2량은 시작 냉방 개조차로 냉방 장치가 차체 중심으로부터 어긋난 위치에 설치되어 있다.
- 타입 IV:사하 101-115·116·127·128→사하 103-773~776

비냉방의 사하 101형으로부터 개조된 그룹. 냉방, 측면 행선 표시기 모두 설치되지 않았다. 후년 JR 동일본에 계승된 ―775가 AU712형으로 냉방 개조된 이외는 비냉방인 채 폐차되었다. 또한 같은 JR 동일본에 계승된 ―774는 도요다→나카하라→마쓰도 전차구(모두 당시의 명칭)와 전용되어 마쓰도 전차구에서는 선명한 녹색으로 도장되었다(→#차량 도장). 오리지널의 101계도 포함해 선명한 녹색의 101 차체는 이것이 유일한 사례이다.
- 타입 V:사하 101-119·120·121·122→사하 103-777~780

개조 시점에서 AU75형으로 냉방화 개조되고 있던 사하 101형으로부터 개조된 그룹. 개조 시에 측면 행선지 표시기가 설치되었다. 또한 779 이외의 3량은 JR 서일본 계승 후인 1993년에 대차가 103계와 동일한 TR212형으로 교환되었다.
JR화 후는 JR 동일본과 JR 서일본에 계승되었다. 일부는 연명 공사가 실시된 차량도 존재했지만, 노후 차량이 많았던 일로 조기 폐차 대상이 되어 2002년에 JR 서일본에서 사하103-765가 폐차된 것을 마지막으로 전폐되었다.

#### 센세키 선 투입
1979년부터 센세키선의 구형차(주로 72계)의 교체 때문에 수도권 각 노선에서의 0번대 ATC 대응차(1974년 ~ 1981년 제조)의 투입으로 잉여가 된 0번대 초기차가 투입되었다. 이 관계로 야마노테선, 게이힌 도호쿠선, 요코하마선, 오메·이쓰카이치선과 여러 가지 출신의 차량이 모였지만, 도장은 스카이블루로 통일(→#차량 도장)되었다. 수도권과는 다른 센세키 선의 사정으로 출입구의 반자동문화·객실 히터의 증설 등 한랭지를 위한 개조가 실시되었다. 전 차량이 JR 동일본에 계승되었다.

#### 주오 본선 나고야 지구 투입
1977년 ATC 대응차의 투입으로 잉여가 된 0번대 초기차가 주오 본선(주오사이 선 나고야 지구)에 투입되어 진료 전차구에 배치되었다. 이쪽은 초기 투입분이 게이힌 도호쿠선과 요코하마선, 후기 투입분이 오메·이쓰카이치선에서 전용된 것과 비교적 통일되고 있었다. 도장은 센세키선과 마찬가지로 스카이블루로 통일되었다. 전입에 즈음해 운전석 전면 유리의 서리 제거용으로 디프로스터를 단 것 외에 조수석 측에 와이퍼를 증설하고, 선두차 측면에 행선판 설치하였다. 행선판을 사용하였기 때문에 냉방차에서도 방향막은 사용하지 않았다. 또한 전면의 방향막도 '주오 선'·'보통' 등의 고정 표시(스티커 부착)로 하고 있었다. 출퇴근 시간에는 10량 편성으로 운행되고 있었지만, 투입 당초에는 수도권에서 잘 볼 수 있던 3+7량 편성은 아닌 6+4량 편성(McM'TMM'Tc'+McM'TTc')이었다. 이는 교체 전의 72계가 5+5량 편성이며, 거기에 가까운 편성이라고 했기 때문이다. 1986년 11월 1일 일본 국철 운행 시간표 개정에서는 일중의 수송력 적정화 때문에 평시 운전용의 부속 편성을 3량으로 하기 위해 7+3량 편성(McM'TTMM'Tc'+McM'Tc')이 되었다.

#### 쿠하 103형 0번대의 1000번대 병결대응화 개조
1983년에 조반선에서 차량 수급상 쿠하 103형 0번대 2량+1000번대 전동차 8량의 10량 편성을 조성할 필요가 생겨 해당 편성에 조성되는 쿠하 103형 0번대 4량(쿠하 103-93·188·627·636)에 대해서 1000번대 병결 대응 개조가 시공되었다. 내용은 승무원실에 비상용 버저를 설치하는 것과 비상용 버저·연락용 전화회로 전환 스위치 설치, 그리고 차량 수의 문제로 인해 방향 전환(짝수 방향→홀수 방향)이었다. 이 공사의 시공차는 일반차와의 식별을 위해서 외부의 차량 번호 하부에 하얀 선이 추가되었다.

#### 3000번대(가와고에 선 전철화 등)
일본 국철은 1974년 이후 센세키선에 72계 4량 편성 20량의 차체를 당시 제조되고 있던 103계 0번대와 동일한 것으로 바꾸는 개조를 실시한 차량을 투입했다(→모하 72형 970번대·쿠하 79형 600번대). 이 72계 20량은 차체만은 103계와 거의 동일한 것으로 103계의 투입(#센세키 선 투입)에 의해서 1980년까지 해당 노선의 미갱신 구형 차량이 교체될 수 있었던 후에도 사용되고 있었지만, 1985년에 해당 노선의 차량을 103계로 통일하기 위해 추가 투입된 103계에 의해 교체되어 운용이 중단되었다. 한편 수도권에서는 이 시기 가와고에선의 전철화를 실시하고 있어 오미야 역~가와고에역~고마가와역 간의 구간 운행을 위한 전동차가 필요했다. 모하 72형 970번대·쿠하 79형 600번대의 차체는 경과년수가 얼마 되지 않았기 때문에 이러한 전용으로 발생된 필요분을 조달하게 되어, 1985년에 집중대검의 폐지 및 공장의 예비품 재검토로 인해 103계의 MT55형 주전동기와 DT33형 동력 대차, 101계의 폐차로 발생한 DT21T형 부수 대차를 이러한 차체와 조합해 신성능화한 다음 가와고에 전차구(→가와고에 차량 센터)에 투입했다. 이에 따라 이러한 차량은 103계에 편입되게 되었지만, 아래의 이유 때문에 일반 103계와는 여러 가지 차이가 생겨 3000번대와 구분되었다. 덧붙여 차단부에 붙여진 제조명판에는 개조차의 제조년인 1952년 혹은 1954년 제조라고 기재되어 있어 오리지널 103계보다 10년도 일찍부터 존재했던 것이 되어 있다.
- 센세키선 시대의 편성은 쿠하모하모하쿠하인 것에 대해 당시 3량 편성으로 사용할 계획이었기 때문에 쿠하모하쿠모하의 편성으로 변경되었다. 일반적인 103계의 3량 편성은 제어 전동차가 팬터그래프·제어기를 탑재하는 쿠모하 103형, 중간 전동차가 보조 기기류를 탑재하는 모하 102형이 되지만, 중간차에 팬터그래프가 설치되어 있던 기존 차량의 차체 구조를 살리기 위해 제어 전동차가 보조 기기류를 탑재하는 쿠모하 102형, 중간 전동차가 팬터그래프·주제어기를 탑재하는 모하 103형으로 개조되었다. 이 차종의 차이와 차량의 방향 때문에 통상 유닛 상대의 전동차측에 설치되는 모하 103형의 팬터그래프가 반대 측 유닛의 외측에 설치되었다.
- 쿠하 103형의 대차는 101계 발생품의 DT21T형이 장착되었지만 이것은 #101계 사하 101형 편입(750번대)의 항에서도 알 수 있듯이 103계의 TR212형과는 다른 형상이었다. 그리고 비용의 문제 때문에 냉방화는 보류되어 쿠모하의 존재와 함께 통상의 103계 0번대 1974년도 이후 제조차에는 볼 수 없게 되었다.
- 103계나 모하 72형 970번대는 주전동기의 냉각풍을 차체 측면으로 설치된 풍도로 통풍하고 있었지만, 원래 주전동기가 없었던 쿠하 79형 600번대는 그 설비를 탑재하지 않고 새롭게 차체에 풍도를 설치하는 것은 대규모 공사가 필요하므로 실시되지 않았다. 거기서 모하 72형 970번대로부터 개조되는 모하 103형과 함께 주전동기에 필터상자를 마련하여 직접 채풍하는 방식이 채용되어 모하 72형 970번대의 풍도와 도입구는 1량을 제외하고 개조 시에 매몰되었다. 또한 쿠모하 102형에 탑재의 MG에 대해서도 같은 방식이 적용되었다. 덧붙여 이 MG는 모하 72형 970번대에 설치되었던 것이 유용되었다.
- 가와고에선도 센세키선과 마찬가지로 동계 한랭이 되기 때문에 72계 시대부터의 반자동문 기능[19]이 남아 있었다. 이 때문에 개폐장치는 72계 시대부터 사용된 반자동문 기능이 용이한 TK8형을 계승하여 103계와는 다르게 되었다.
- 센세키선 시대 태블릿이 사용되고 있었기 때문에 태블릿이 부딪치는 일을 고려하여 운전대 직후의 도어 포켓 창 부분에 창은 설치되지 않고, 그 자리에 보호판이 설치되어 있었다. 일부의 차량은 개조 시에 보호판이 철거되어 같은 시기의 ATC차 형식의 외관이 되었다.

편성 구성은 아래와 같다.
↑오미야
- 쿠하 103형 3000번대
- 모하 103형 3000번대
- 쿠모하 102형 3000번대

상기의 개조에 쓰인 모하 72형 5량은 전량 해제되어 사하 103형 3000번대가 되었다. 기기류는 타 3차종과 마찬가지로 유용품이다. 이들은 1986년 11월의 운행 시간표 개정으로 오메선의 3량 편성을 4량화하는데 사용되었다. 일찍이 전동차인 관계로 지붕에 팬터그래프 설치 흔척이 남아 있는 등의 특징이 있다.
편성 구성은 아래와 같다.
↑다치가와
- ☆ 쿠모하 103형 0번대
- ☆ 모하 102형 0번대
- 사하 103형 3000번대
- ☆ 쿠하 103형 500번대·900번대

☆ 표는 조성한 앞의 편성.
JR화 후에는 노선으로 인해 모든 차량이 JR 동일본에 계승되어 AU712형 냉방 장치를 탑재해 냉방화가 되었다. 1996년에는 하치코선의 전철화에 따라 해당 노선에서도 사용됨과 동시에 수송력 증강으로 사하 103형 3000번대가 가와고에선의 다른 3000번대 편성에 조성되어 센세키선 시대와 같은 4량 편성이 되었다. 또한 0번대를 개조한 3500번대의 4량 편성 1편이 증비되었다(→#하치코 선 하치오지~고마가와간 전철화 관련(3500번대)). 그러나 노후화로 인해 205계 등과 교대로 폐차가 진행되어 2005년 10월 2일의 '가와고에선 전철화 20주년 기념호'를 끝으로 운행을 종료했다. 그 후에도 하에 53편성(쿠하 103-3003 이하 4량)이 예비차 취급으로 잔존하여 실제로 205계의 차량고장으로 운행에 들어간 적도 있었다(이것이 진짜 최종 운용이 되었다)가 같은 해 11월 중순까지 전 차량이 폐차·해체되어 소멸했다.
※구 번호와의 대조는 72계의 해당 항목을 참조.

#### 간사이 방면 편성 수 증가 관련（2000·2050번대)
1986년의 간사이 본선(다이와 노선)과 한와선의 편성 단축·편성 수 증가 정책에 수반해 선두차가 부족했기 때문에 잉여가 되었던 101계의 선두차가 개조·편입되었다. 기존 차량과 비교하여 아래의 2형식이 설정되었다.
- 쿠하 103형 2000번대:쿠하 100-92·35·31·60→쿠하 103-2001~2004

비냉방의 쿠하 100형에서 개조된 차량. 나라 전차구에 투입되어 주로 간사이 본선에서 사용되었다.
- 쿠하 103형 2050번대: 쿠하 101-78·83→쿠하 103-2051·2052

비냉방의 쿠하 101형으로부터 개조된 차량. 히네노 전차구에 투입되어 주로 한와선에서 사용되었다.
같은 존재인 사하 103형 750번대와 마찬가지로 차체에는 거의 손대지 않았다. 101계와 103계에서는 전면의 창 모양이 차이가 나기 때문에 사하 103형 750번대보다 눈에 띄는 차량이 되었다. 또한 해당 차량에도 냉방이나 측면 행선 표시기의 설치는 이루어지지 않았다. JR화 후에는 양 노선과 함께 전 차량이 JR 서일본에 계승되었다. 이 차량 역시 시간이 지나면서 사고로 조기 폐차 대상이 되었으며 1991년에 쿠하 103-2052가 한와선이 ATS-P형화할 즈음해에 대응 공사가 이루어지지 않은 채 게이한신 완행선에 전용되는 움직임(게이한신 완행선#분할 민영화 전후(1983년 - 1994년)참조.)이 있었지만, 1992년까지 전 차량 폐차·해체되어 소멸했다.

#### 냉방화 개조
103계에서는 0번대 1973년 제조차 이후 일부를 제외하고 냉방 장치가 표준 탑재되어, 기존 차량에 대해서도 1975년 이후 냉방화 개조가 실시되었다. 주된 개조 시공 내용은 구체를 보강한 후에 냉방 장치 및 측면 행선 표시기를 설치하는 것이었으며, 모하 102형의 전동 발전기를 제어 전원용의 20kVA에서 제어·냉방 전원 겸용의 160kVA로 교체하는 등 새로 제작되는 냉방차에 준하는 것이었다. 한편 1975년 여름에 간사이 지구에서 양 끝 차량만 비냉방 차량인 편성이 투입되었지만, 선풍기 회로를 냉방 기동 회로에 대신 사용하여 일제 기동할 수 있도록 각 전차구에서 시공하였다. 그 후 간토 지구에도 같은 사례가 발생하였고, 본격적으로 양 끝 차량의 승무원실 내에 냉방 기동 회로용의 스위치(냉방 제어 스위치)를 공장 시공으로 설치하게 되었다. 또한 1981년도부터는 나카교 지구에서도 냉방 개조가 시작되어 비냉방 선두차 전 차량에 냉방 제어 스위치가 설치되었다.

#### 105계로 개조
103계 내에는 개조로 인해서 105계가 된 차량이 있다.

## JR분사 후의 상황과 각 회사마다의 개조
103계는 원래 통근형 전동차라는 대량 수송용이나 일본국유철도의 '표준형'으로 분류되었기 때문에 성능·설비 면에서는 진부화가 눈에 띄었지만 1983년 3월에 201계으로 교체된 주오 선 쾌속, 1986년 4월에 203계로 교체된 조반 완행선 외에는 교체가 진행되지 않았다. 그러나 JR화 후에는 각 회사에서 신 차량의 투입이 진행되어 급속히 폐차가 진행되었다. 특히 JR도카이에서는 103계의 정기 운용이 완전하게 소멸하였다. 한편으로 일본 국철 시대보다 유연하고 철저한 개조가 더해진 사례도 많아 여러 가지 신구분 번대도 생겨나고 있다.

### JR 동일본

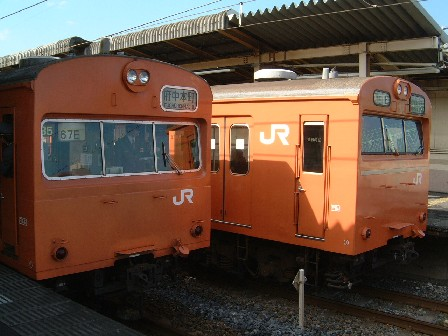
초기형(왼쪽)과 후기형(오른쪽), 미나미우라와역

동일본 여객철도(JR 동일본) 관내에서는 민영화 당초 2,418량이라는 대규모를 자랑하고 있었으며 ATS의 ATS-P형화에 즈음해서는 ME40형 탑재차의 대부분에 제동변을 ME48형으로 교체하는 공사가 실시되는 등, 최신화를 도모해왔다. 또한 난부선, 쓰루미선용 전 차량 및 게이힌 도호쿠선, 조반 쾌속선용 차량의 일부는 외부 막 설치에 따라 끝 부분 창을 폐쇄했다. 또한 게이요선용 차량은 선두차에 스커트가 설치되었다. 조반 쾌속선용 차량은 운행 번호 표시기가 LED식으로 변경되었다. 그러나 1990년대부터는 205계·209계·E231계 등의 양산과 이들의 교체가 진행되어 급속히 폐차가 진행되었다. 2006년 3월 18일의 운행 시간표 개정까지 모든 차량이 정기 운용을 이탈하였으며 같은 해 4월 8일에 조반 쾌속선으로써으 고별 운행과 그 다음날의 차량 전시회를 마지막으로 JR 동일본 수도권지구의 103계 영업 운행은 완전히 종료되었다.

#### AU712형에 의한 냉방화
수많은 비냉방차는 당초 신제조 차량과 같은 AU75계 냉방 장치 개조였지만, 비냉방차는 냉방 탑재를 전제로 한 설계는 아니었기 때문에 탑재에는 구체의 보강 및 전원용 삼상 교류를 인통하기 위한 안내 증설 공사가 수반되어 고액의 비용과 시간을 필요로 했다. 게다가 1987년부터 지붕 위에 복수의 냉방 장치를 탑재하여 중량을 분산하여 보강이 필요 없는 집약 분산식 냉방 장치를 사용한 냉방 개조로 이행되었다. 최초로 선행 개조된 사하 103-128는 후술하는 JR 도카이의 C-AU711계 냉방 장치와 유사한 것(메이커 형식 히타치 FTUR-300-102형)이 설치되었지만, 그 외의 차량은 독자 개발한 AU712형으로 개조되었다. 냉방 전원은 당초에 모하 102형의 MG교환을 통해 용량을 증강하였지만, 1988년 후기부터는 공사기간·비용을 한층 더 삭감하기 위해서 차량별로 설치한 SC24형 보조 전원 장치(SIV)도 동시에 설치한 형태도 등장했다. 그러나 이러한 차량은 원래 노후한 데다 AU712형의 냉각 능력이 낮고 또한 AU75계의 차량과 혼결했을 경우에 냉방 전원으로는 냉방을 할 수 없는 사례도 발생하는 등 편성 조성상의 제약이 있어 2005년의 모하 103-185·모하 102-340(무사시노선)의 폐차로 인해 영업 운행을 중단하였다.

#### 쿠하 103형의 자동분병장치(전기 연결기)의 설치

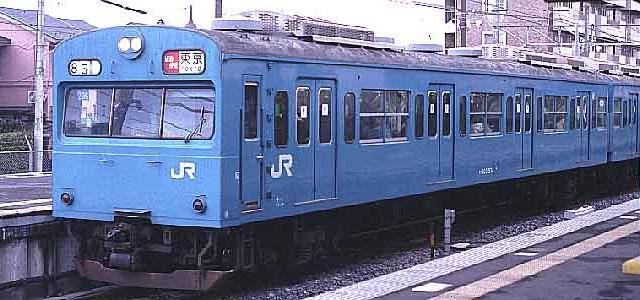
자동분병장치를 단 쿠하 103-574

1989년부터 분할 병합 운용이 많은 게이요 전차구(→게이요 차량센터)의 기본 편성 Tc차와 부속 편성 Tc차, 도요다 전차구의 오메·이쓰카이치선용 4량 편성 Tc차, 마쓰도 전차구(→마쓰도 차량센터)의 기본 편성 Tc차와 부속 편성 Tc차에 자동 병결장치 설치 공사를 실시했다. 이 중 마쓰도 소속에서는 기존의 편성에서 기본 편성 선두차의 일부에 Mc차가 들어가 있었지만, Mc차에 같은 공사를 시공하면 공사가 번잡해지므로 타 구로부터의 전용차를 편성하여 기본 편성에서 Mc차를 제외한 Tc, Tc'차만의 공사로 했다.

#### 차량 갱신 개조
구 일본 국철로부터 많은 103계를 계승한 JR 동일본은 야마노테선에 205계를 투입해 노후차를 교체하면서도 일본 국철 시대부터 시행되고 있던 특별 보전 공사를 실시하고 있었다. 이 특별 보전 공사는 보다 더 철저한 시공 내용에 의한 연명 공사로 1988년부터 실시되었다. 대상은 시공 당초에는 1967년~1972년제의 차량으로 되어 있었지만, 후에 1972년 이후에 제조된 차량에 대해서도 시공된 것 외에 일부 차량은 위에서 서술한 AU712형 설치를 통한 냉방화도 동시에 실시되었다.
주된 시공 항목은
- 지붕 강판의 보수와 폴리우레탄 수지 지붕화
- 물받이 교체
- 옆창틀 교체
- 외판도장 갱신
- 공기 배관 교체와 제습 장치 설치
- 주회로 배선 교환
- 점퍼 연결기의 교환과 편전차의 양전화
- 미닫이문의 교체(상 레일·하 레일좌·호차 교체)
- 실내 화장판과 커튼 교체
- 의자각대, 입판과 모켓 교체
- 손잡이봉, 짐 선반의 스테인리스화
- 각 고무류의 흑색 고무화
- 측면 출입문 유리 지지 방식의 변경(H고무 방식으로부터 금속 누름 고무 방식: 일부 차량은 도어 자체를 금속 누름 방식의 것으로 교환)

이 공사는 여러 공장이 담당하고 있었기 때문에 화장판의 모양이나 좌석 모켓이 미묘하게 다른 등 몇몇 사양에 차이가 발견된다. 1992년에 저비용으로 양산 가능한 901계(후의 209계)가 등장하면서 JR 동일본은 차량 갱신 공사를 중지하고 이후 신제조 차량으로 인해 노후차의 교체를 실시했다.

#### 훈련차

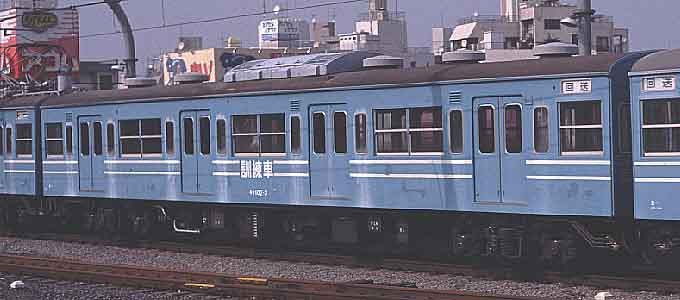
모야 102-3(우라와구 소속)

- 예비차의 삭감으로 일반 영업용 차량을 현차훈련에 이용하는 것이 어려워지고 있어 JR 동일본은 잉여 차량을 훈련 전용 차량(훈련차)으로 개조하여 각지에 배속했다. 103계에 대해서는 1990년 말에 비냉방차의 3량 3편성을 준비하여 도요다 전차구, 우라와 전차구, 마쓰도 전차구에 배치했다. 일반 차량과의 식별 때문에 이러한 편성의 차체에는 '훈련차'라는 문구가 표시되었다.
- 우라와 전차구와 도요다 전차구의 모하 102형에 대해서는 일부 출입문이 굳게 닫혀져 있는 등, 영업용 차량에서 사업용 차량으로 변경되어 신형식의 모야 102형이 되었다.
  - 도요다 전차구: 쿠모하 103-44+모야 102-1(←모하 102-138)+쿠하 103-522
  - 우라와 전차구: 쿠모하 103-45+모야 102-2(←모하 102-140)+쿠하 103-540
  - 마쓰도 전차구: 쿠모하 103-64+모하 102-168+쿠하 103-54
- 그 후 개조차가 비냉방이었던 데다 ATC나 ATS-S형 및 P형이 미탑재되어 본선 운전에 제약이 있어 1994년 말 냉방차의 4량 3편성과 교대가 되었다. 도요다 전차구와 우라와 전차구로의 배치 편성은 똑같이 모하 102형을 모야 102형으로 개조하는 것이었다.
  - 도요다 전차구: 쿠하 103-341+모하 103-363+모야 102-4(←모하 102-519)+쿠하 103-342
  - 우라와 전차구: 쿠하 103-399+모하 103-352+모야 102-3(←모하 102-508)+쿠하 103-400
  - 마쓰도 전차구: 쿠하 103-335+모하 103-274+모하 102-429+쿠하 103-336
- 우라와 전차구의 차량은 해당 전차구의 영업용 차량이 209계로 통일된 후에도 사용되고 있었지만, 기존 사양의 103계에서는 훈련에 대한 실용성이 낮아지기도 하여 2000년에 폐차되었다. 또한 도요다 전차구의 차량에 대해서는 201계가 훈련차를 겸하는 존재가 되어 역시 2001년에 폐차되었다. 마쓰도 전차구의 모하는 해당 전차구의 아비코 출장의 차륜 전삭 장치의 개수에 수반하는 예비차 확보 때문에 후에 '훈련차'의 문자를 지워 영업에 복귀했던 시기도 있었지만, 수도권에 끝까지 남은 해당 전차구의 103계가 영업에서 이탈하는 것과 함께 2006년에 폐차되어 103계의 훈련차 편성은 소멸했다.

#### 910번대 전용 관련

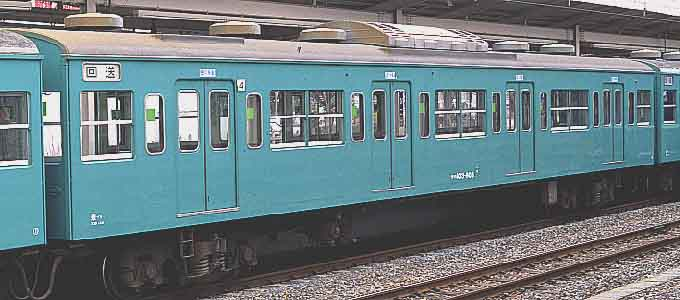
사하 103-803

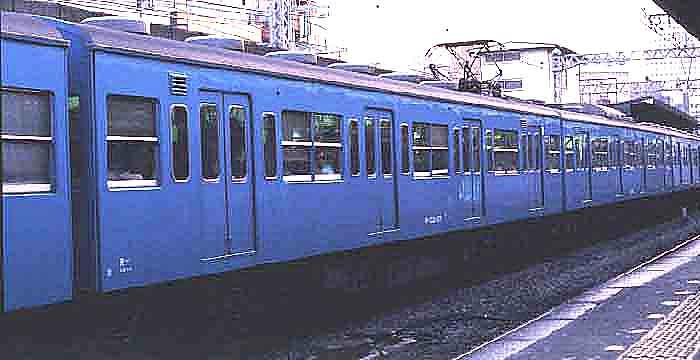
한때 볼 수 있던 비냉방의 모하 103-107와 냉방차의 모하 102-911의 유닛

- 야마노테선의 동일 편성 내에 연결되어 있던 910번대가 다른 노선에 전속함에 따라 전장 해제된 그룹이다. 910번대의 총 6량 중 모하 102-911·913 이외의 4량으로 나머지 2량과 교환하면서 유닛 해제된 0번대 모하 102형 2량이 개조를 받았다.
- 개조는 전장 관계 기기의 철거, 구 모하 103형의 팬터그래프의 철거와 통풍기의 설치 및 대차의 TR201형으로의 교체 등으로 하부 기기 배치에서 일반의 사하 103형과 다른 부분이 있었다. 전차가 냉방 개조 중이어서 일본 국철 시대 개조의 802·803이 집중식 AU75형, 사하화 후 개조의 나머지 4량이 집약 분산식 AU712형을 탑재한다.
- 개조 후에는 전차가 조반 쾌속선에 투입되었다. 폐차는 2단계로 나누어 이뤄졌으며, 일본 국철 시대에 특별 보전 공사를 받은 802·803·805·806이 1993년에, JR화 후에 차량 갱신 공사를 받은 801·804가 2003년에 폐차되어 소멸했다.
- 차번은 다음과 같다.
  - 모하 103-912·911·913·모하 102-912·172·62→순서에 사하 103-801~806

#### 1200번대 도색 변경·10량 편성화 관련

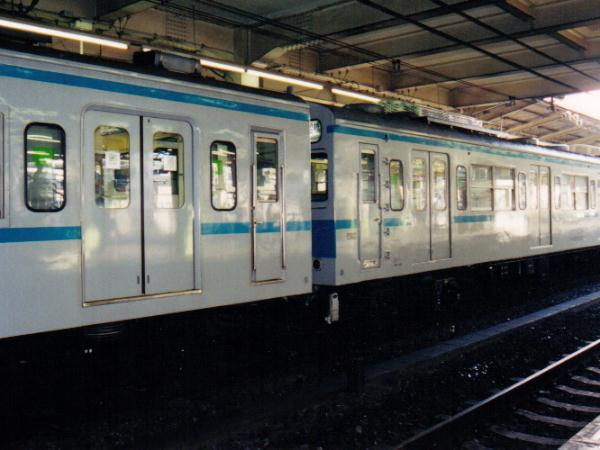
301계(왼쪽)와 103계 1200번대(오른쪽)의 병결（2002년 8월 28일, 니시후나하시 역에서 촬영)

1989년에 주오·소부 완행선의 지상용으로서 205계가 스테인리스에 노란 띠로 등장하였으며, 이것을 도자이선으로의 직통 전동차로 착각한 승객이 잘못 탑승하지 않도록 하기 위해 모든 차량의 색을 도자이 선의 노선 색인 스카이블루(파랑 22호)로 변경하였다. 동시에 역의 방송이나 안내판도 '은색에 푸른 띠의 전동차'로 변경되었다. 1987년 4월 1일의 일본 국철 분할 민영화 후는 JNR 마크를 노선 색으로 전부 칠하고, 대신에 백색의 거대한 JR 마크를 양 선두차의 측면 창문 아래에 붙이는 작은 변화가 있었지만, 폐차 시까지 큰 변화는 없었다. 덧붙여 앞에서 서술한 노선 색 변경과 냉방 장치 탑재는 거의 같은 시기에 실시되었기 때문에 7량 편성 전체가 냉방 개조된 노란 띠 차량 편성도 존재했다. 동시에 103계 1200번대는 쿠모하 102형을 제외한 전 형식의 측면에 행선지 표시기가 설치되어 전면 방향막도 전동식으로 교환되었다. 1991년 12월 1일 운행 시간표 개정에서는 도자이선 완전 10량화에 의해 7량 편성으로 잔존하고 있던 103계 5편성(35량)과 301계 2편성(14량)은 모두 10량 편성으로 새로 조성할 수 있게 되었다. 운용에서 여유가 생기고 있었기 때문에 12량이 조반 쾌속·나리타선(마쓰도 전차구)으로 전출되었다. 이것은 냉방화의 예비차를 확보하기 위해서 마쓰도 전차구로부터 차입하여 전입되었던 103계 1000번대를 본 배치(후의 K8편성)로 하여 대신 잉여가 된 차량을 전출시켜 반환하였기 때문이다. 나머지의 차량 가운데 마쓰도 전출 편성에서 떨어진 모하 103·102-1202로 7량 1편성으로부터 제외된 모하 103-1207+모하 102-1205, |게이힌 도호쿠·네기시선용으로 우라와 전차구에 배치되어 있던 사하 103-429·430을 전입시켜 7량 2편성에 따로 따로 증결하여 10량 관통 편성 2편성을 조성였으며 남는 1편성은 5량 편성으로 하였고, 같은 10량 편성화로 5량 편성으로 남은 301계와 조성했지만, 후에 301계 5량 편성이 폐차되었기 때문에 예비 편성이 되었다.
편성표(10량 통일 후)
| 편성 번호 | 1호차      | 2호차     | 3호차      | 4호차     | 5호차       | 6호차    | 7호차     | 8호차      | 9호차     | 10호차      |
| --------- | ---------- | --------- | ---------- | --------- | ----------- | -------- | --------- | ---------- | --------- | ----------- |
| K6        | Tc103-1204 | M103-1211 | M'102-1208 | M103-1210 | M'102-1207  | T103-430 | M103-1214 | M'102-1210 | M103-1212 | M'c102-1204 |
| K7        | Tc103-1205 | M103-1202 | M'102-1202 | M103-1207 | M'102-1205  | T103-429 | M103-1213 | M'102-1209 | M103-1215 | M'c102-1205 |
| K9        | Tc103-1203 | M103-1208 | M'102-1206 | M103-1209 | M'c102-1203 |          |           |            |           |             |

#### 전면 강화 공사
나리타선 건널목 사고로 승무원이 순직한 것으로 인해 건널목 사고에서 승무원의 보호를 위해서 전면을 강화하는 공사를 1995년 3월말까지 실시했다. 113계 등에서는 전차구 단위로 실시하였으며 시공 직후에는 전면이 스테인리스의 차량도 볼 수 있었지만, 당 계열에서는 주로 검사 입장 시에 공장에서 강판을 다는 공사를 실시했다. 덧붙여 1974년 이후에 제조된 고운전대의 선두차는 제조 당초부터 전면이 강화되어 있기 때문에 개조 대상이 되지 않았다.

#### 하치코 선 하치오지~고마가와간 전철화 관련(3500번대)
1996년 3월의 하치코선 하치오지역~고마가와역간의 전철화에 수반해 가와고에선용의 103계가 해당 노선에서도 사용되었지만, 운용 구간의 연장으로 기존의 차량에서는 필요 편성 수를 조달할 수 없었다. 그래서 0번대 4량 편성 1편이 한랭지 주행용으로 반자동문 기능을 설치한 후에 가와고에 전차구에 투입되었다. 양선두차는 원래 게이요선(게이요 전차구)의 차량으로, 1974년 이후에 '고운전대'를 장착한 차량. 중간 모하 유닛은 원래 게이힌 도호쿠선(우라와 전차구)의 차량으로, 1983년~1984년에 제조된 가장 말기의 제조차였다. 이것들은 개조 후 새롭게 3500번대로 구분되었다. 기존의 3000번대의 반자동문은 수동으로 개폐하는 방식인 것에 비해, 이쪽은 버튼으로 개폐하는 방식으로 바뀌었다.
편성 구성은 다음과 같다.
↑
- 쿠하 103형 3500번대: 쿠하 103-725→쿠하 103-3501
- 모하 103형 3500번대: 모하 103-790→모하 103-3501
- 모하 102형 3500번대: 모하 102-2047→모하 102-3501
- 쿠하 103형 3500번대: 쿠하 103-738→쿠하 103-3502

3000번대와 같이 사용되어 2005년 3월에 운행 종료. 후에 해체되어 소멸했다. 덧붙여 JR서일본에는 반탄선용으로 '3500번대'로 구분된 차량이 존재하나 관련성은 전혀 없고, 설정 형식도 중복하고 있지 않다.

#### 센세키 선으로의 차량 갱신차 투입
1989년 이후 기존 103계 교체용으로 센세키선에 입선한 차량에는 차량 갱신 공사가 실시되었지만, 통상의 갱신차와 달리 창문을 상단 하강·하단 고정의 유닛 창문으로 교체, 출입문을 창이 큰 것으로 교체, 전면 창문을 2창화, 열차 번호 표시기를 열차 애칭 표시기화하는 등의 공사가 실시되었다. 다만 차량 갱신을 끝내고 나서 전입한 3편성은 창과 출입문의 교체가 생략되었다. 후에 선풍기나 환풍기의 철거도 실시되었다.

#### 각 노선에서의 퇴역
201계·205계·209계·E231계 등의 투입·전용에 의해 아래와 같이 퇴역했다. 퇴역 후에 이벤트 운행된 사례도 있다.
- 야마노테선-1988년 6월
- 요코하마선-1989년 2월
- 사이쿄선·가와고에선(오미야~가와고에 간)-1990년 12월
- 게이힌 도호쿠선·네기시선-1998년 3월
- 주오·소부 완행선-2001년 3월
- 오메선·이쓰카이치선-2002년 4월
- 주오 완행선·영단 도자이선-2003년 6월
- 센세키선-2004년 7월(1편성 잔존, 자세한 것은 후술)
- 난부선-2004년 12월
- 하치코선·가와고에선(하치오지~가와고에 간)-2005년 10월
- 게이요선-2005년 11월
- 무사시노선-2005년 12월
- 쓰루미선-2005년 12월
- 조반 쾌속선·나리타선(아비코~나리타 간)-2006년 3월

#### 현존차·보존차
현재 동일본 여객철도에는 아래의 차량이 존재한다.(일부는 해체가 끝난 상태)

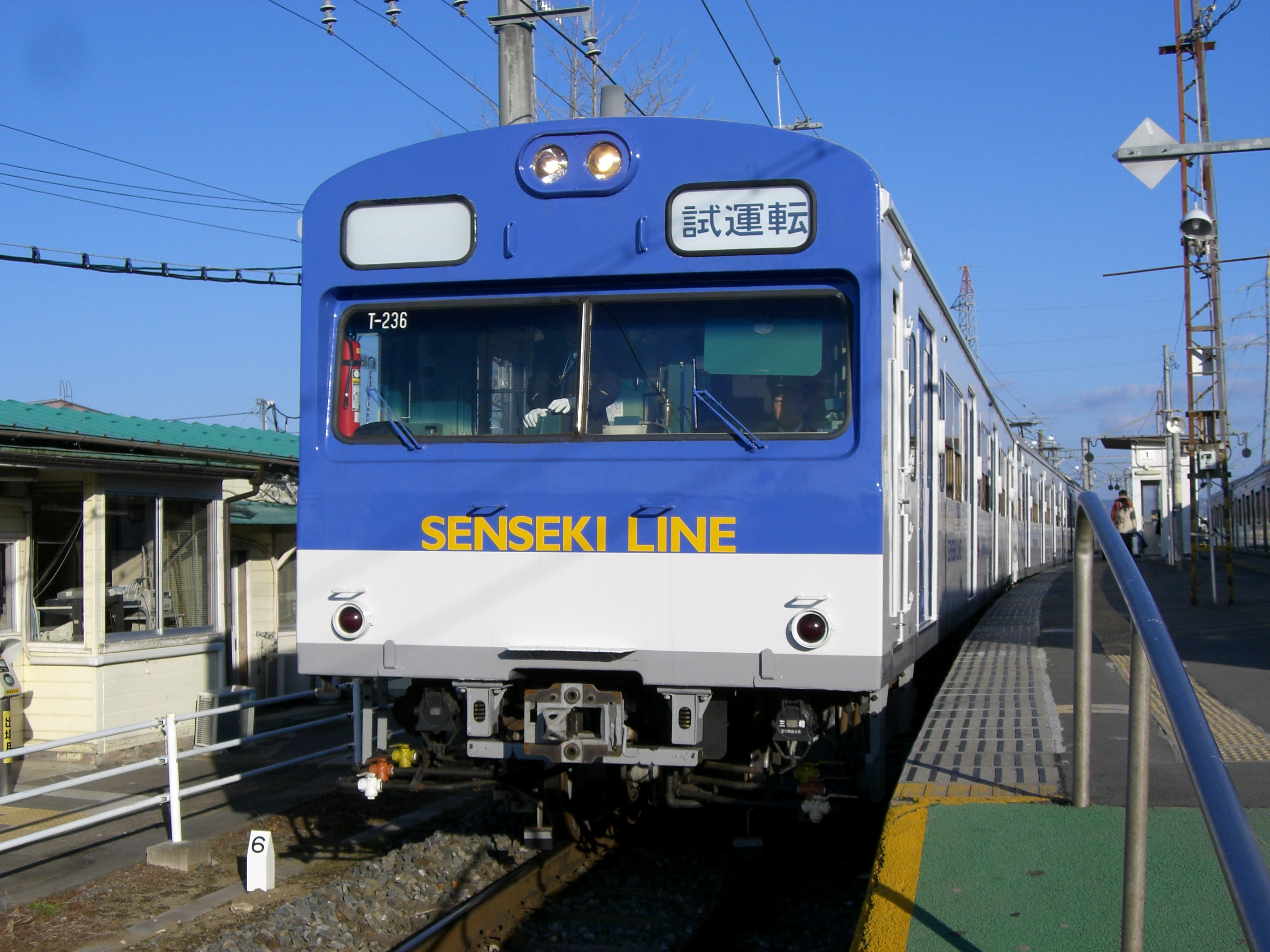
시운전 중 센세키 선 리쿠젠아카이역에 정차한 모습(2007년 1월 3일)

- 센세키선용의 4량 편성 1편은 2004년 7월의 운용 종료 후에도 폐차되지 않고 도호쿠 본선 고리야마 역 구내에 유치되고 있었지만, 2006년 11월에 화장실 설치·하부 기기의 회색 도장화나 103계에서는 처음이었던 싱글암 팬터그래프 설치 등의 추가 개조가 실시되었다. 이것은 해당 노선 다가죠 역 부근의 입체 교차화로 인해 본래 다가죠까지 운행되고 있던 열차를 히가시시오가마까지 연장 운행하게 되었기 때문에 편성 부족을 예측하여 예비 편성 확보를 위해서이다. 센다이로 회송한 후 시운전을 거듭하고 있었지만, 2009년 4월 현재 평일 특정 운용에 한해서 영업 운행에 복귀하였다.
- 사이타마현 사이타마시의 모 운동장에는 1990년 5월까지 게이힌 도호쿠선에서 사용되고 있던 쿠하 103-560가 보존되어 있었다. 다만, 도난이나 낙서 등 피해를 입거나 도어 포켓부 외판의 부식이 진행되는 등 상태가 꽤 나빠져 결국 2007년 하반기에 자취를 감추었다. 덧붙여 이 운동장은 사유지로 관계자 이외 출입 금지이다.
- 도시바의 후추 공장 내에는 해당 회사가 JR 동일본으로부터 양수한 쿠모하 103-58+쿠하 103-525가 기기를 인버터 제어로 개조한 상태로 남아 있다. 차체는 앞 유리창 이외에 전원 풍경이 그려져 있으며 쿨러는 AU720형으로 교체되어 있다. 또한 쿠하 103형에는 주행을 위해서 모하 102형상 바로 그 기기가 증설되고 있다고 보여진다.
- 조반선에서 사용되고 있던 쿠모하 103-147는 폐차와 함께 개인에게 매각되었다.
- 철도 박물관내에는 게이요선의 쿠하103-713의 승무원실 측 약 9미터가 놓여 관내의 러닝존 1F의 '역 구내 실험실'에서 역 구내의 업무를 체험하기 위해 사용되고 있다.[31] 관내 반입 전에는 오미야 종합 차량센터에서 얼마간 보관되어 있었다. 덧붙여 나머지의 우선석 측 약 11미터는 2007년 2월 중순에 해당 센터 내에서 해체되었다. 그리고 해체되지 않았던 승무원실 측은 동년 5월에 철도박물관 내로 옮겨 들여지고 개관을 기다리고 있었다.

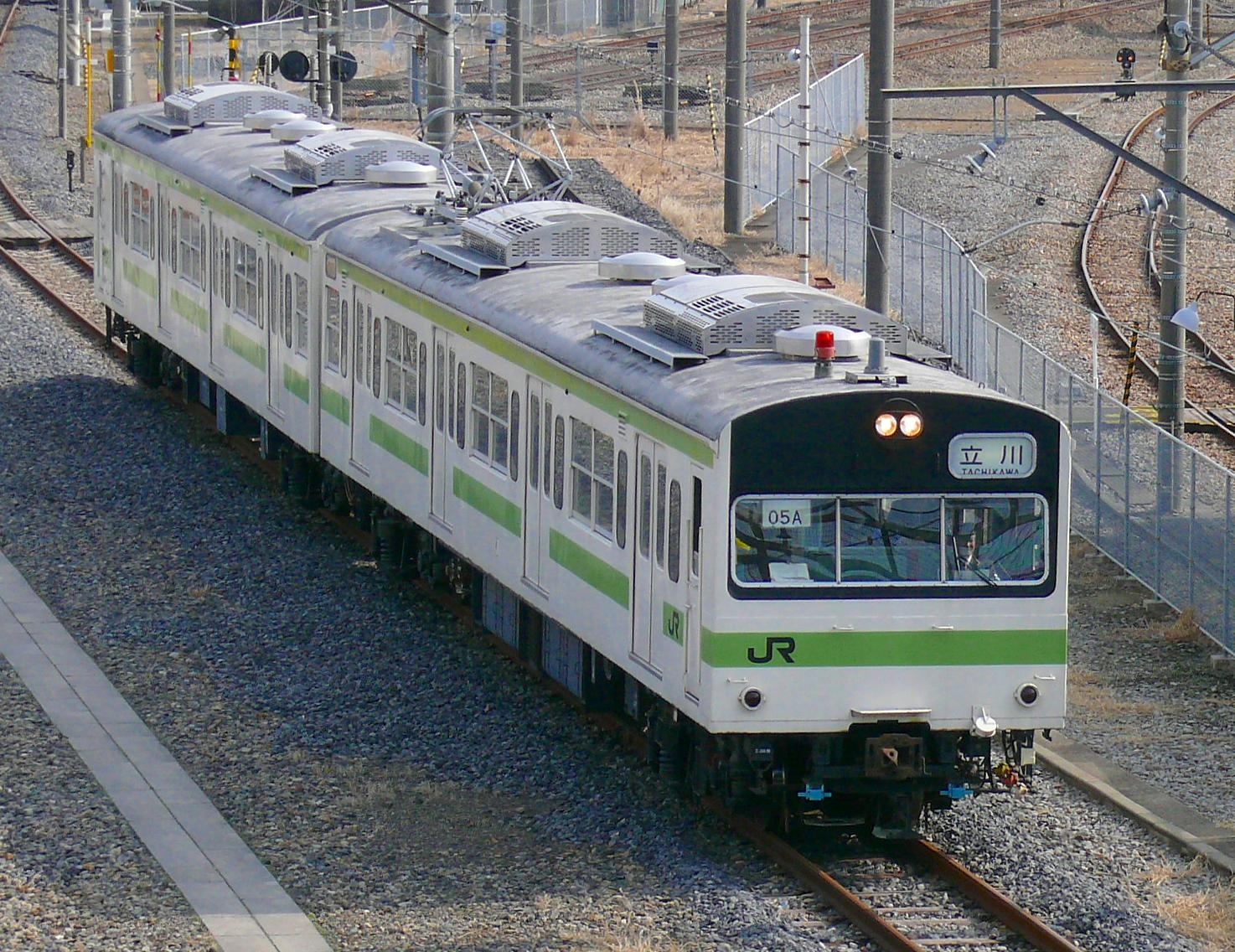
히가시오미야 센터의 훈련차(2008년 촬영)

- 히가시오미야 정차장(오미야 종합 차량센터 히가시오미야 센터) 내에 있는 JR 동일본의 승무원 훈련소에는 도요다 전차구의 쿠모하 103-100+모하 102-224에 모토우라와 전차구의 쿠하 103-332의 선두부를 접합한 2량 편성이 배치되어 있었다. 무차적의 훈련차로 쿠하 103-332가 탑재하고 있던 ATC 기기도 모의 ATC로 가동하고 있었다. 외관은 야마노테선 시대의 205계를 이미지 한 오리지널의 도장 외에 폐쇄된 쿠모하 103형의 열차 번호 표시창, 개조 쿠모하 102형의 신제조 차량에는 존재하지 않는 비유닛 창문+고운전대의 편성, AU712형 냉방 장치가 특징이었다. 덧붙여 2008년에 209계를 개조한 훈련차가 도입되어 이 2량은 2009년 3월에 구내에서 해체되었다.
- 마쓰도 전차구에 전속해 1993년에 폐차된 쿠모하102-1201가 나가하라 전차구의 난부선 편성에 조성되어 있던 쿠모하 103-11[32]로 조성하여 가마쿠라 종합 차량센터에서 차적 없는 구내 입환 기계로 취급되며 2005년까지 사용되고 있었지만, 다음 2006년의 공장 부분의 폐쇄 시에 해체되었다. 이 차량은 전면은 전조등 증설에 의해 301계와 같이 되어 관통문 하부에는 작은 창문이 추가되어 노랑에 빨강과 초록의 줄무늬라는 오리지널의 도장이 적용되었으며 이질적인 인상을 보이고 있었다.
- 요코스카선 구리하마역 구내와 무사시노선 신아키쓰역 구내에 있는 훈련소에도 103계에서 105계를 거쳐 훈련차가 된 무차적의 차량이 존재했다.

### JR 도카이
JR 도카이는 일본국유철도 시대부터 배치되어 있던 70량을 승계했지만, 초기 차량이 많았기 때문에 냉방차를 포함한 20량을 갱신 공사를 일절 실시하지 않고 폐차하였으며 남은 50량에는 아래의 개량 공사를 실시했다. 덧붙여 JR 도카이에는 쿠하 103형의 고운전 대차(=1974년 이후 제조차)는 존재하지 않았다.

#### 도색 변경
JR 도카이가 이어받은 차량은 모두 스카이블루 일색이었지만, 후술의 리프레쉬 공사가 시공된 차량은 동사의 이미지 칼라인 크림에 오렌지와 초록 띠로 바뀌었다.

#### C-AU711A형에 의한 냉방화
일본 국철 시대는 AU75형 냉방 장치에서 개조되었지만, 민영화 후에는 냉방 장치를 2개로 하여 냉방 개조 시의 차체 보강 등의 관련 공사를 간략화한 집약 분산식의 C-AU711A형을 이용해 개조되었다. 또 냉방용의 전원으로서 모하 102에 보조 전원 장치(SIV)가 장착되었다.

#### 리프레쉬 공사

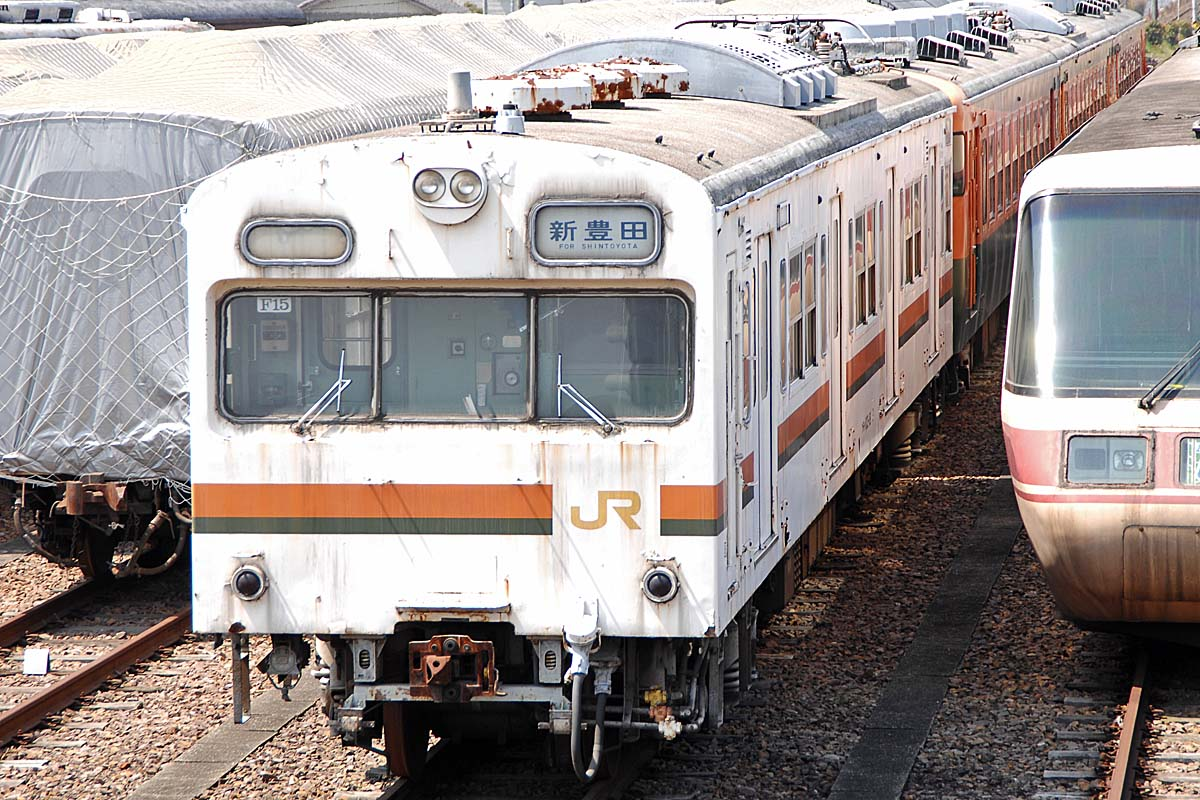
쿠모하103-18

JR화 후에는 차량의 노후화 관계로 다른 차량과의 격차가 눈에 띄게 되었다. 거기서 특별 보전 공사에 실내의 리프레쉬 공사를 시행하게 되었다. 211계 5000번대의 수준을 기초로 하고 있어 측창의 상단 하강·하단 고정의 유닛 창문화, 측문·처문 교체, 손잡이봉·수하물 선반의 스테인리스화, 의자의 버켓 시트화, 도색 변경 등이 시공되었다. 단 차량에 의해 개조 메뉴얼은 달라 그 결과 측문, 측창, 냉방 등에 차이가 발생했다. 이러한 개조를 시행한 차량은 아침·저녁을 중심으로 주오사이선(나고야~미즈나미간)으로 3량+7량의 10량 편성을 조성하여 출퇴근 시에 수송을 실시한 것 외에 간사이 본선으로도 3량 편성이 단독으로 운용되었다. 그러나 노후화와 함께 타 형식이 고속화함에 따라 운행 시간표 상의 골칫거리가 되어 313계의 도입에 따라 1999년 정기 운용에서 이탈하여 2001년까지 모든 차량이 폐차되었다. 현재는 쿠모하 103-18의 1량만이 미노오타 전차구에 보관되고 있지만, 옥외에 놓여 있기 때문에 부식이나 퇴색의 흔적을 볼 수 있다. 모하 102형은 이미 해체되었기 때문에 유닛을 짜지 못하고, 또한 보조 기기류도 없어서 자주 볼 수 없다.

### JR 서일본
894량을 일본국유철도로부터 승계한 서일본 여객철도(JR 서일본)은 초기~중기형의 차량이 많이 재적하고 있어 적극적으로 연명을 도모하고 있다. 또한 JR화 후에 새로운 용도가 다수 발생하고 있어 거기에 맞춘 개조도 볼 수 있다.

#### 하고로모 선 쿠모하 123 병결용 쿠하 및 1인 승무 대응 편성

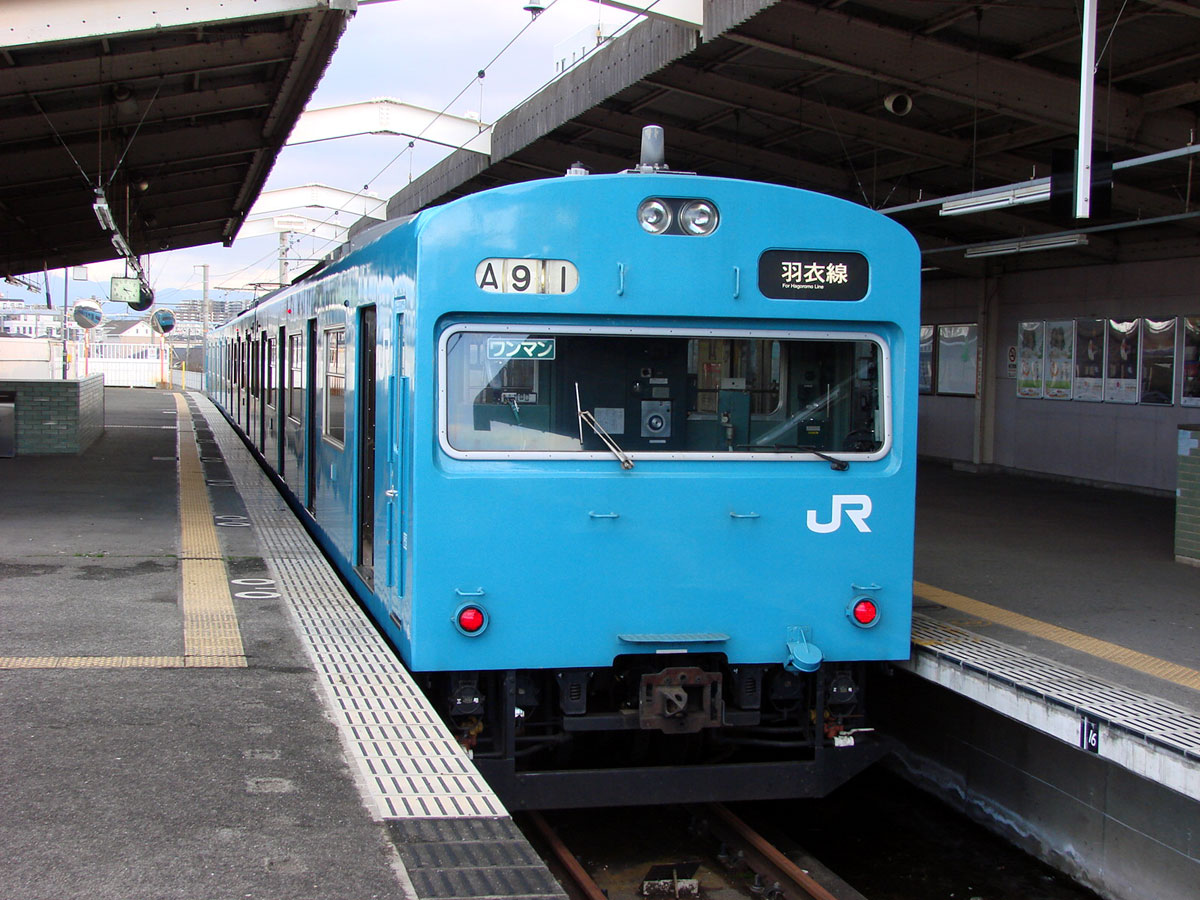
하고로모 선으로 운행되는 103계. 사진은 2500번대(후술) 유일하게 체질 개선 차량이 포함되는 편성이기도 하다.

하고로모선에는 1987년에 화물 전철의 쿠모니 143형 개조의 쿠모하 123형, 쿠모하 123-5및 6이 투입되었지만, 동시에 히네노 전차구의 쿠하 103-194가 출퇴근 시의 3량 운행용 증결차로 지정되어 1995년에 한신 대지진 후의 응원 차량으로서 대출될 때까지 전속으로 사용되었다. 1989년 가을부터 하고로모선은 1인 승무를 실시하게 되었으며 쿠하 103-194, 쿠모하 123형 2량 및 예비차로 103계 3량에 1인 승무 대응 개조가 시공되었다. 또한 쿠하 103-194는 1991년에 WAU102형에 의한 냉방화와 연명 N공사를 받았다. 덧붙여 쿠하 103-194 전출 후에는 오사카 순환선으로 사용되고 있던 사하 103-758가 주홍색인 채 1인 승무 대응 개조가 시공되어 쿠모하 123형 2량을 사이에 둔 3량 편성으로 운행되었다. 덧붙여 한신 대지진 후의 응원 운용을 끝낸 쿠하 103-194는 사고 폐차가 된 쿠하 103-839의 보충으로 후쿠치야마선에 전용되고, 아울러 도장도 카나리아 색으로 변경되었지만 전면 행선 표시기가 수동인 등 이단인 존재인데다 3500번대로의 운전대 부품 공출이기 때문에 1997년에 폐차되어 후쿠치야마선에서 운용한 기간은 짧았다. 1995년 이후는 새롭게 1인 승무 대응 개조를 받은 103계의 3량 편성(쿠모하 103-23+모하 102-105+쿠하 103-26)가 추가 투입되어 쿠모하 123형 2량은 쿠모하 84형 치환을 위해 오카야마 전차구에 전출되었다. 또한 2007년에는 2편성 6량에 1인 승무 대응 개조가 시공되는 한편 1989년과 1995년에 1인 승무화 개조된 2편성은 폐차되었다. 덧붙여 1인 승무 대응 편성 중 1편성은 통상은 일반의 사하 103형을 사이에 둔 4량 편성으로 한와선에서 사용되고 있다.

#### WAU102형에 의한 냉방화
JR 서일본의 냉방 개조는 당초 다른 2사 같이 일본 국철 시대를 답습한 AU75형 집중식 냉방 장치에 의해 실시되고 있었지만, 1988년부터 개조 비용 삭감과 조기의 개조 진전을 위해서 차체에 걸리는 중량이 분산되어 덕트 설치의 필요도 없는 분산식의 WAU102형을 1량 당 3기 탑재하는 방법으로 고칠 수 있었다. 냉방 전원은 통상의 모하 102형에서의 MG 증강이 아니고, 1편성 근처 쿠하 103형 1량(오사카 순환선용 8량 편성만 양단의 쿠하 103형 2량)에 냉방용 정지형 인버터(SIV) 설치를 조달하는 것으로 되었다. 또한 제조 회사에 의한 형상의 차이도 인정되고 있어 도시바제와 미쓰비시 전기제에서는 외부 형상 등에 차이가 있다. 성능에는 큰 차이는 없기 때문에 혼재하는 차량도 존재한다. WAU102형이 설치된 차량은 각지에 넓게 배치되어 있었지만, AU75형에 비해 냉방 능력이 부족한데다 특히 간사이 지구에서는 우선적으로 폐차가 진행되어 2007년 7월 히네노 구에 배치되어 있던 하고로모 예비 편성 4량 1편의 폐차를 끝으로 간사이에서는 소멸되었다. 2007년 10월 현재에 잔존하고 있는 것은 히로시마 운전소의 3량 편성 3편(순서: 쿠모하 103-48·2501·2502+모하 102-145·403·404+쿠하 103- 86·171·170) 합계 9량이 있다. 덧붙여 폐차 시에 떼어진 냉방 장치나 전원용 SIV는 105계의 체질 개선 공사 시에 일부가 재이용되고 있다.

#### 간사이 본선 관련(2500·2550번대)
야마토지선이라는 애칭도 붙여진 간사이 본선에서는 일본 국철 시대(→#간사이 방면을 위한 개조차(2000·2050번대))에 계속해서 편성 단축과 편성 수 증가를 실시했다. 일본 국철 시대와는 달라 부족한 선두차는 잉여가 된 중간차(0번대 1971년~1972년 제조차)의 개조로 조달되어 1988년에 이하의 2형식 7량이 개조되었다.
- 쿠하 103형 2500번대: 모하 102-387·388·397·398→쿠하 103-2501~2504
- 쿠하 103형 2550번대: 모하 103-233·242·243→쿠하 103-2551~2553

2500번대는 모하 102형의 개조차로서, 기존 차량의 앞 위에 운전대를 설치한 짝수 방향 전용 차량이다. 2550번대는 모하 103형으로부터의 개조차로 홀수 방향 전용으로 적용되었다. 2500번대가 1량 많은 것은 하고로모선에 전용된 쿠하 103-194의 빈자리를 보충할 필요가 있었기 때문이었다. JR 서일본의 방침에 의해 신설된 운전대는 1974년부터 103계 기본 번대의 최종 제조까지 채용된 고운전대 형태가 아닌 보다 낡은 저운전대·쉴드 빔의 '1차 개량형(1971~1973년)'이라고 알려진 점이 특징이다. 전면 이외의 개조는 전장 해제와 쿠모하 103형의 팬터그래프의 철거에 세울 수 있어 팬터그래프의 디딤널이나, 일부의 차량은 측면의 주전동기·전동 발전기 냉각 풍도구도 존치되었다. 대차도 기존 차량의 DT33형을 소개조(개조 후의 형식은 WDT33T형)한 것으로 계속 사용하고 있다. 한편 2551·2552는 팬터그래프를 철거한 자리에 통풍기를 증설하였다. 개조 시에는 모든 차량이 비냉방이었지만 후에 분산식 WAU102으로 냉방화하였다. 그러나 기존 차량의 연식이 높고, 냉방 능력도 뒤떨어져 조기에 폐차 대상이 되어 2500번대는 3500번대로의 운전대 부품 공출로 1997년 4월 8일에, 2550번대는 오사카 순환선으로 잉여가 되어 상태가 좋은 다른 103계로 교체할 수 있기에 2006년 3월 1일에 전폐되었다.

#### 가타마치 선 나가오~기즈간 전철화 관련(5000·2500번대)
1989년 3월 11일에 가타마치선(갓켄도시 선)이 전선 전철화되었지만 당시 개설된 마쓰이야마테역 서쪽은 7량 편성으로 운행할 수 있었으나 동쪽의 각 역들은 승강장이 짧아 그대로 입선할 수 없었다. 그래서 마쓰이야마테역 서쪽에서 온 전동차는 마쓰이야마테 역에서 교바시분 4량을 분리하여 기즈 방면 3량만이 기즈 방면으로 입선하여 운용하게 되었으며 해당 노선의 차량에 연결·해방에 대비한 정비·개조가 실시되었다.
구체적으로는 교바시 측으로부터 쿠하 103-모하 103-모하 102-사하 102+쿠모하 103-모하 102-쿠하 103의 편성이었다.
다음 1990년에는 기즈 노선 연장 편성을 4량 편성으로 하는 조성 변경 실시
쿠하 103-모하 103-모하 102+쿠모하 103-모하 102-사하 102 또는 사하 103-쿠하 103으로 구성이 변화했다.
덧붙여 '+'은 전기 연결기, 이 글씨체는 다음에서 설명하는 개조를 받은 차량이다.
- 쿠모하 103형 5000번대: 쿠모하 103-48, 모하 103-248·249·241·295·304·427· 435·480·485·499·727·729·770· 772·780→쿠모하 103-5001, 5002~5016

상기의 분할·병합의 신속화 때문에 전기 연결기와 전기 공기 개폐기를 탑재하는 제어 전동차이다. 5001은 쿠모하 103형의 개조차이지만, 후의 15량은 모하 103형에 운전대가 설치되어 조달되었다. 신번호는 5004를 제외하고 낡은 순서로 다시 환원하고 있다.
신설된 운전대는 상기의 쿠하 103형 2500·2550번대와 마찬가지로 1차 개량형 타입이었지만 5001번을 포함하여 깊이가 약간 넓게 되어 있어 운전대 바로 뒤의 도어 포켓창이 개조 시부터 없다. 또한 기존 차량이 다방면에 건너기 때문에 전면 이외의 형태는 각 차마다 차이가 난다.
1993년~1995년에 신제조의 207계 투입에 의해 차례차례 전기 연결기 관련의 장비를 철거 후 다른 노선에 전용되었다. 그 때 5001은 원번복귀, 5002 이후는 5000번대시의 차호(-2501)가 되어 새롭게 쿠모하 103형 2500번대와 구분되었다.
게다가 1997년~1998년에 걸쳐 9량이 3500번대로 개조되어 2007년 10월 현재는 히로시마 운전소에 48·2501·2502, 히네노 전차구에 2503·2504·2505·2507의 합계 2편 7량의 배치가 되고 있다. 2504는 유닛을 조성하는 모하 102-451와 함께 체질 개선 40N이, 2503으로 2504는 하고로모선용 1인 승무 대응 공사가 시공되었다.
- 사하 102형 5000번대: 사하 103-385·277·280·281·286·290· 320·323·366·383·386·390·416→ 사하 102-5001~5013

상기 쿠모하 103형 5000번대의 분할·병합 상대로서 사하 103형 0번대에서 개조된 부수차이다. 운용 시 마쓰이야마테역에 남겨지게 되었고 미등만이 설치되었으며 운용 범위가 좁아졌고 쿠모하 103형 5000번대보다 3량 적다(4량 편성 그 자체가 3편 적었다).
전기 연결기 등의 장비 설치 시, 기존의 하부 기기와 간섭으로 인해 차량의 방향이 전환되어 역 측의 차단부에 설치되었다. 이 때문에 통상의 사하 103형과는 앞뒤가 반대로 되었으며 취급이 달라 구분 번대는 아니고 다른 형식이 되었다. 역시 5001을 제외하고 신번호는 낡은 순서로 다시 환원되어 차량마다 형태에 차이가 있다.
편성 구성 변경으로 인해 1년이 채 안 돼 개조의 의의가 없어져 장비 철거와 번호 ―5000을 해 사하 102형 0번대가 되었다. 다만 차량의 방향은 다시 돌려져서 측면 행선막의 설치 위치 등 방향의 차이로 인한 차이는 그 후에도 남아 있다. 1993년부터는 쿠모하 103형 5000번대와 함께 다른 노선으로 전용되어 1로 9~13에는 연명 N40도 시공되었지만, 2006년부터 폐차가 시작되어, 2008년에 마지막 1량이있던 사하 102-9가 폐차되고, 사하 102형은 소멸되었다.
- 모하 102형 5000번대: 모하 102-395·450·459·590·635·638· 640·654·882·884·2026·2028·2041→ 모하 102-5001~5013

편성 조성의 변경에 따른 새로운 쿠모하 103형 5000번대의 분할·병합 상대로 전기 연결기, 전기 공기 개폐기, 미등이 설치된 모하 102형 0번대에서 개조한 차량이다. 내용은 사하 102형 5000번대를 따르고 있지만 방향 전환은 이루어지지 않았다.
상기 2형식처럼 차례로 가타마치선에서 퇴역하여 다른 노선에 전용되었다. 그때 전기 연결기를 철거한 차량도 있었지만, 원래 번호로 복귀한 것은 전기 공기 개폐기를 철거한 단계에서였다. 현재는 체질 개선 공사를 받은 차량도 있지만, 미등은 남아 있기 때문에 처면의 형상이 일반의 모하 102형과 다르다.
- 사하 103형 2500번대: 모하 103-232→사하 103-2501

편성 조성의 변경에 따른 모하 103형 0번대에서 개조된 부수차이다.
4량 편성의 사하 102형은 기즈 연장 운행의 3량 편성 증결에 사용되었지만, 전제대로 연장 운행 편성에 대해 4량 편성은 3개 적었기 때문에 차량 부족이 생겼다. 이 때 2량은 일반의 사하 103형이 준비되었지만, 나머지의 1량에는 유닛 상대의 모하 102-387가 쿠하 103형 2500번대로 개조되었기 때문에 잉여가 되고 있던 모하 103-232가 활용되었다.
쿠하 103형 2550번대에서 운전대 설치를 생략한 형태이다. 가타마치선에서 퇴역할 시에 잉여가 되어 개조시 #WAU102형에 의한 냉방화 및 연명 N공사가 시공되었지만 불과 2년 만에 폐차되었다.

#### ATS-P 도입에 수반된 제동변 개조·교환
ATS -P형의 도입에 수반하여 JR 서일본에서도 대상 선구에서 운용되는 본 계열에 대해 운전대에 탑재된 제동변의 개량이 실시되었다. 다만 전원 투입 방식이 JR 동일본의 제동변과 다르기 때문에 ME48형은 도입되지 않고 기존의 ME40형의 전기 접점 부분의 개조로 대체되었으며, 그 후 117계 등에 채용된 ME49계로 교체되기 시작되었다.

#### 좌석 모켓 교환
이미지 제고를 위해 좌석 모켓이 다른 계통으로 3-1-3의 구분이 들어간 것으로 교체되었다. 그 후 녹색 등의 시험을 거쳐 근래에는 시맨 블루(연한 보라색을 띄는 파랑색) 단색으로 다시 교체되었다. 우선석도 픽토그램이 들어간 것으로 교체되었으며 이쪽은 현존하는 모든 차량의 시공이 끝난 상태이다. 덧붙여 JR 동일본에서 매각된 8량 가운데 히로시마 운전소에 투입된 선두차 2량은 현재도 JR 동일본 사양인 채로 남아 있다.

#### 부식 대책
연명의 일환으로서 부식의 원인을 없애기 위해 각종 개조가 이루어졌다.
- 창 폐쇄

빗물의 침투를 막아 차체의 부식을 늦추거나 창의 청소를 간략화하기 위해 1990년부터 도어 포켓창을 폐쇄하는 공사를 실시하였으며 1997년부터는 단부 창의 폐쇄 공사를 실시했다. 2007년 7월 현재에 도어 포켓창이 잔존하고 있는 것은 히네노 전차구, 오카야마 전차구, 히로시마 운전소에 4량 편성 1개씩, 합계 12량뿐이다. 또한 단부 창에 대해서는 폐쇄가 아닌 원래의 2단 개폐식에서 한장 고정 유리로 교체된 차량도 존재한다.
- 출입문 교환

부식 방지를 위해 측면 출입문 및 관통문이 강철제에서 스테인리스제로 교체한 차량이 있다. 새로운 출입문은 차량에 의한 창의 지지 방법이 차이가 나는 것 외에 관통문은 원래보다 창이 하부로 긴 것이 되었다. 이들은 현존하는 거의 모든 차가 시공이 끝난 상태이다. 출입문에 화장판과 같은 색의 씰이 붙여진 차량도 존재하지만, 측면 출입문으로의 시공은 극히 드물고, 대부분의 차량에서는 금속이 드러나 있다.
- 전면 금속판 설치

창을 지지하는 H고무의 보호와 운전대의 풍우 침수 방지를 위해 선두차의 전면 유리·운행 번호 표시기·행선 표시기의 가장자리분을 금속판으로 가려놓은 차량이 있다. 이 공사는 금속범위 지지의 체질 개선 차량, 히로시마 운전소 소속차(#히로시마 지사 투입), 와다미사키선 전속차(→#와다미사키 선 투입) 및 쿠모하 103형 2500번대는 대상 외가 되고 있다.

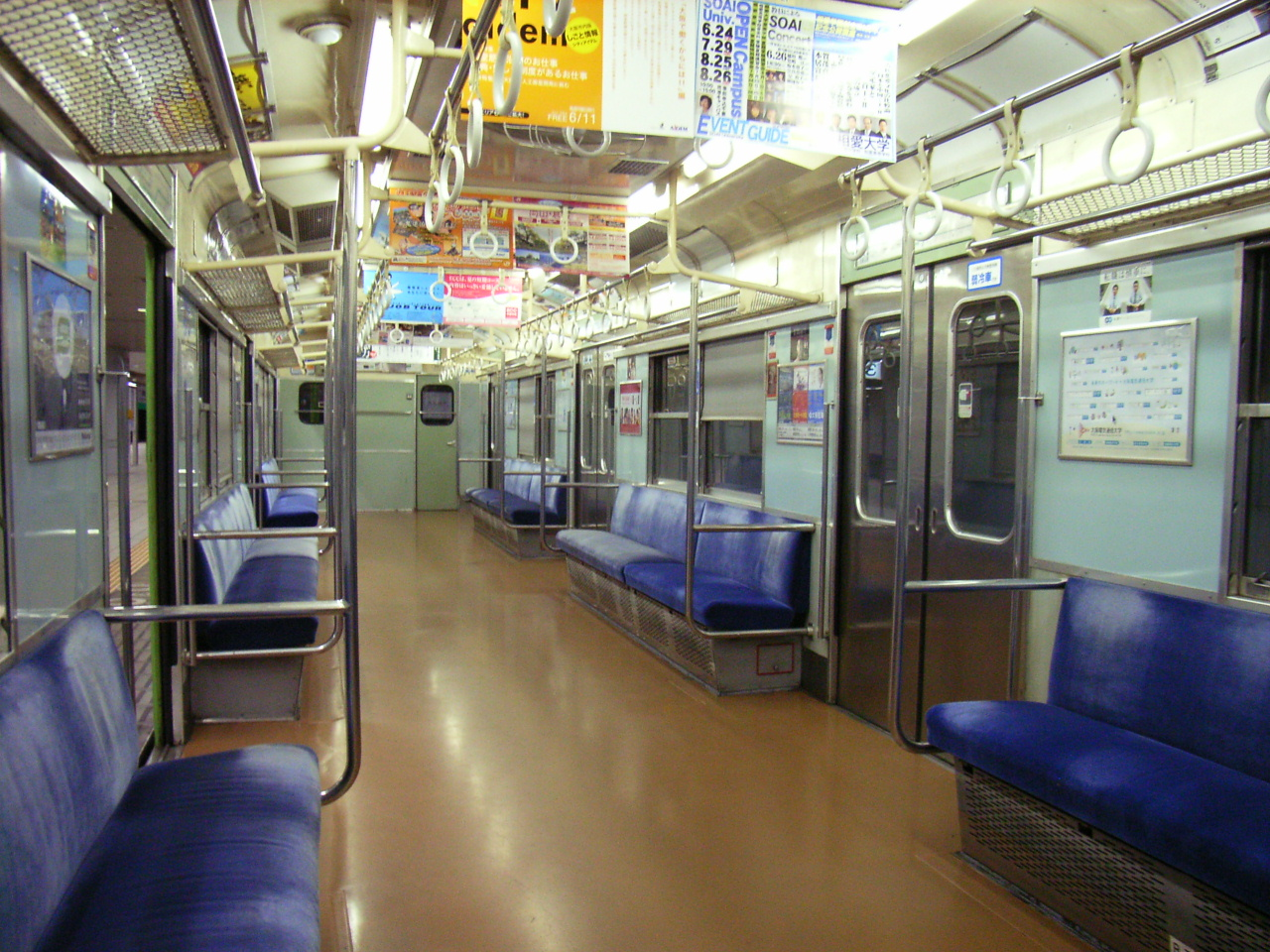
창 폐쇄차의 차내. 사진은 쿠하 103형의 초기형 차량.
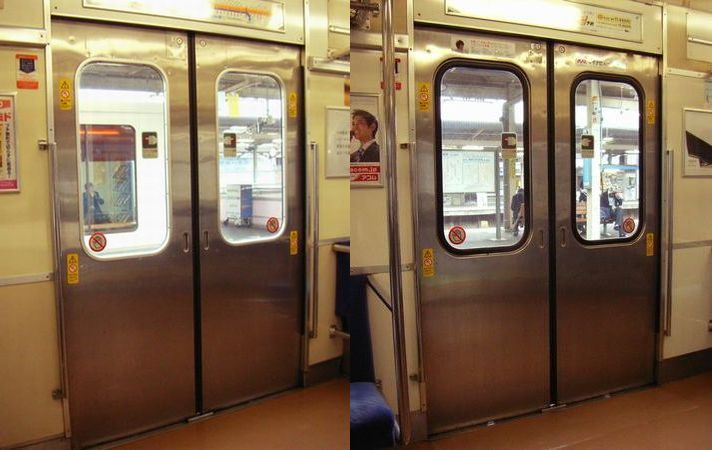
스테인리스제의 출입문. 오른쪽은 창이 H고무 지지의 것. 왼쪽은 창이 금속범위 지지의 것.
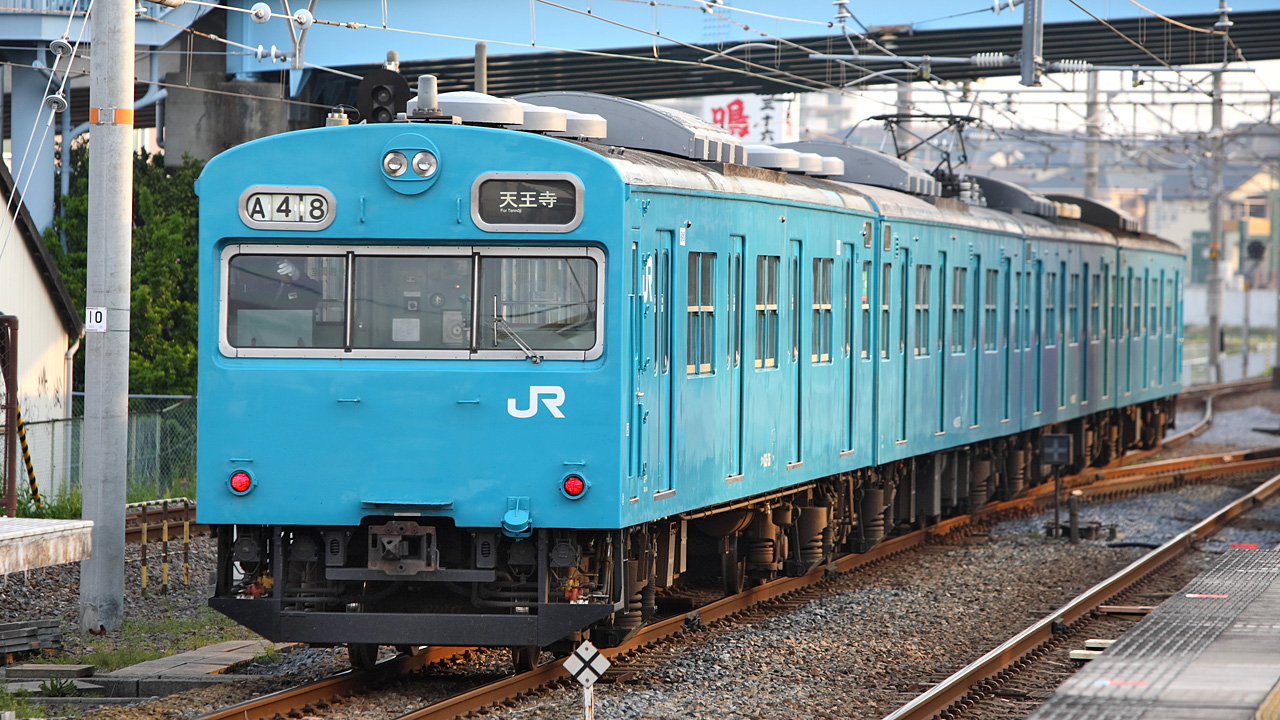
전면창 스테인리스, 측면 출입문창 알루미늄 누름 지지의 차량(쿠하 103형 0번대).
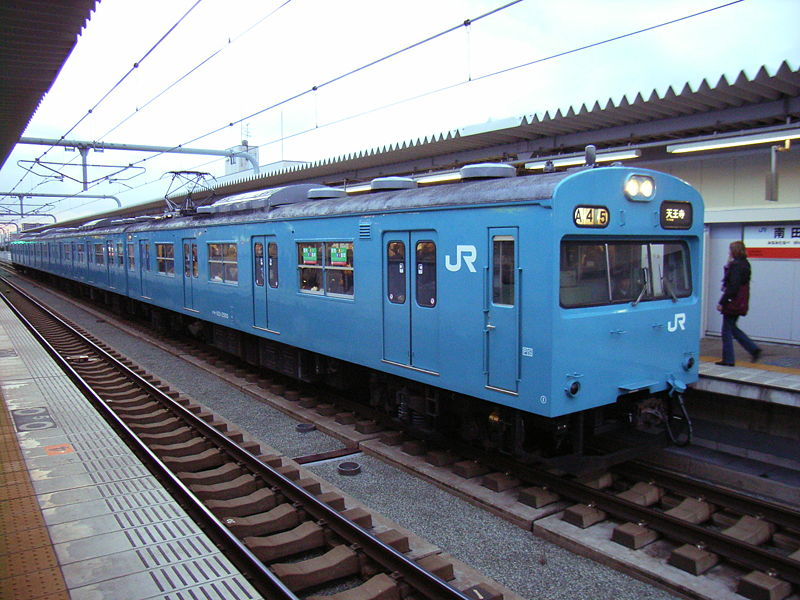
전면창, 측면 출입문창 H고무 지지의 차량(쿠모하 103형 2500번대).

#### 히로시마 지사 투입
시모노세키 운전소의 115계 비냉방차 교체 때문에 산요 본선 시모노세키 지구에 103계가 투입되어 그 전입 차량 정비가 스이타 공장과 다카토리 공장에서 시공되었다. 주된 정비 내용은 해당 노선용 ATS-S형이나 열차 무선의 설치, 해당 노선 표준의 세토우치 색으로의 도장 변경, 행선막 미사용으로 인한 행선 표시판 설치 등이다. 덧붙여 행선판 설치 위치에 약냉차 표기가 있어 중첩되기 때문에 이전되었다. 다만 약냉차 표기는 이전부터 뒤에도 사용되고 있지 않다. 1992년 5월부터 차례차례 운행을 개시했지만 화장실이 없던 점이 혹평을 받았기 때문에 115계 등의 화장실 근교형 전동차로 교체되는 형태로 시모노세키 지구에서 퇴역하여 해당 노선의 히로시마 지구에 차례차례 전용되어 히로시마 운전소에 배속되었다. 후에 행선막의 사용이 개시되어 현재는 행선 표시판은 사용되고 있지 않지만, 행선판의 철거는 이뤄지지 않았다. 또한 히로시마 지사에 배치되어 있는 형식처럼 전면 행선막은 사용되지 않고, 운행 표시기에는 편성 번호가 게시되고 있다. 행선 표시판 사용 정지 후에 전입한 4량 편성 1편은 행선판을 가지지 않는다. 차량 수급의 관계로 히로시마 지구에서 간사이 지구로 다시 전속된 차량도 존재하여 일부는 행선판이 사용될 기회는 없이 존치되고 있기 때문에 행선판이 붙은 차량을 간사이 지구에서도 볼 수 있다. 2008년이 되어 3편만 배치되어 있는 3량 편성의 쿠하 103형에 화장실의 설치를 실시했다. 해당 차량에서는 화장실 부분에 있던 방향막이 이전되었다.

#### 오카야마 지사 투입
시모노세키 지구와 마찬가지로 115계 비냉방차를 옮겨놓기 위해 1994년부터 히로시마 지사(→#히로시마 지사 투입)에 이어 오카야마 지사에도 103계가 투입되었다. 이쪽은 오카야마 전차구에 4량 편성 5편 20량의 비교적 소수의 배치로, 산요 본선 오카야마 지구나 우노선 등의 용무이다. 입선에 즈음하여 독자적인 '머스캣색(→#JR설정색)'으로 도장되었다. 이들은 모두 0번대의 쿠하 103형 모하 103형 모하 102형 쿠하 103형(→#형식)이라는 편성 구성이며, 선두차는 1971~1973년 제조의 '1차 개량형'의 전면 형상, 중간차는 1971년 이후의 유닛 창문 탑재차로 정리할 수 있었다. 게다가 냉방 장치는 모든 차량이 일반적인 AU75형 1기를 탑재하여 중간 모하 유닛 3그룹이 연명 N40, 그 이외의 14량이 N의 연명 공사와 도어 포켓창 폐쇄가 필수적으로 실시되는 등, 편성마다의 차이는 적었다. 오랫동안 이 20량으로 추이하고 있었지만, 2004년에 213계의 '마린 라이너'를 전용하여 운용을 이탈했다. 3편성이 히로시마 지사, N40 모하 유닛 1조가 나라 전차구에 각각 전용되어 이 모하 유닛과 편성을 조성하고 있던 선두차 2량은 폐차되었다. 남은 1편성은 예비로 오카야마에 남겨졌지만 2006년에 폐차되어 당초 투입의 차량은 전 차량이 퇴역하였다. 그러나 전후차량을 어번 네트워크로 교체함에 따라 나라 전차구나 히네노 전차구로 잉여차가 전입하여 다시 103계 운용이 설정되었다. 이 때의 투입 차량은 1994년 투입분과 같은 0번대이지만, 모두 쿠모하 103형 모하 102형 사하 103형 쿠하 103형의 편성 구성되는 한편 초기차의 비율이 높고 1편은 도어 포켓창이 존치되고 있는 등 비교적 상태가 나쁜 것이었다. 현재까지 몇 차례 교체되어 쿠하 103형 모하 103형 모하 102형 쿠하 103형의 구성의 편성도 재적하게 되어 있다. 단지 도장은 본래의 배치 장소(→#차량 도장)인 채로 통일되어 있지 않다. 또한 2008년 말부터는 히로시마 운전소에서 전입되는 경우도 발생하고 있다. 이쪽의 도장도 본래의 배치 장소대로 되어 있다.

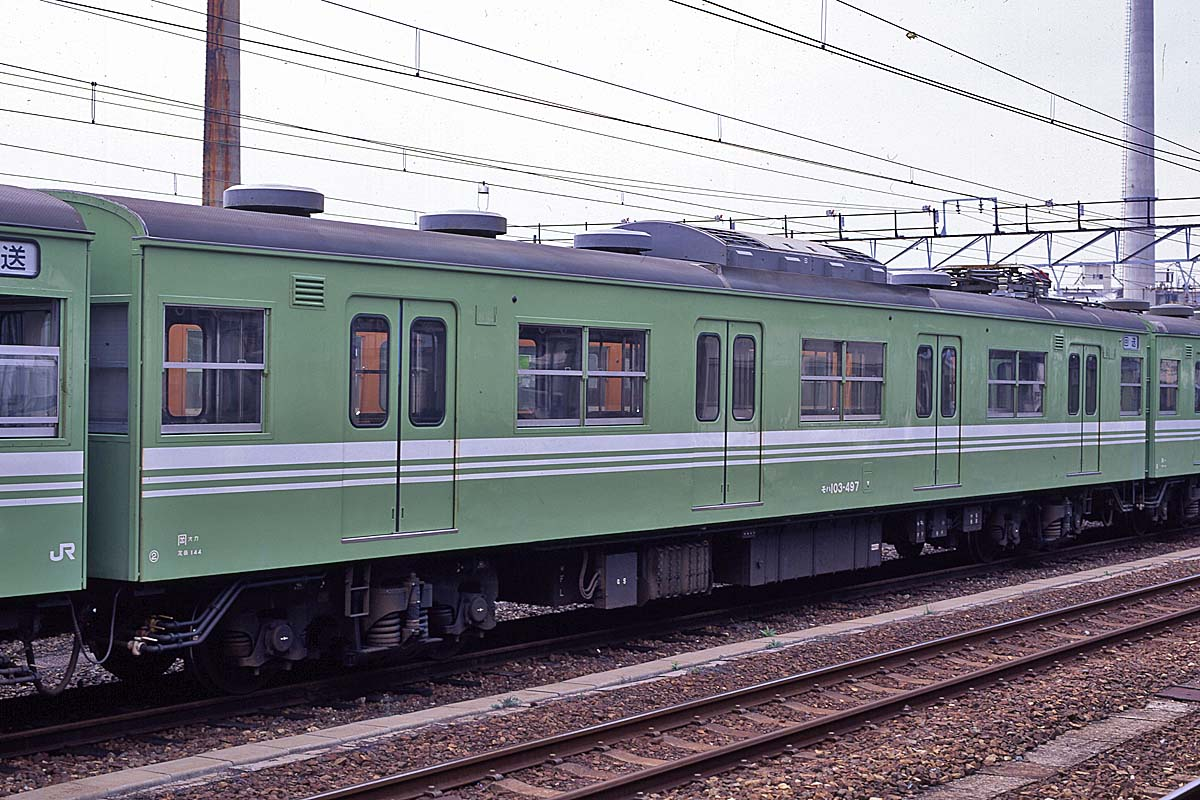
당초 투입분 중 한 량. 독자적인 도장이었다.
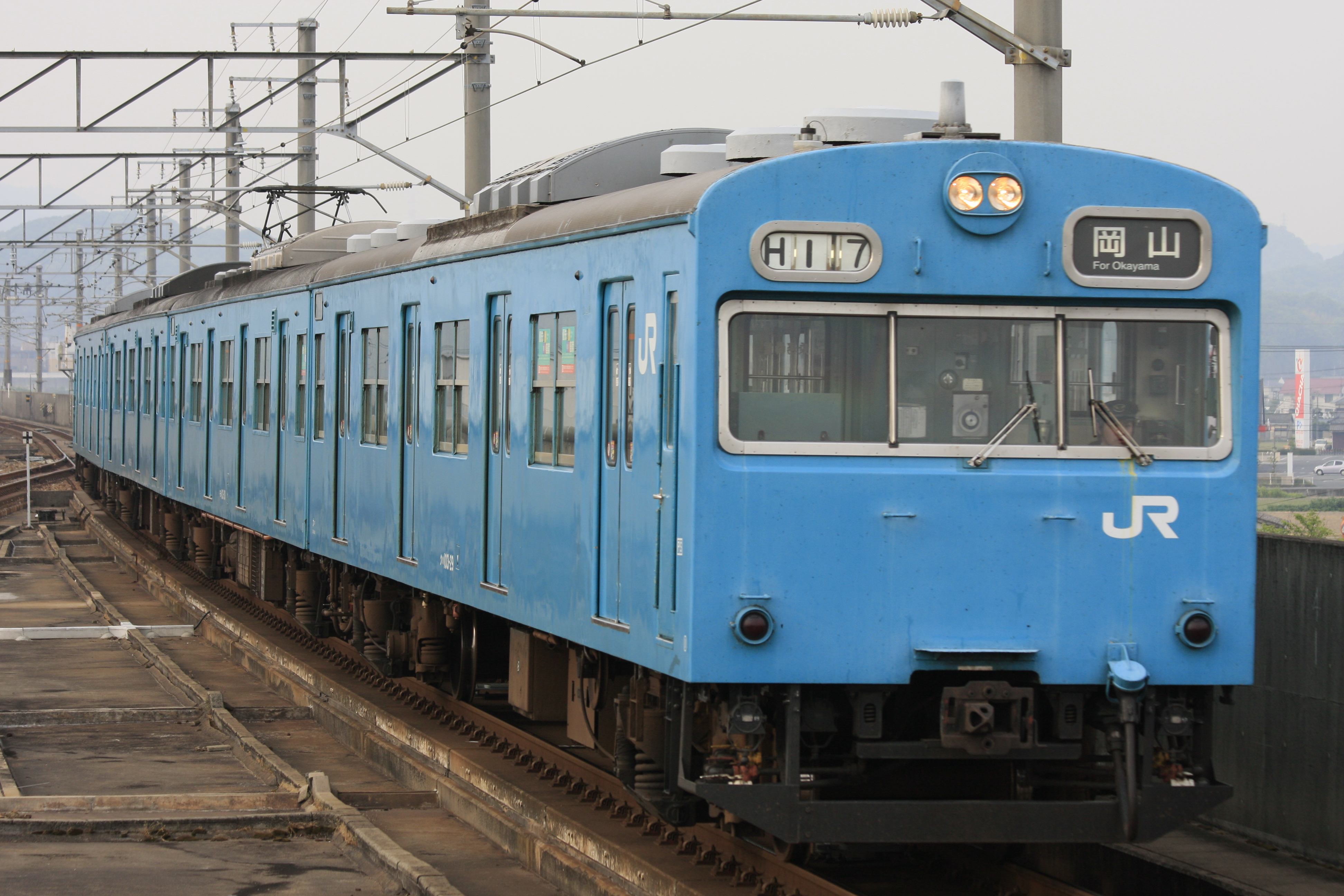
히네노 구에서 대출된 차량. 쟈야마치, 2009년 5월 3일
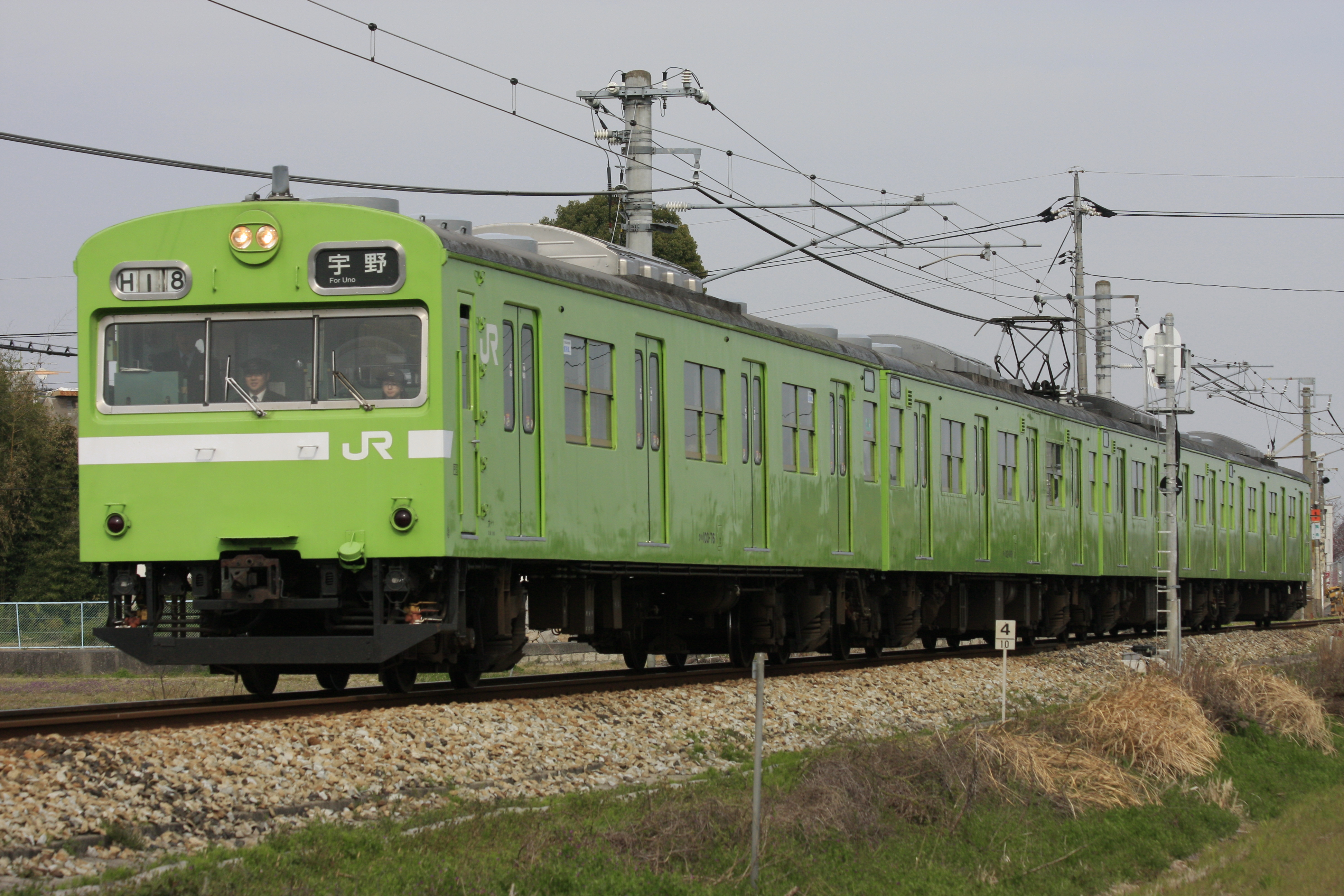
나라 구에서 대출된 차량. 빗츄 미노시마 - 하야시마, 2009년 4월 3일
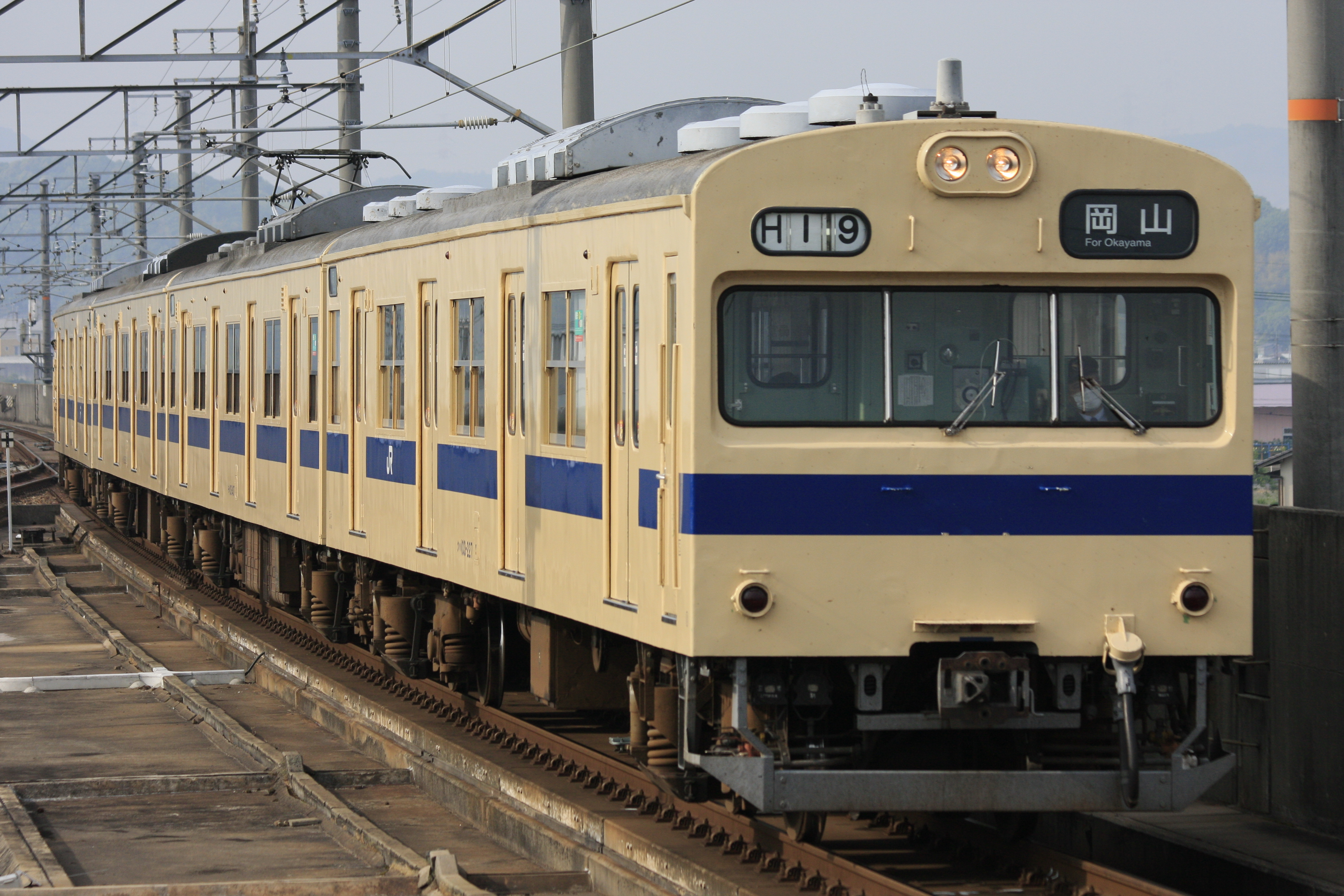
히로시마 운전소에서 대출된 차량. 쟈야마치, 2009년 5월 3일

#### 스커트 설치
201계 등과 함께 충격에 대한 내구성을 높일 목적으로 설치되었다. 모든 선두차가 시공이 끝난 상태이다.

#### 연명 공사

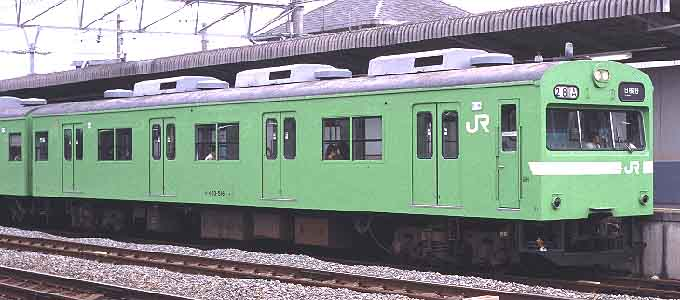
연명 NB공사차(쿠하103-516).

일본 국철 시대의 "특별 보전 공사"을 발전시키는 형태로, 차량 연명과 접객 설비 개선을 위한 공사를 했다. 시험용을 제외하면 내용에 의해 아래의 4종으로 나뉜다.
- 연명 N

제조 후 30년 사용을 목표로 외판정비·기기의 일부 갱신·배관의 교환 및 내벽의 장체를 한 공사. 1972년까지 제조된 차량의 대부분이 해당하고 있다.
- 연명 NA

일본 국철 시대에 특별 보전 공사를 받은 차량에 내벽의 장체 등 전술의 연명 N공사와 같은 공사가 추가된 공사. 중복된 부분은 생략되었다.
- 연명 NB

초기차(창이 유닛 섀시가 아닌 1970년 이전의 차량)가 연명 N공사와 동시에 WAU102형에 의한 냉방 개조와 측창의 연명 N40 공사(후술)에 사용되는 것과 같은 검은 섀시로 교체한 공사. 이 공사를 받은 차량은 11량에 머물러 2006년 4월까지 모든 차량이 운용을 종료하여 폐차되었다.
- 연명 N40

제조 후 40년 사용을 목표로 외판정비·기기의 일부 갱신·배관의 교체·내벽의 장체 및 창 섀시의 교체(상단 하강·하단 고정의 흑색 섀시) 등 상기 3종보다 철저한 내용의 공사를 한 공사이다. 주로 1973년~1976년제의 차량에 시공된 것 외에 히로시마 운전소에서는 1972년까지 제조된 차량의 일부에도 실시되었다. 덧붙여 이 공사로 채용된 흑색 섀시는 설치 부분의 테두리 폭이 굵고, 유리 면적이 기존보다 감소하였다.

#### 체질 개선 공사
1996년 이후 후계 차량과 207계의 낙차 개선과 연명 N40 공사 이상이 철저한 연명을 목적으로 한 리뉴얼 공사가 실시되었다. 이러한 공사를 받은 차량의 차량 번호 표기는 일본 국철 시대의 둥근고딕체에서 JR서일본만의 독특한 글자체로 변경되었다(다만 모리노미야구 소속차로 보이는 제어차 전면의 차번 표기는 일본 국철 글자체이다).

##### 체질 개선 40N
노련차의 이미지 불식과 보수성의 향상 때문에 지붕의 장상화, 일부 외판의 스테인리스화, 지붕 위 통풍기의 철거, 측면 루버 형상의 변경, 행선막 형상의 변경, 운전대의 정비, 운전대·도어창 지지의 변경(사철과 같은 금속범위), 창섀시의 교체(도어 사이는 하단 고정·상단 상승의 3분할 버스풍 역T자 섀시, 차단부는 고정 1매), 운행 번호 표시기·행선 표시기·전등 부분 중지지화(초기는 금속범위), 내벽·마루의 장체, 좌석 쿠션의 갱신, 선반의 파이프화, 조명의 커버 설치, 선풍기의 라인데리아로의 교체, 냉방 풍도의 라인 플로우화가 실시되었다.

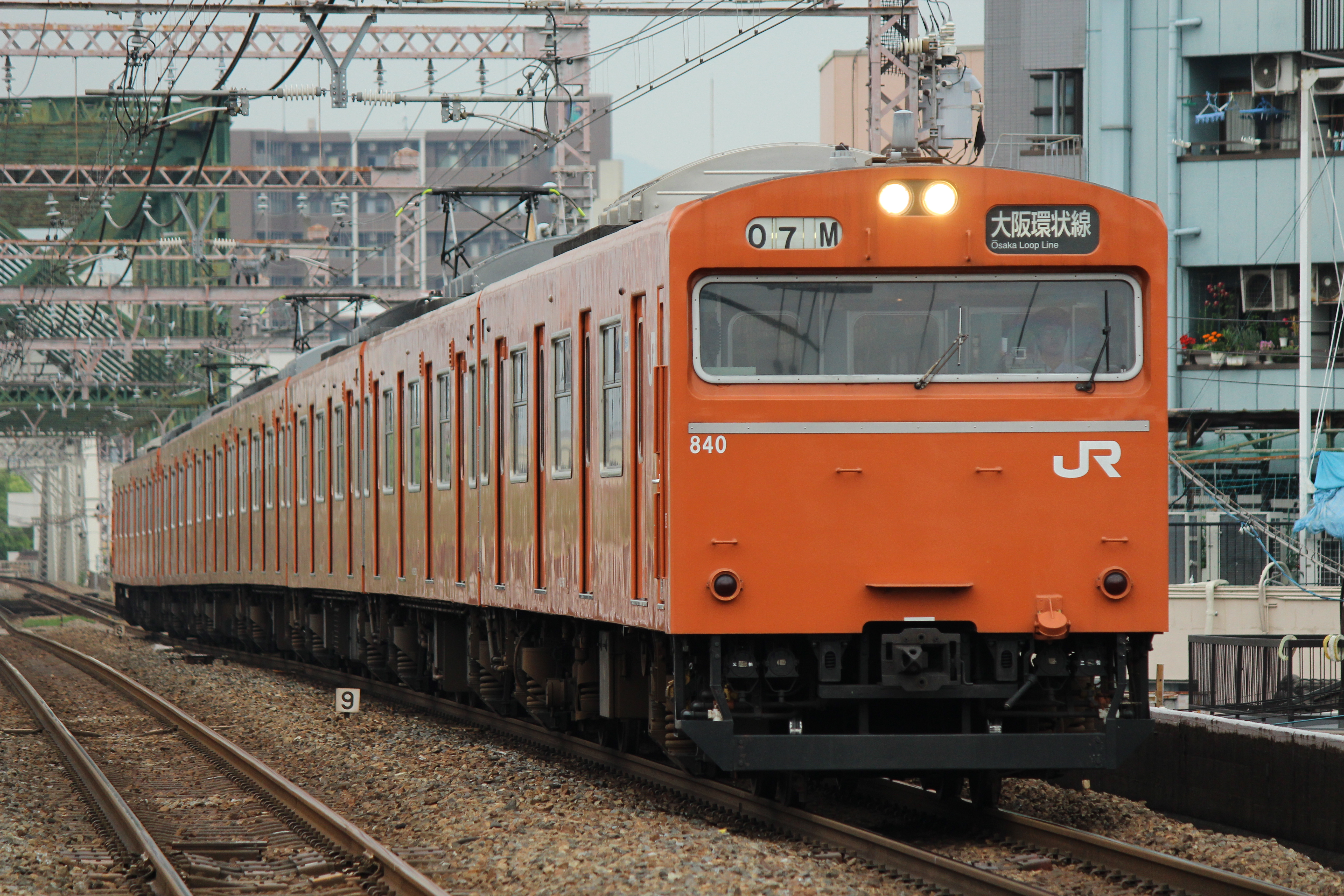
체질개선 40N 323계 전동차로 대체 완료
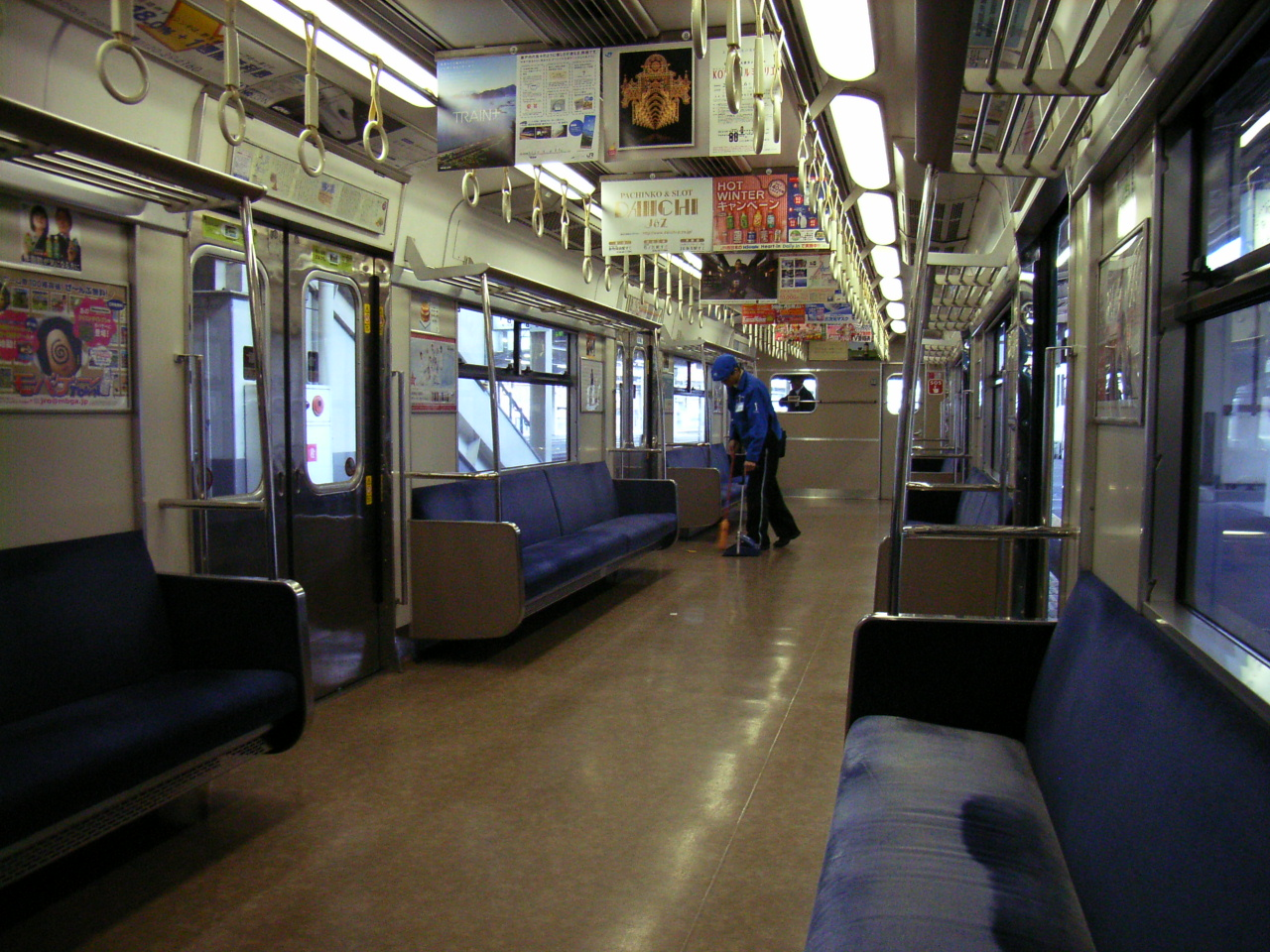
체질개선 40N 시작차의 차내. 좌석이 편소유식으로 되어 있어 하부가 공동화되어 있다.
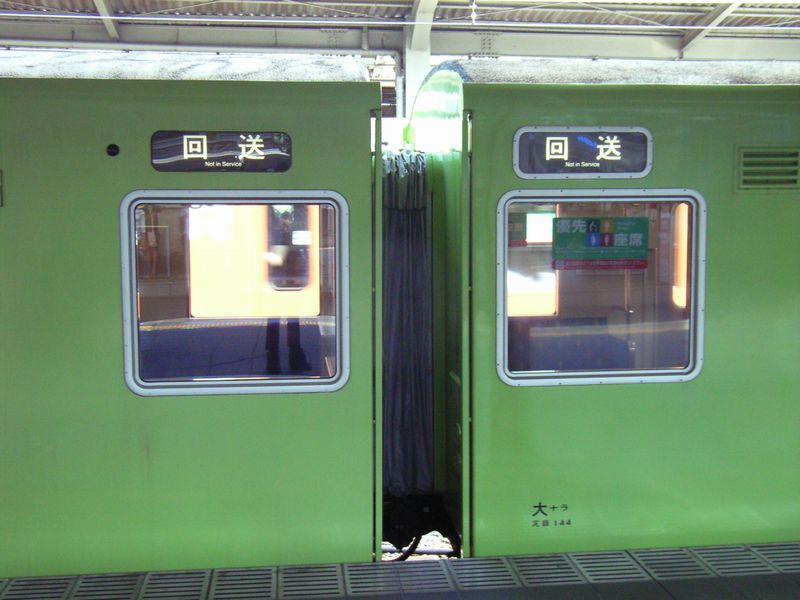
방향막 부분의 지지 방법의 차이. 왼쪽은 내부지지, 오른쪽은 금속범위 지지.
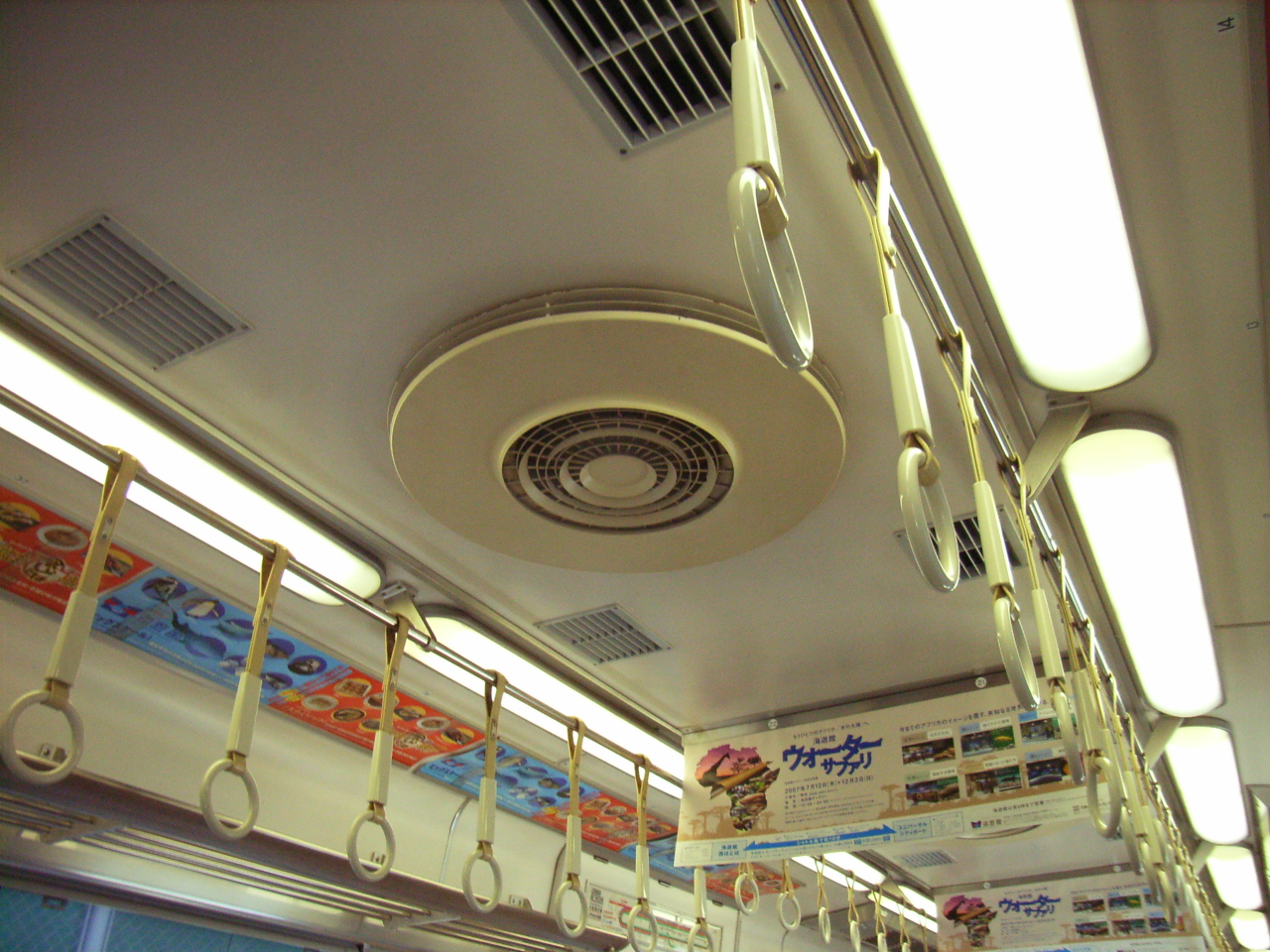
커버가 장착된 선풍기. 라인데리아로 교환하지 않았던 차량에 장착하여 승객에게 직접 바람이 오지 않도록 있다.
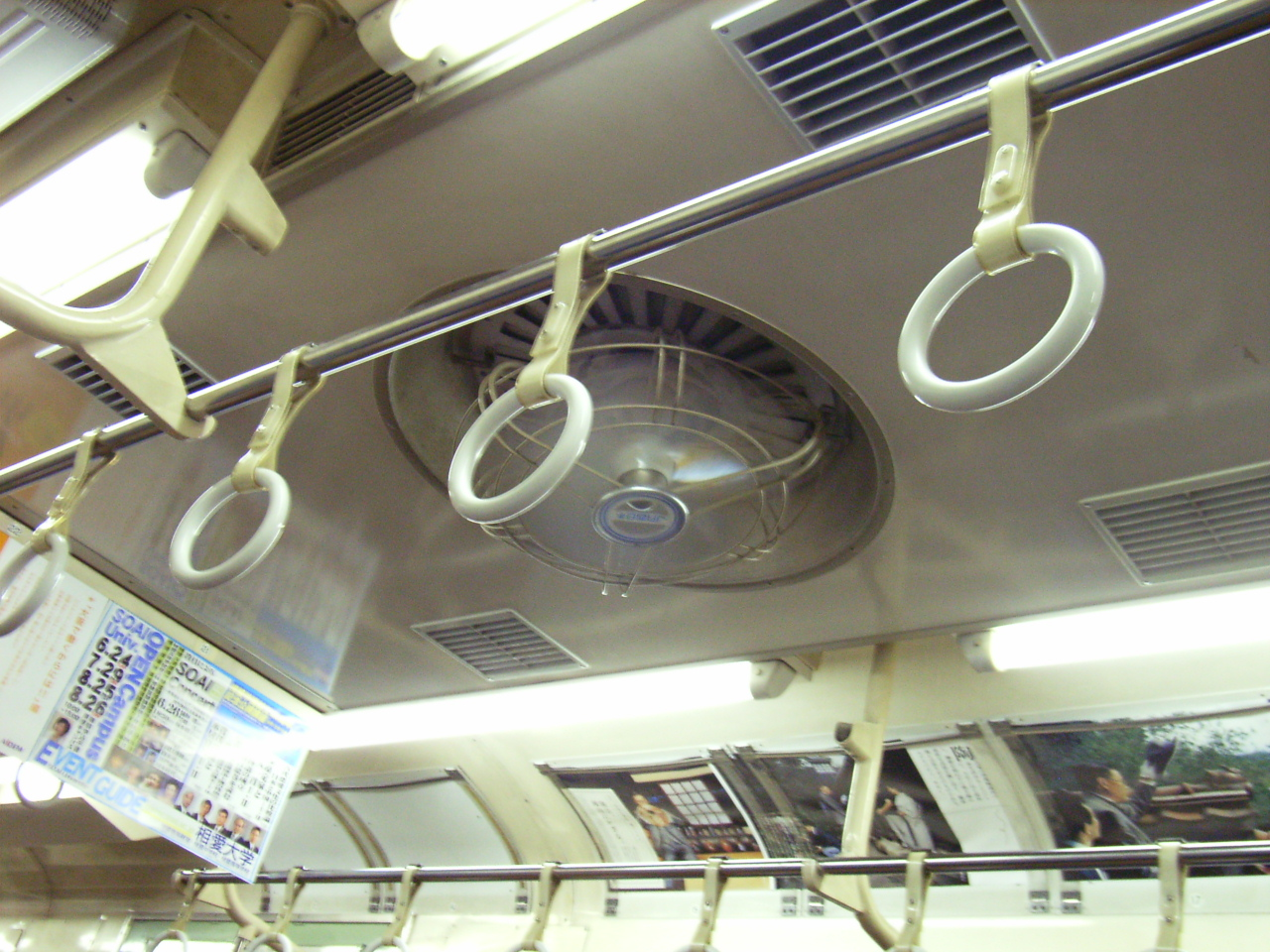
통상의 선풍기.

이 개조를 최초로 받은 8량 편성 1편은(개조 시작차), 도어 엔진이 도어 포켓 하부에 설치된 구형 국전 이래의 TK4형으로부터 도어 상부 설치의 곧 같은 방식으로 교환되어 좌석은 전체 교체(207계와 동일한, 하부가 공동의 편소유식 좌석), 전등은 원형, 처창도 남겨진 채 등 약간 특수한 내용이 되고 있다. 이러한 공사 내용은 점차 간략화가 진행되어(냉방 풍도의 라인 플로우화를 포기하여 기존 풍도를 재사용, 라인데리아화를 포기하고 선풍기의 개조로 변경 등) 2002년부터는 후술의 30N 공사로 이행했다.

##### 체질 개선 30N
2002년 이후 신차투입 속도가 빨라져 기존 차량인 103계의 차령도 높아지고 있어 내용이 제조 후 30년 정도까지 사용할 수 있는 정도로 축소되었다. 특히 직접 보수 측면, 접객 측면의 영향이 적은 외장의 개조는 큰 폭으로 간소화되어 체질 개선 40N에 비해 도어·측창·지붕통 등이 원형인 채로 남아 있다. 1973년 이후에 제조된 차량 가운데 상기의 5종류의 갱신 공사를 전혀 받지 않고 남아 있던 쿠하와 모하가 대상으로 여겨져 2005년까지 거기에 해당하는 쿠하 전 차량과 1유닛(M405-M'561)을 제외하고는 모든 모하가 실시되어 종료했다.

#### 반탄 선 투입(3500번대)
1998년 3월 14일의 반탄선 히메지역~데라마에역 구간이 전철화되면서 본 계열이 사용되었다. 차량은 수요와 1인 승무의 편리성으로 영업용으로서는 본 계열 첫 2량 편성이 되어 개조 비용 억제를 위해 이미 한쪽에 운전대가 설치된 2500(←5000)번대 쿠모하 유닛으로 9편이 1997년 ~ 1998년에 걸쳐 개조되어 아보시 종합 차량소에 투입되었다. 이 개조에 의해 새롭게 3500번대로 구분되었다. JR 동일본에 같은 번대 구분이 존재하나(→#하치코 선 하치오지~고마가와간 전철화 관련(3500번대)) 관련성은 전혀 없고, 설정 형식도 중복하고 있지 않다. 개조에는 상태가 좋은 차량이 선택되었기 때문에 기존 차량이 새로운 유닛 중심이 되고 있다.
편성 구성은 다음과 같다.
↑데라마에
- 쿠모하 103형 3500번대: 쿠모하 103-2506·2508~2515→쿠모하 103-3501~3509

쿠모하 103형 2500번대에서 개조된 차량.
- 쿠모하 102형 3500번대: 모하 102-583·636·641·655·883·885· 2027·2029·2037→쿠모하 102-3501~3509

모하 102형 0번대로부터 개조된 차량. 운전대가 설치되어 쿠모하 102형이 되었다. 운전대 형상은 쿠모하 103형 2500번대에 맞추어 1971~1973년 제조의 선두차를 따른 저운전대의 '1차 개량형'으로 불리고 있다. 덧붙여 일부에 폐차 차량에서 유용된 부품이 사용되고 있어 기기 염출을 위해 폐차된 차량도 존재한다.
모든 차량이 개조와 동시에 #체질 개선 40N 공사가 시행되었다. 일부, 이미 연명 N40 공사가 시공되어 있는 차량이 존재하여 해당차는 중복 시공이 되고 있다. 내용은 기본적으로 같은 시기의 일반의 체질 개선 차량에 준하고 있지만, 1인 승무 시 운전석에서의 시인성 향상을 위해 운전대 구분과 처면 관통문의 창이 확대된 것이 특징이다. 또한 차내에서 운임을 수수하면서 운전대 구분에 버스 타입의 운임 표시기와 비(非) 1인 승무 시에는 운전대 배면에 격납할 수 있는 운임함이 설치되어 있다. 외부에는 승객용 출입문 부근에 출입구를 명시한 LED 표시기가 설치되었으며 쿠모하 103-3503와―3509에는 운전 대상부에 동계의 가선 서리 제거용 팬터그래프의 증설 준비가 이루어지고 있다. 2005년부터 2007년에 걸쳐 쿠모하 102형에 후술의 3550번대와 같은 형태의 화장실이 설치되어 해당 부분의 창이 매몰되었다. 도장도 독자적인 것(→JR설정색)이다. 이들에 가세하여 2006년 3월에는 히네노 전차구에서 구 한와선용 0번대 6량 편성 1편이 투입되었다. 이는 히메지역 고가화 진전으로 인해 산요 본선의 선로와 반탄선의 선로와의 사이를 구내 입환으로 관통하는 것이 일시적으로 불가능하게 되어 221계 전동차를 통한 아침 출근 시간 때의 지원 운용을 할 수 없게 되었기 때문이다. 이 6량은 출근 시간 이외에 사용되지 않아 3500번대에 실시된 각종의 개조는 이루어지지 않고, 도장도 한와선의 스카이블루에서 변경되지 않았다. 같은 해 11월에 검사 기한이 가까워지고, 한편 같은 시기에 223계 2000번대 4차차 투입으로 113계의 여유분을 받아 같은 계열의 6량 편성과 교환하였다. 전 차량이 가장 초기인 1964년에 제조되어 노후화가 진행되고 있었기 때문에 같은 해 12월 15일부로 전 차량 폐차되었다.

#### 와다미사키 선 투입
2001년의 같은 노선의 전철화에 따라 스카이블루로 칠해진 연명 N40 공사차 통일의 6량 편성 1편이 아보시 종합 차량소에 투입되었다. 1편만 배치되었기 때문에 검사 등으로 운용되지 않을 때에는 같은 구의 207계 등이 대체 운용된다. 또한 해당 노선에 운행이 없는 낮 시간대 승무원 훈련에 사용되기 때문에 전면에 와이퍼가 3개 장착되어 있는 등의 특징이 있다.

#### 가코가와 선 투입(3550번대)
2004년 12월 19일의 가코가와선 전선 전철화에 즈음하여 반탄선(→#반탄 선 투입(3500번대))과 마찬가지로 1인 승무 대응의 2량 편성이 투입되었다. 가코가와 철도부 야쿠진 기지에 8개가 배치되었지만, 이들은 여러 가지 변경이 추가되고 있어 새롭게 3550번대로 구분되고 있다.
편성 구성은 다음과 같다.
↑다니가와
- 쿠모하 103형 3550번대: 모하 103-659·660·714·715·726·728· 730·731→쿠모하 103-3551~3558

모하 103형 0번대로부터 개조된 차량. 운전대가 설치되어 쿠모하 103형이 되었다.
- 쿠모하 102형 3550번대: 모하 102-815·816·870·871·882·884· 886·887→쿠모하 102-3551~3558

모하 102형 0번대로부터 개조된 차량. 운전대가 설치되어 쿠모하 102형이 되었다.
3500번대는 쿠모하 103형 유닛의 반대측의 모하 102형에 운전대가 설치되어 조성되었지만, 이 그룹은 체질 개선 40N 공사 시공이 끝난 중간 모하 유닛에서 개조되었다. 이것은 이 시기 체질 개선 공사는 간략화한 체질 개선 30N 공사로 이행하고 있던 후 3500번대에 개조되지 않고 남아 있던 쿠모하 103형 유닛은 연식이 오래된 차량이 많고, 게다가 후술대로 전면 형상으로 변경이 있기 때문에 기존의 운전대가 그대로 사용할 수 없는 사정이 있었기 때문이다. 따라서 기존 차량 염출을 위해 모리노미야 전차구나 나라 전차구의 103계 편성에서 중간 모하 유닛이 염출되어 양단에 운전대가 설치되었다. 운전대 형상은 지금까지의 개조차에서 큰 폭으로 변경되고, 전조등이 창 아래에 배치되어 2편성 연결 시에 승객이 통행할 수 있도록 관통문이 설치되어 #1500번대에 가까워졌다. 이 조치는 같은 시기에 개조된 쿠모하 115형 1600번대와 비슷하다. 또한 쿠모하 102형에 JR 서일본의 103계로는 처음으로 화장실이 설치되었다. 이것은 서양식이지만 휠체어 대응은 아니다. 게다가 쿠모하 103형의 일부는 동계의 가선 서리 제거용으로 운전 대상부에 팬터그래프가 증설(이하 2팬터차로 표기)되어 있다. 스이타 공장에서 개조된 차량과 시모노세키 차량센터에서 개조된 차량에서는 바닥 면 비닐 크로스의 색이나 처면 부분 화장판의 고정 방법 등 세세한 부분에서 사양이 차이가 난다. 또한 완성이 전철화보다 빨라 등장 후 얼마간 아보시역 등에 유치되고 있었다. 3500번대와 함께 비교적 분할·병합이 많은 노선으로 배치되지만 어느 쪽도 전기 연결기 등은 탑재되지 않았다.

#### 후쿠치야마 선 탈선 사고 관련
2005년 4월 25일의 후쿠치야마 선 탈선 사고로 인해 파손된 207계의 일부 폐차 및 기존 차량의 띠색 변경 공사, 117계의 ATS-P형 탑재로 인해 해당 노선에서 퇴역하는 상황이 겹쳐 차량이 부족하게 되었다. 요즘은 신차 투입으로 인한 아보시 종합 차량소의 113계나 미야하라 종합 운전소의 103계의 폐차·전출이 거의 완료되어 일시적으로 대체차가 부족하여 필요 차량을 JR 동일본에서 구입해 조달하였으며 무사시노선에서 사용되고 있던 8량 편성 1편을 같은 해 7월 28일자에 양도했다. 덧붙여 도착까지의 사이는 모리노미야 전차구가 대출한 오사카 순환선의 차량이 부족분을 보충하고 있었다. 이러한 차량은 기존의 서일본차와 편성을 새로 짜넣을 수 있어 선두 2량이 히로시마 지구, 나머지의 중간차 6량이 간사이 지구에 배치되어 현재까지 뿔뿔이 흩어져 사용되고 있다. 차량 부족이 해소되면서 차례차례 도어 포켓창 폐쇄 공사를 했지만, 관통문은 작은 창문을 계속 탑재했기 때문에 더 이상의 연명 공사는 이뤄지지 않았다.

#### 현상
이상과 같은 개조를 받으면서 많은 차량이 지금도 운용을 계속하고 있지만, 교체도 진행되고 있어 단편성화로 잉여가 된 사하를 시작해 WAU102형 탑재차나 노후화된 초기차, 또한 유닛 창문의 1971년 ~ 1972년 제조차 일부에도 폐차가 발생하고 있다. 가타마치선(갓켄도시 선), 도카이도·산요 본선(JR 교토·고베 선), 후쿠치야마선(JR 다카라즈카 선)은 JR 도자이선으로의 입선 대응이나 고속화를 위해 207계로 교체되어 이미 소멸되었다. 산요 본선 오카야마 지구도 롱시트인 점이나 화장실이 없는 점이 혹평을 받았기 때문에 213계 등으로 교체되어 일단은 소멸했지만 2006년 들어 히네노 전차구 및 나라 전차구의 잉여차(모두 4량 편성)가 도장을 그대로 유지한 채 행선 표시막을 변경 후 전속하였으며, 오카야마 지사 관내의 전철화 구간에서 운행을 재개하였다. 2006년 ~ 2007년에는, JR 교토·고베·다카라즈카선 계통에 신형 통근형 전동차인 321계가 투입되어 201계가 오사카 순환선·사쿠라지마선(JR유메사키 선)·간사이 본선(야마토지선), 205계가 한와선에 전용된 관계로 서일본 전역으로 대규모 103계의 전속과 폐차를 실시했다. JR 동일본의 경우와 달리 JR 서일본에서는 향후 당분간 103계를 사용한다는 방침때문에 편성 대체에 의한 연명 공사 시공차나 후기 제조차로 상태 불량차를 교체하는 103계 간의 교체도 많이 볼 수 있었다. 이에 따라 이전보다 수가 줄어들었지만, 현재도 초기 제조차, #연명 공사 미시공차도 재적된 채로 영업 운행이 계속되고 있다.

### JR 규슈

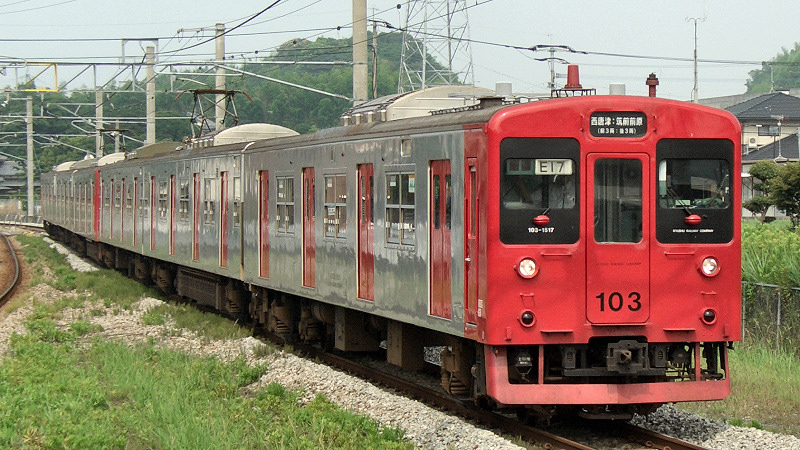
편성이 분할된 103계가 3량씩 6량으로 운행되는 모습

#### 편성 분할
- 아래의 2형식이 개조되었다.
  - 쿠모하 103형 1500번대
  - 쿠모하 102형 1500번대

지쿠히선의 낮 시간대 일부 편수가 3량 편성으로 운행되면서 원래 6량 편성인 편성을 2개로 분할하고 중간 운전대를 설치하는 개조를 실시했다. 원래 선두차 방향에 따라 '쿠하 103형 모하 103형-개조 쿠모하 102형(홀수 편성)'과 '개조 쿠모하 103형 모하 102형 쿠하 103형(짝수 편성)', 두 가지 방법의 편성 패턴이 존재한다. 쿠하의 전면 관통로가 비상용인데 비해 개조 선두차는 병결 시 통로를 만들기 위해 105계 사양의 전면이 설치되었다. 또한 자동 통로막이나 전기 연결기가 설치되어 있는 점과 ATC가 설치되어 있지 않은 점에 차이점이 있다. 6량 편성 9편 중 4개 편성이 개조되어 3량 편성 8개 편성이 되고 있지만, ATC를 탑재한 선두차(쿠하)의 방향의 차이에 의한 운용은 2종류로 나눌 수 있다. 현재 역에서 운임을 수수하는 1인 승무를 실시하고 있다. 또한 1인 승무 대응 편성에는 차량 외부 스피커를 추가 설치한 것 외에 출입문 개폐 시의 안전 확인 대책으로 액정 모니터를 장착하여 역 승강장 설치의 카메라로부터 영상을 확인하며 승무원이 출입문의 개폐를 실시하고 있다. ATC를 사용하기 때문에 니시가라쓰 ~ 치쿠젠마에바루 간 1인 승무의 3량 편성으로서 운행하고 지하철 공항선으로 직결운행할 때에는 치쿠젠마에바루에서 쿠모하를 중간에 연결하여 홀수 편성+짝수 편성으로 6량 편성을 조성하여 입선하는 운행 형태이다.

#### 그 외의 개조와 현상
JR 규슈에서는 일본국유철도 시대에 일어났던 건널목 사고에 대한 대책으로 일부에만 선두차에 스커트를 설치했지만, JR화 후에 전 차량 설치를 완료했다. 또한 2002년도 하반기에 103계로서는 처음으로 화장실을 설치했다. 모든 편성의 가라쓰 측 선두차(쿠하 103형 홀수 번호차 또는 쿠모하 103형)의 차단부의 끝 측에 신체장애자용 대형 서양식 화장실을 설치하였으며 화장실 설치 부분의 측창·처창을 매입하여, 휠체어 공간으로 바뀌고 화장실도 측창이 4분의 1정도로 축소되었다. 이 개조로 JR 규슈의 전동차 편성 화장실 설치율이 100%가 되었다. 현상이지만 부식 대책도 타 번대와 달리 철저하여 차량 상태는 좋기는 하지만, 자동 열차 운전 장치를 지원하지 않는 점 등에서 본래의 제조 목적인 지하철 구간 직통운행은 1일 18왕복으로 감소하였다. 또한 VVVF 인버터 제어의 303계에 비해 저항제어로 회생제동이 없는 103계는 정지·기동을 돌려주지 않는 것이 에너지 효율 측면에서 유리하다고 말하는 이유이며 쾌속 열차로는 당분간 303계가 아닌 본 형식이 충당되고 있고, 그 쾌속 운용도 일부를 303계에 양보하고 있다. 그러나 3량의 1인 승무 운행도 본 형식만이 대응하고 있어 당분간은 교체되지 않는다. 105계 서일본 여객철도의 기반으로 제작 되었다.

## 그 외

### JR 분사 후 공통되어 행해진 개조

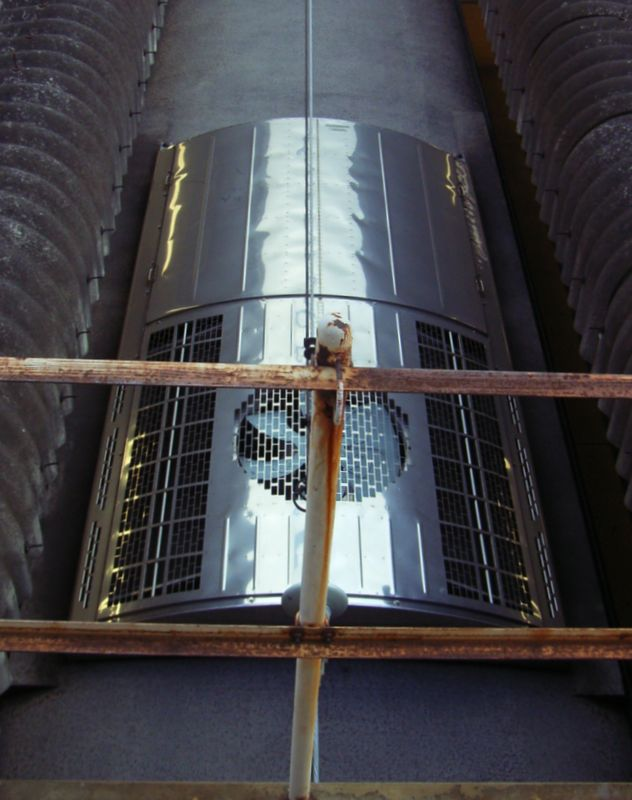
AU720형 냉방기 상부. 형태가 본래의 냉방기와는 크게 차이가 난다.

- AU720형 냉방 장치 탑재: 마쓰도 전차구(→마쓰도 차량센터) 소속차를 중심으로 쿨러를 209계와 같은 종류으로 교체했다. 효과는 알 수 없지만 결국 일반차와 구분 없이 폐차되고 있다. 또한 JR 서일본의 히네노 전차 구·나라 전차 구·모리노미야 전차 구에서도 같은 공사가 시공된 차량이 운용되고 있다.

### 특수용도·시험 개조 차량
103계는 특수한 용도에 사용되거나 차량 시험을 실시하기 위해서 개조된 차량이 있다.

#### 홋카이도로 간 103계
JR 홋카이도에서는 원래 전철화 구간이 삿포로 근교의 교류 전철화 구간만이었던 데다 삿포로 도시권에서의 일본국유철도의 수송 분담률도 혼슈에 비해 현저하게 낮았고, 차량 자체에도 철저한 내한·내설구조가 필요하여 일본 국철 시대부터 1량이나 103계가 배치되었던 적은 없었지만, 1998년 8월에 JR 동일본의 폐차체가 8량 입선하였다. 전동차는 없고 쿠하와 사하만으로, 스카이블루와 선명한 녹색의 혼성 편성을 기관차로 견인하여 홋카이도까지 수송되었다. 다만 이 양도에 관한 정보는 일반적으로는 전혀 공표되었던 적은 없지만, 이 홋카이도 이동 자체를 우연히 열차를 목격한 여러 명의 사람이 인터넷 상의 게시판 및 고유사 '철도 팬'의 1998년 11월호 No. 451의 P120에 게재된 '103계가 홋카이도에'라는 내용으로 쓰가루 해협선을 ED79형 50번대로 견인된 피험차 8량 편성의 사진 리포트가 투고되었었다. 이러한 차량이 무슨 목적으로 홋카이도에 수송되었는지는 모르나 8량 모두 철도 연구소의 소유물인 것 같다. '철도 팬'지 게재의 사진을 보면 대부분의 차량에서 창, 문 등이 대폭적으로 매입되고, 차체가 연장 또는 각 부분이 결취되었으며, 쿨러가 철거되고, 차번의 RTRI-××로 변경되어 있었으며, 밀련에서 자련으로 교체되었다. 또한 이 개조는 도큐 차량에서 실시되었다. 그 다음에는 나에보 공장 내에 남아 있었다. 공장 안에서 이동하기는 했었지만 관계자 이외에는 모두 비공개로 하였으며, 사용 목적도 밝혀지지 않고, 같은 해 말까지 모두 모습을 감췄다.
참고：홋카이도로 간 차량(소속은 폐차 직전의 것)
- 쿠하 103-396·454·481·482·719·724
- 사하 103-230·417

쿠하 103-396와 사하 2량은 마쓰도 전차구 소속으로 선명한 녹색 도장, 다른 5량은 우라와 전차구 소속으로 스카이블루 도장.
그 외의 시험
- VVVF 시험: JR 동일본의 쿠모하 103-87가 도시바 후추 공장에서 VVVF 인버터 장치를 탑재하는 개조를 실시하여 JR 오후나 공장에서 시험이 시행되었다. 또한 JR 도카이에서도 자사에서 쿠모하 103-4를 개조해 VVVF 시험을 실시했다.
- DDM 시험(모하 103-502): JR 동일본이 개발 중이었던 다이렉트 드라이브 전동기의 시험 탑재차. 동기 전동기 구동용 제어장치로 IGBT 소자의 VVVF 인버터화되어 AC트레인(E993계)와의 비교 실험에 이용되었지만, 실험의 종료에 따라 폐차되었다. 또한 같은 시험이 철도 연구소 내에서도 이뤄지고 있었지만 시험 차량은 해체되었다.

### 인도네시아로의 매각
2006년 현재 본 계열에서 국내 사철 각 회사로 매각된 실적은 없지만, 2004년에 JR 동일본의 아래와 같은 16량이 인도네시아 철도 회사(PT Kereta Api)에 매각되었다.
- 쿠하 103-815-모하 103-752-모하 102-2009-쿠하 103-822
- 쿠모하 103-105-모하 102-231-사하 103-246-쿠하 103-597
- 쿠하 103-359-모하 103-654-모하 102-810-쿠하 103-384
- 쿠모하 103-153-모하 102-321-사하 103-210-쿠하 103-632

이러한 양도 차량은 현지에서 장기 사용할 수 있도록 모두 후기 제조차 혹은 차량 갱신 공사 시공차가 선택되었다. 그 외의 편성도 양도 계획이 있었지만 그 후 103계보다 상태가 좋고, 보수 면에서 유리한 올 스테인리스 차량인 도큐 8000계로 변경되었기 때문에 103계의 매각은 16량으로 중단되었다. 현지에서는 전면 하부에 오렌지색의 대형 스커트(배장기)가 설치되어 도쿄 도 경영 6000계와 함께 일본의 ODA(정부 개발 원조)에 의해 정비된 자카르타 수도권의 통근형 전동차로 유료 급행(Ekspres) 및 준급행(Semi Ekspres, 2008년에 종별 폐지)용으로서 사용되었다. 당초 도장은 무사시노선의 오렌지 색으로 사용되고 있었지만, 그 뒷창 주위가 황색 투톤으로 도장되었다. 현재는 새로운 도장으로 변경되었다. 또한 현지에서도 JR 103으로 불리고 있어 차번은 일본에서 제조 시부터 부여되었던 것을 스텐실로 기입한 형태이다. 다만 '쿠하', '모하'에 해당하는 기호 표기는 없다. 행선 표시는 전면 창문 내에 방향판을 게시하였으며 본래의 행선 표시기는 사용하지 않는다. 또한 JR 시대의 행선 표시막을 내건 채로 주행하는 경우가 있기도 하다. 이 외에 차내에는 도쿄·수도권의 노선도가 그대로 게시되는 등 JR 당시의 흔적을 발견할 수 있다. 또한 전면 창문에 날아오는 돌멩이를 막기 위해 철망이 장착되었다. 현재는 주로 자카르타 코타 - 탕게랑(Tangerang) 방면의 급행에 사용되고 있다.

## 차량 도장
101계와 마찬가지로 103계에서는 차량도색에 노선 색이 선정되어 JR 발족 후인 현재에도 사용되고 있다. 일본국유철도 시대에 정해진 각 노선의 도장은 아래의 5색과 지하철 직결용 차량의 각 전용 색 3색으로 모두 8색이었지만, 현재는 여러 가지 노선 색이 선정되고 있다. 덧붙여 도색 수와 호칭은 '국철 차량 관계 사항'에 의거하며 그 뒤의 기호는 문셀 기호이다. 또한 JR의 노선 대표색은 도료도 포함하여, 모두 공식적인 호칭이 존재하지 않기 때문에 가장 일반적이라고 생각되는 호칭으로 소개하고 있다. 이 글자체는 이미 정기 운용 종결, 혹은 이미 해당 노선용의 차량 배치가 없어져 해당 도색 차량을 볼 수 없게 된 노선·소속구이다. 이미 폐지된 소속구에 관해서는 폐지 시의 명칭을 나타낸다.

### 일본국유철도설정색
- 올리브: (황록 6호 7.5 GY6. 5/7. 8)■
  - 간사이 본선(야마토지선)·나라선·와카야마선(오지 구)(나라 전차구)
  - 야마노테선(시나가와 전차구→야마노테 전차구, 이케부쿠로 전차구)
  - 사이쿄선·가와고에선·하치코선(가와고에 전차구→가와고에 차량센터)
  - 요코하마선·네기시 선(히가시가나가와 전차구→가마타 전차구)
- 스카이블루(파랑 22호 3.2 B5/8)■
  - 한와선·기세이 본선(기노쿠니 선)·와카야마선(와카야마 구)(히네노 전차구)
  - 센세키선(리쿠젠하라노초 전차구→미야기노 전차구)
  - 게이요선·소토보선·도가네선(게이요 전차구→게이요 차량센터)
  - 게이힌 도호쿠선·네기시선·요코하마선(우라와 전차구·시타주조 전차구·가마타 전차구·히가시가나가와 전차구)
    - 요코하마 선은 후에 띠 색을 상기의 황록 6호로 변경.

  - 주오 사이선(진료 전차구)
  - 도카이도 본선·산요 본선(JR 교토선·JR 고베선·와다미사키선)(아카시 전차구→아보시 종합 차량소·다카쓰키 전차구)
  - 반탄선(아보시 종합 차량소)
  - 산요 본선·우노선·하쿠비선·후쿠엔선·아코선(오카야마 전차구 전동차 센터)
- 선명한 녹색(청록 1호 2 BG5/8)■
  - 조반선(쾌속)·나리타선 아비코 지선(마쓰도 전차구→마쓰도 차량센터)
- 오렌지 버밀리온(주홍색 1호 0.5 YR3/8. 8)■
  - 오사카 순환선·사쿠라지마선(JR 유메사키 선)(모리노미야 전차구)
  - 무사시노선(도요다 전차구→게이요 차량센터)
  - 주오 선 쾌속(도요다 전차구·미타카 전차구)
  - 오메선·이쓰카이치선(도요다 전차구)
  - 가타마치선(갓켄도시 선)(요도가와 전차구)
- 카나리아 옐로(노랑 5호 2.5 Y7. 5/8. 8)■
  - 쓰루미선(나가하라 전차구)
  - 주오·소부 완행선(쓰다누마 전차구→나라시노 전차구·미타카 전차구)
  - 아카바네선(이케부쿠로 전차구)
  - 난부선(나가하라 전차구)
  - 후쿠치야마선(JR 다카라즈카 선)(미야하라 운전소→미야하라 종합 운전소)
- 이상 5 종류는 차체 모두를 단색으로 도장한다.

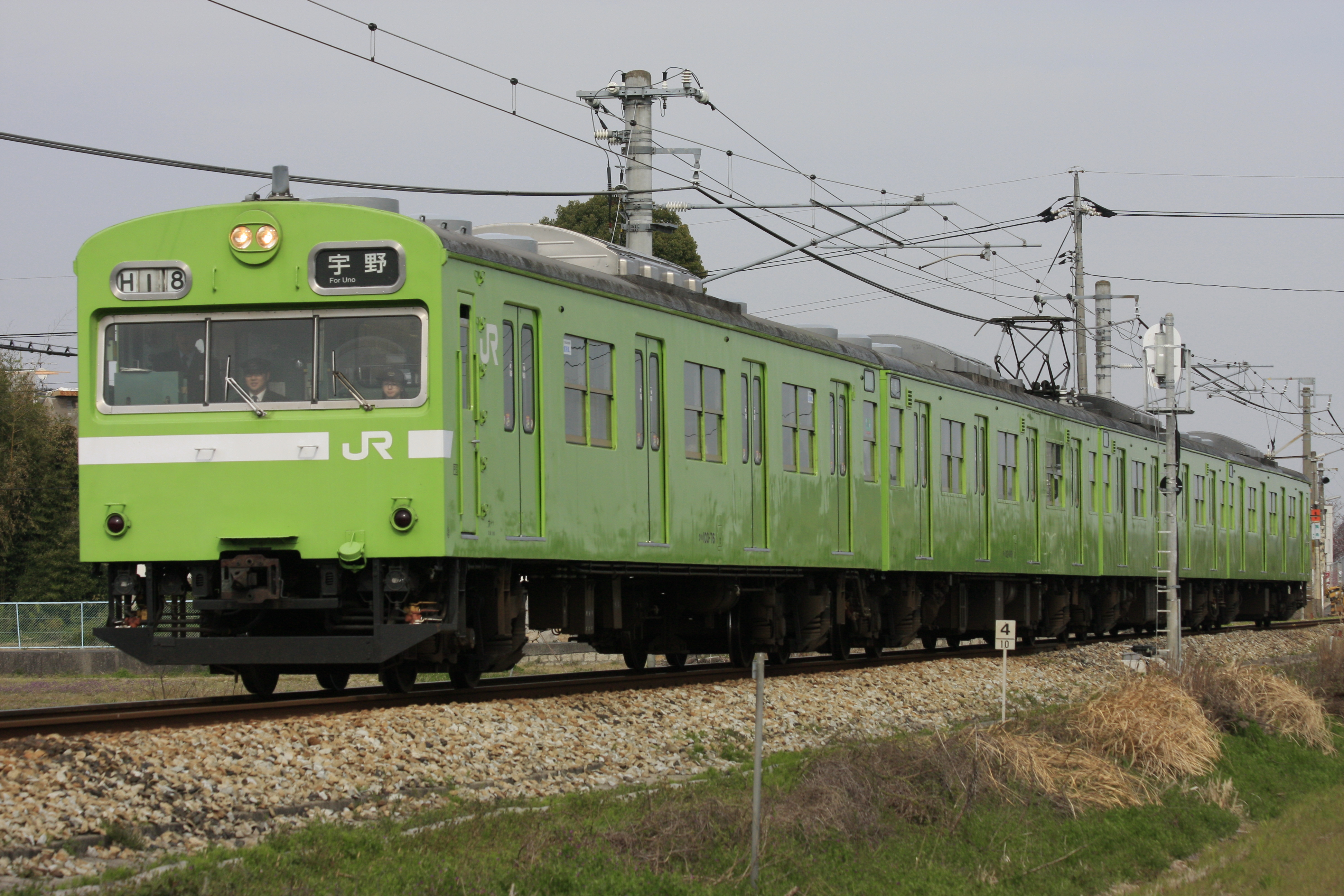
올리브 색
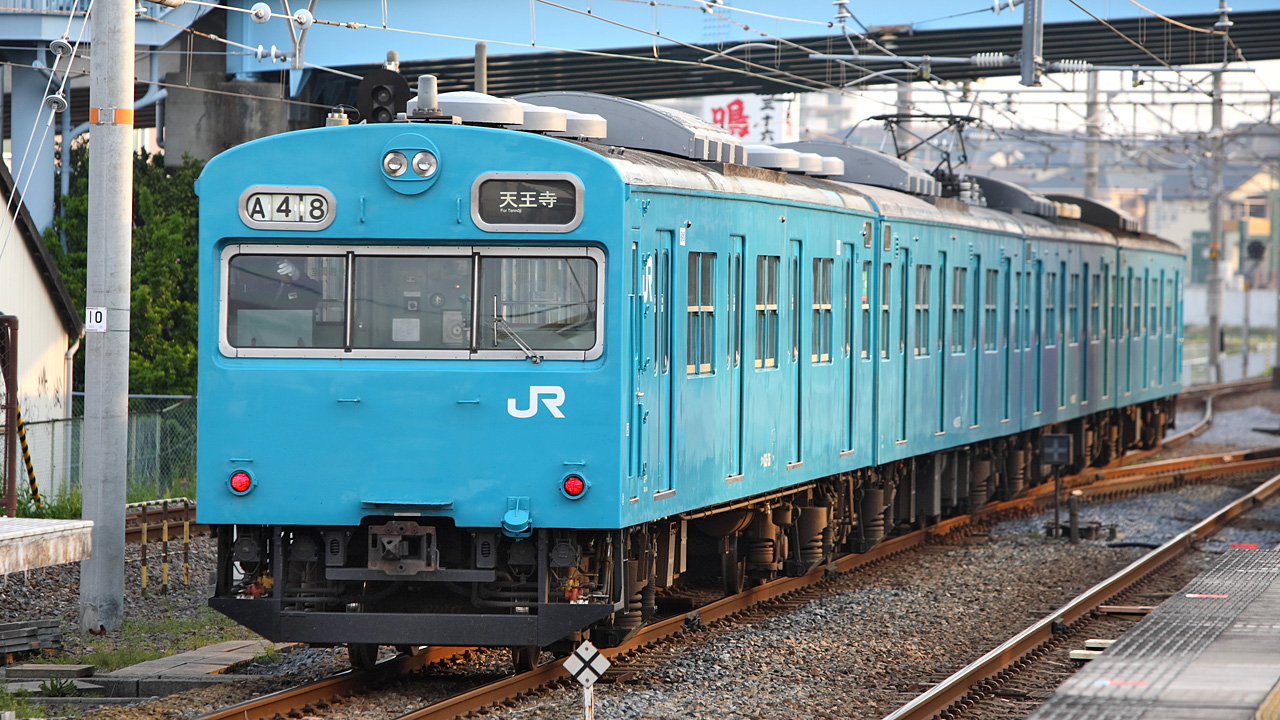
스카이블루 색
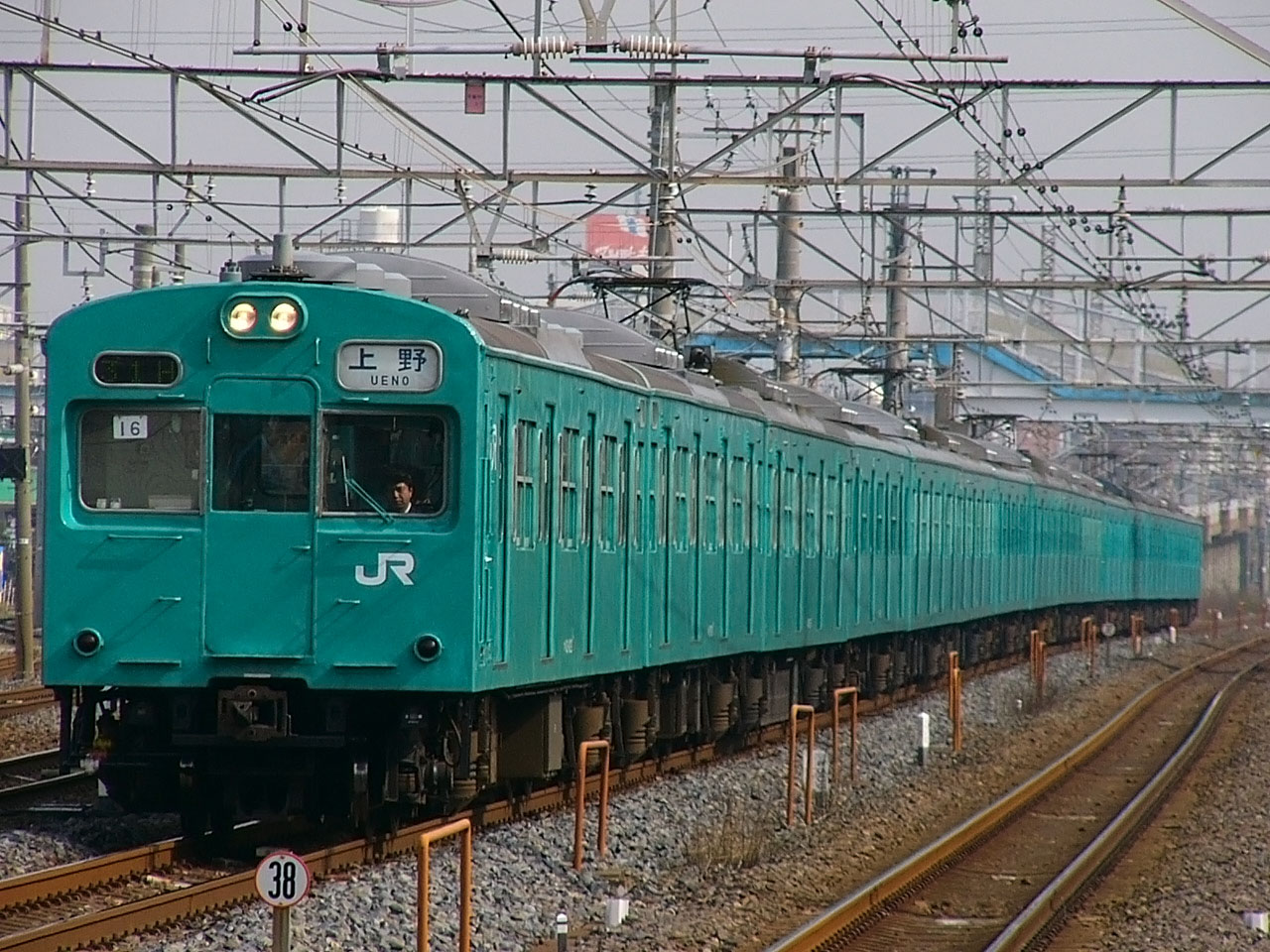
(선명한)녹색
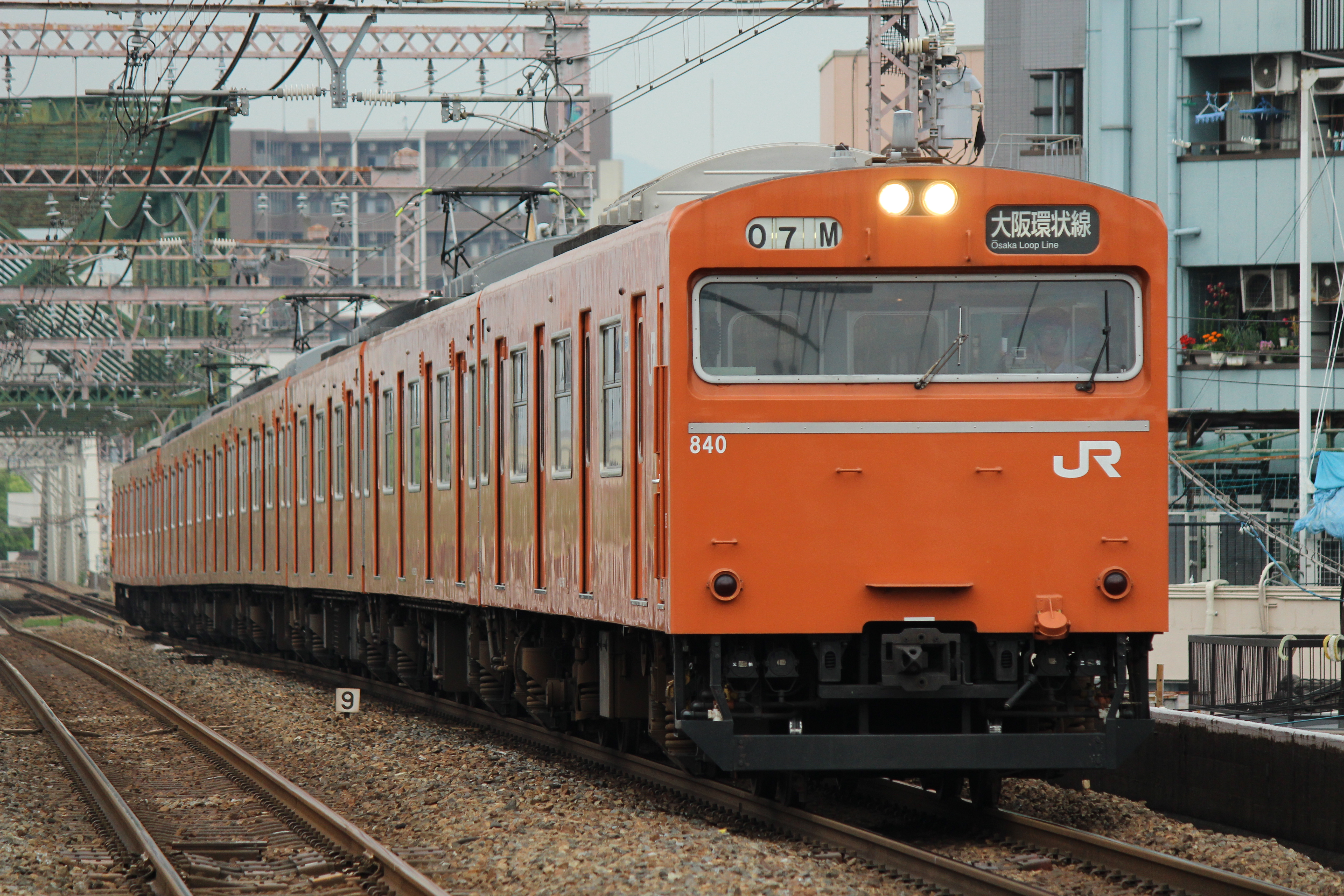
오렌지 버밀리온 색
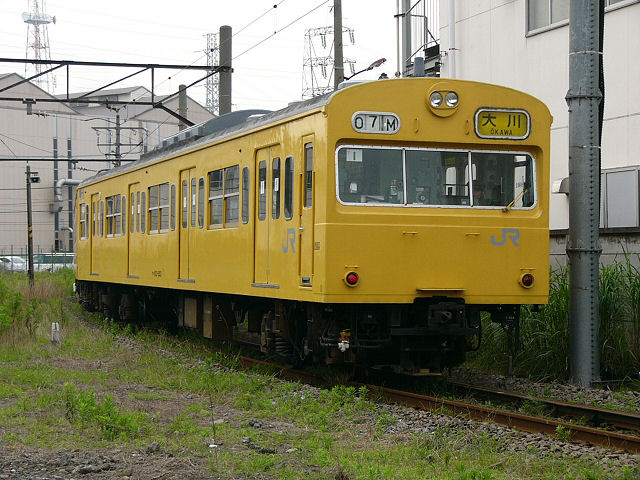
카나리아 옐로 색

### 지하철 대응 차량

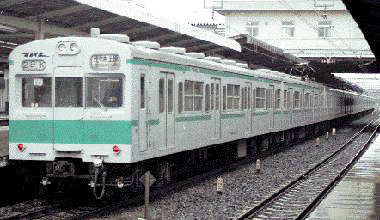
청록 띠

- 은회색(회색 8호 N7)+선명한 녹색(청록 1호 2 BG5/8)■■
  - 조반선(완행)·영단 지요다선(마쓰도 전차구)
- 은회색(회색 8호 N7)＋카나리아 옐로(노랑 5호 2.5 Y7. 5/8. 8)■■
- 은회색(회색 8호 N7)＋스카이블루(파랑 22호 3.2 B5/8)■■
  - 주오·소부 완행선·영단 도자이선(미타카 전차구)

직통 운행 개시 당초의 띠 색은 카나리아 옐로이었지만, 1989년부터 띠 색을 스카이블루로 변경했다(직통의 영단 도자이 선의 띠 색에 맞추었다).
- 스카이블루(파랑 22호 3.2 B5/8)＋엷은 황색(크림 1호 1.5 Y7. 8/3. 3)■■
  - 지쿠히선·후쿠오카 시 지하철 1호선(가라쓰 운전구→가라쓰 철도 사업부 가라쓰 운수센터)
- 이상 4종류는 차체 바탕색＋띠 색 편성 도장이다.

### JR 설정색
- 규슈 색■■
  - 지쿠히선(가라쓰 운수 구→가라쓰 철도 사업부 가라쓰 운수 센터)

1995년 10월부터 실버와 진한 그레이의 투톤에 전면과 도어 부분만 레드(승무원 문은 옐로) 색으로 변경되었다. 또한 2004년 이후는 도장 간략화를 위해 실버에 출입문 부분만 레드인 303계를 따른 색의 차량도 등장하였다.
- 센세키 색■■■→■■
  - 센세키선(리쿠젠하라노초 전차구→미야기노 전차구)

도장이 두 번 변했다.
- 도카이 색■■■
  - 주오 사이선·간사이 본선(최종 배치:진료 전차구)

리프레쉬 공사(후술) 시공차에 칠해진 도장. 지금까지의 파랑 22호로에서 변경되었다. 엷은 황색을 기초로 창문 아래에 오렌지와 녹색('쇼난색', 또는 'JR 도카이 색'이라고도 부른다)의 띠가 들어간다. 하부 기기도 그레이 단색으로 도장되었다.
- 머스캣색■■
  - 산요 본선 오카야마 지구

엷은 녹색에 굵은 흰 띠. 엷은 녹색은 머스캣이 오카야마현의 특산품 중 하나인 것에 유래했다.
- 세토우치 색■■
  - 산요 본선 히로시마 지구·구레선·가베선(히로시마 운전소)

전면 행선 표시기는 철거. 측면 행선지 표시기도 입선 당초에는 사용하지 않고 행선판을 사용하고 있었다. 현재는 행선 표시기를 사용하고 있다. 크림지(크림 1호)에 푸른 띠(파랑 20호)가 1개 들어간다.
- 반탄 색■
  - 반탄선 히메지 ~ 데라마에간(아보시 종합 차량소)

와인 레드에 승객용 문 상부와 운전대 바로 뒤에 다크 그레이로 강조하였다. 운전대 직후의 도어 포켓의 그레이 부분에는 'JR WEST JAPAN BANTAN103'의 문자가 들어간다.
- 가코가와 색■
  - 가코가와선(가코가와 철도부)

선명한 녹색에 반탄 색 같은 엑센트가 들어간다. 전면 관통문 하부와 운전실 직후의 도어 포켓의 그레이 부분에는 'JR WEST JAPAN KAKOGAWA103'의 문자가 들어간다. 전면 창문 주위는 흑색으로 도장.

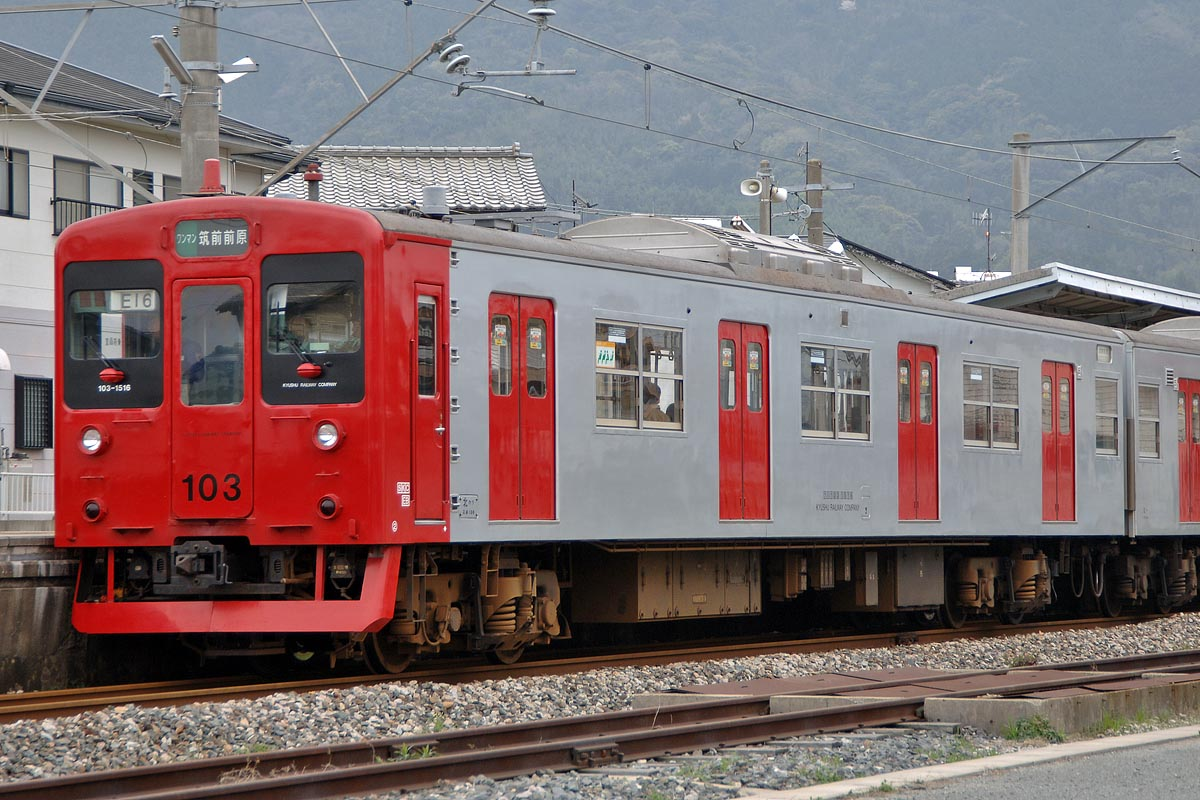
규슈 색(2대)
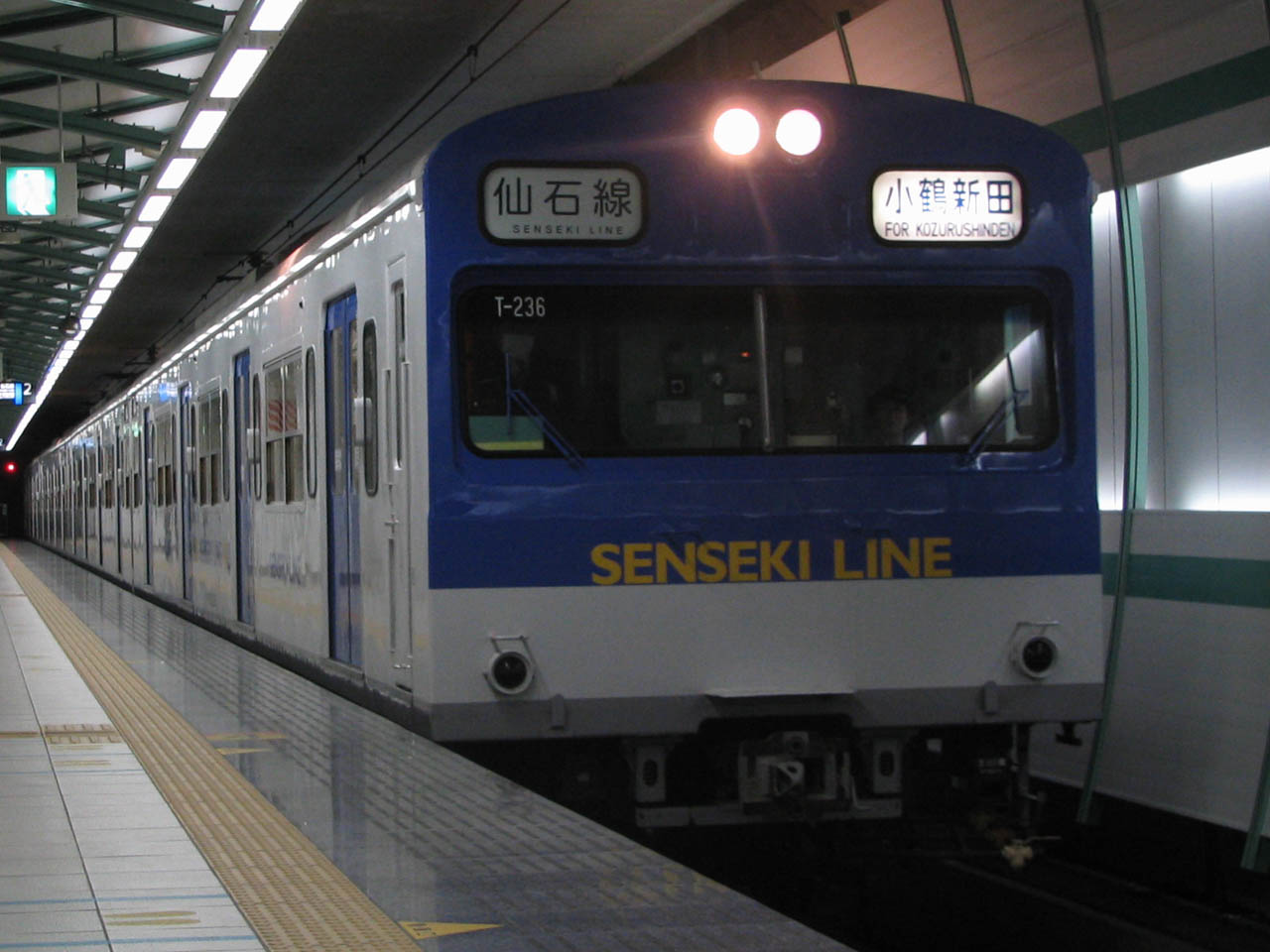
센세키 색(2대)
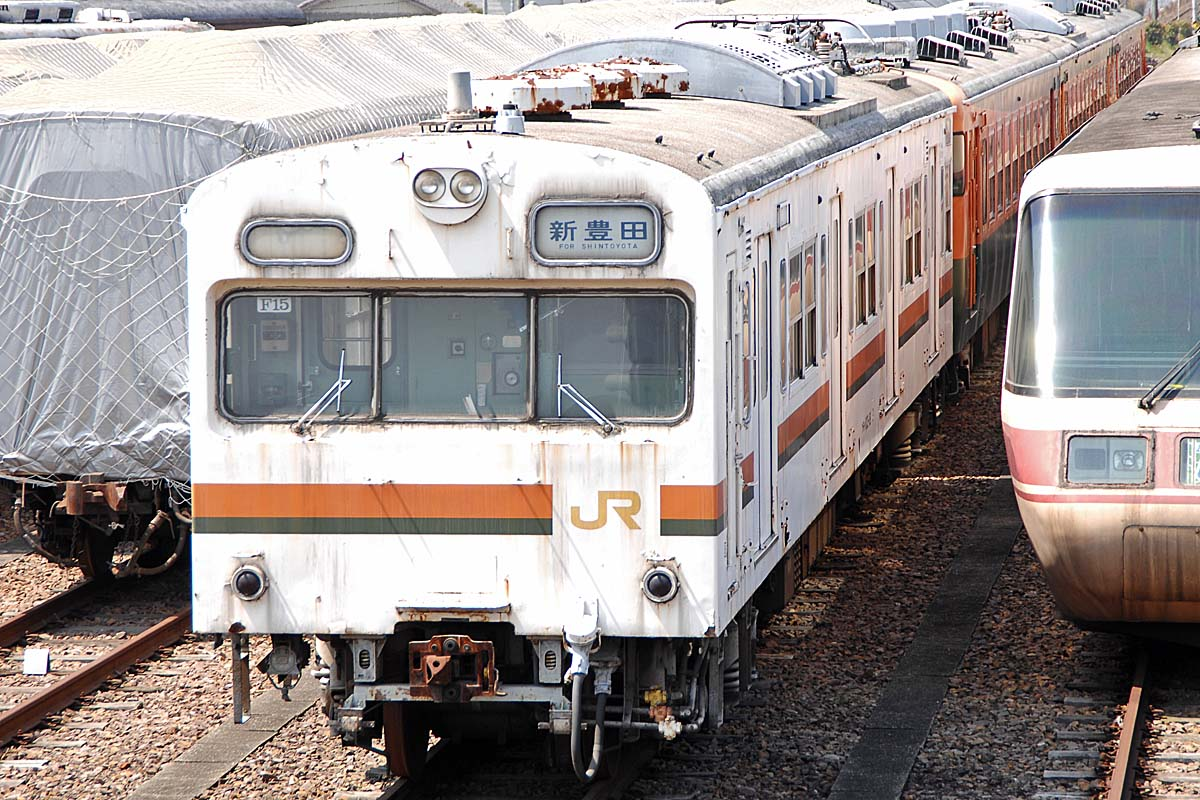
도카이 색
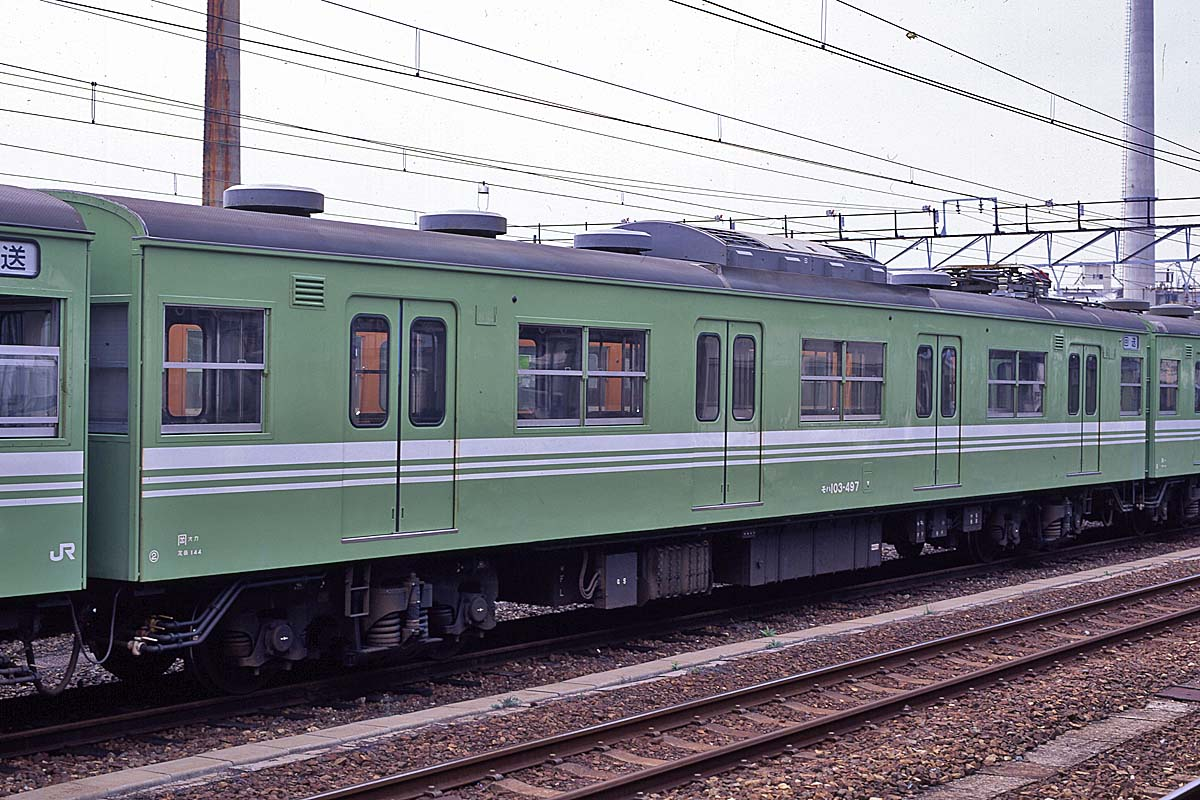
머스캣색
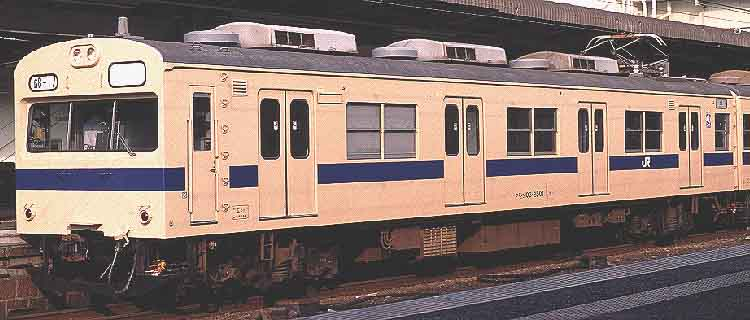
세토우치 색(쿠모하 103형·WAU102형 냉방기를 탑재하고 있다.)
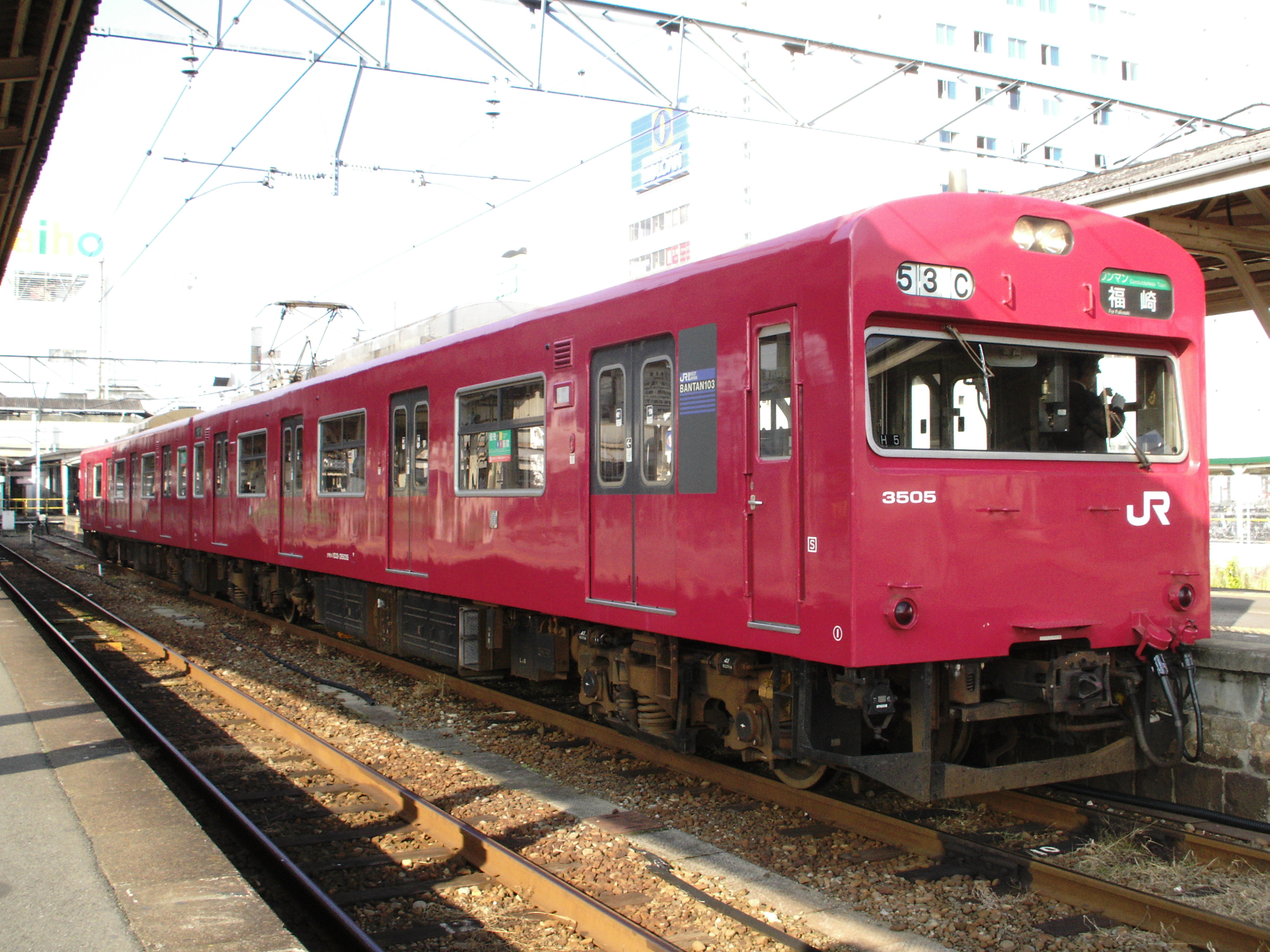
반탄 색
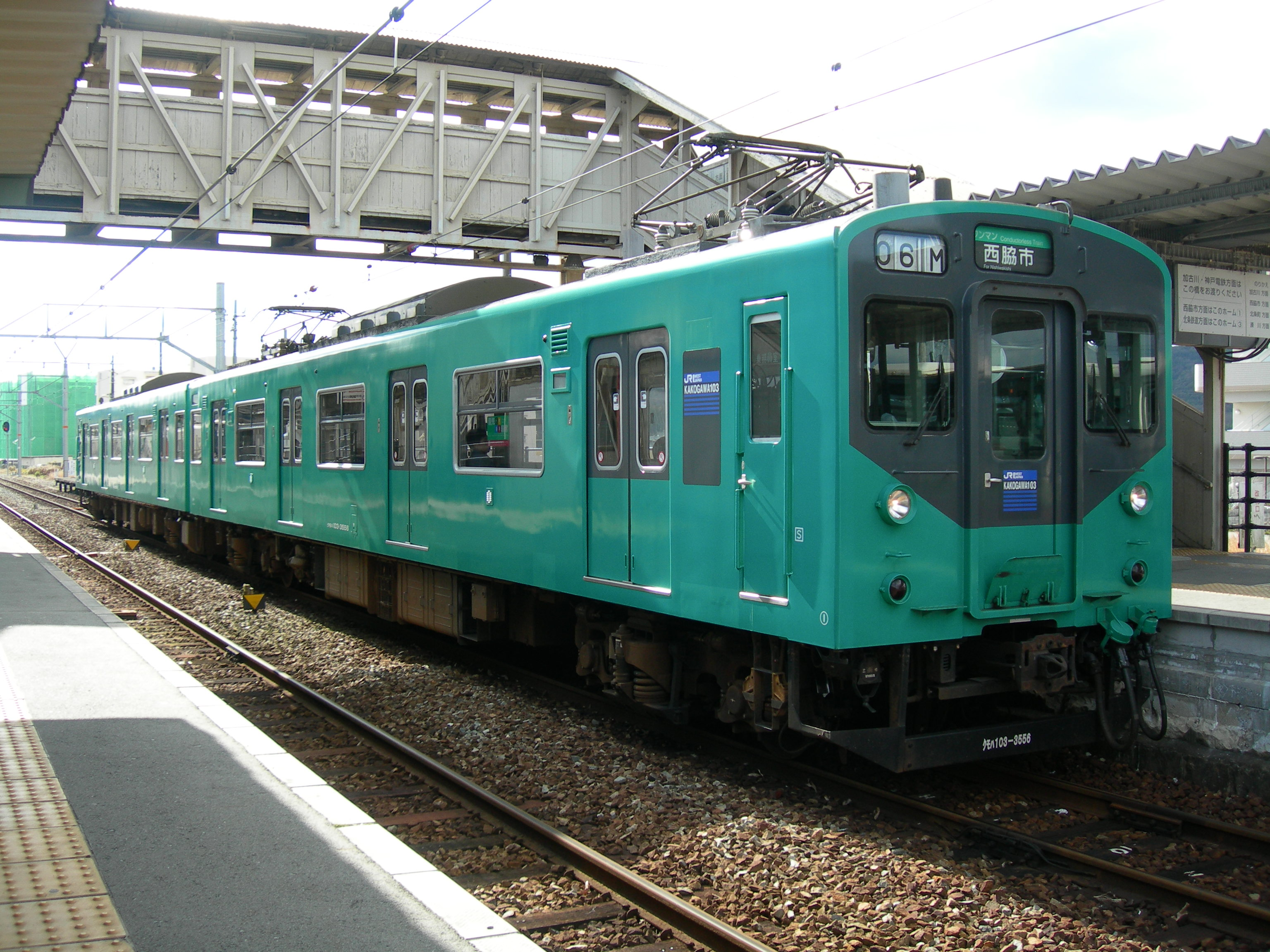
가코가와 색

### 래핑·이벤트 도장
- USJ용
  - 사쿠라지마선(JR 유메사키 선)(모리노미야 전차구)

연선에 있는 유니버설 스튜디오 재팬의 광고차. 해당 노선 전용의 4편성이 각각 다른 테마의 래핑으로 되어있다. 래핑은 때때로 변경된다. 유니버설 글로브 편성은 개장 시기에 차체가 흰색 하나로 칠해지고 있으며 Sesame Street 편성이 된 현재에도 처면은 흰색 1색이다.
- 가코가와선용
  - 가코가와 선(가코가와 철도부)

요코오 타다노리 디자인으로 3551(M1)편성은 2004년 12월의 운용 개시부터 '눈이 있는 전동차'로, 체크 무늬에 눈이(제목은 '순식간에 빠르다'), 3552(M2)편성은 2005년 12월부터 우주(제목은 '은하의 여행'), 3555(M5)편성은 2006년 3월부터 대리석 모양(제목은 '폭포의 소리, 전철의 소리'), 3558(M8)편성은 2007년 6월부터 밤의 Y자로(제목은 '달려라! Y자로')의 래핑이 적용되고 있다.
- 애니메이션 드림 트레인 1999용

이벤트에 맞추어 차체를 구형 객차를 본뜬 포도색 2호로 도장했다.
- 관문·해협 이야기

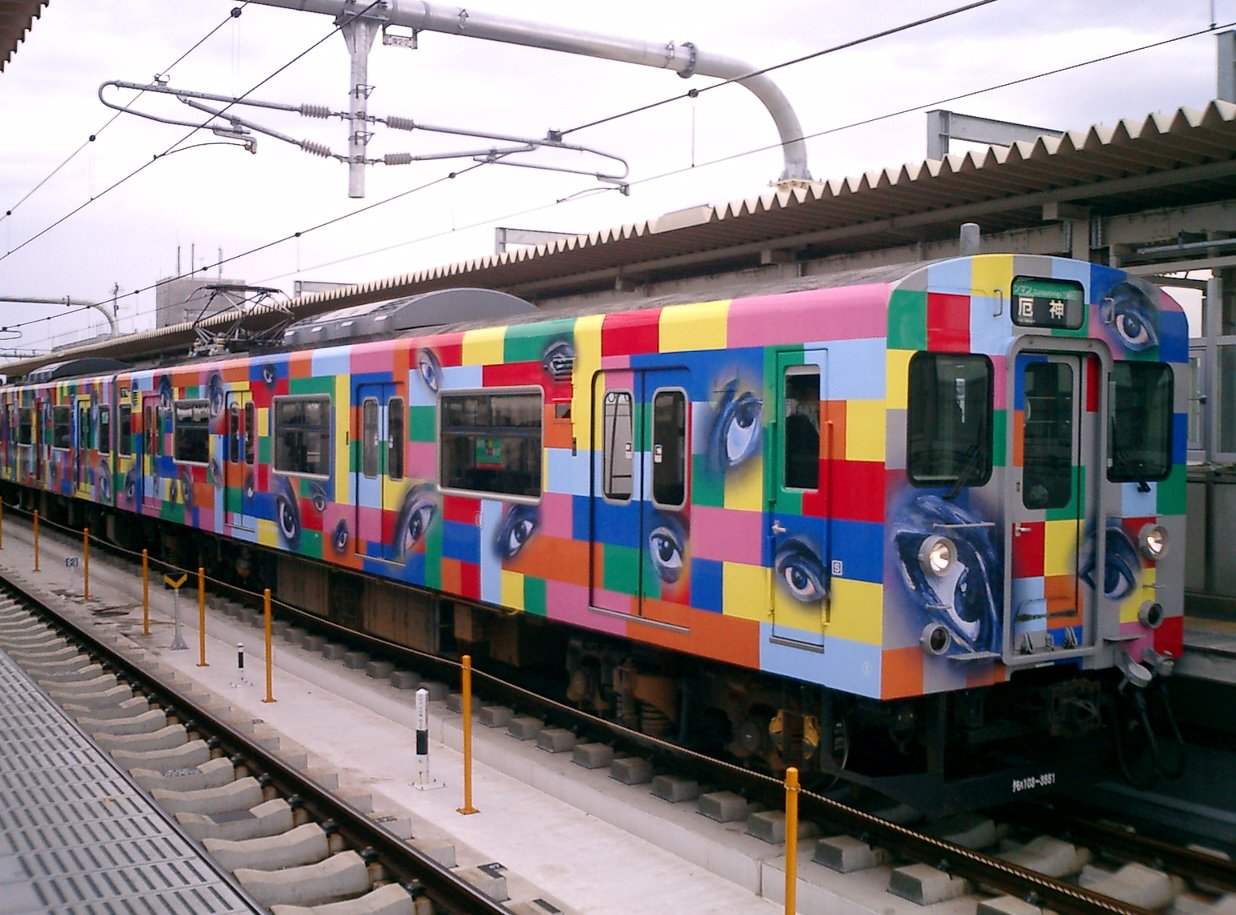
가코가와선·눈이 있는 전동차
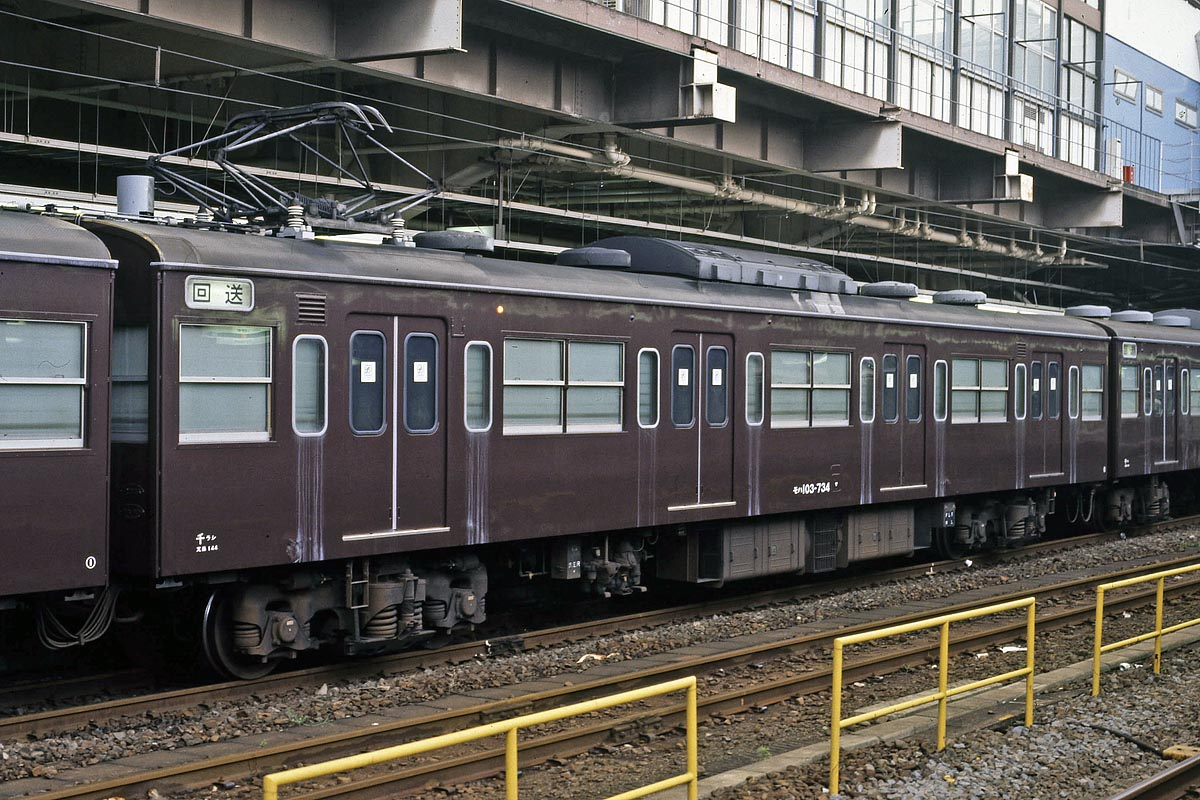
애니메이션 드림 트레인 1999(모하 103형)

## 참고 문헌

### 통상의 역사
- 후쿠하라 슌이치·에이노 노부유키·젠노 고이치, "103계·301계 통근형 직류 전철", (차량사편찬회, 2000년)
- 전차연구회, "철도 픽토리얼"156호, 1964년 4월 특집: 국철 통근 전철(같은 잡지는 약호 RP와 통권, 페이지로 지시한다.)
  - 구보타 히로시, "국철 통근형 전철의 최근의 움직임", p. 35-37
- 전차연구회, "철도 픽토리얼"1985년 5월호, No. 447, 특집: 103계 통근형 전철
- 고유사, "철도 팬", 1993년 4월호·5월호, No. 384·385, 특집: 103계 통근형 전철(1·2)
- "103계가 홋카이도에"(독자 투고)/ 고유사, "철도 팬", 1998년 11월호, No. 451, p. 120
- 전차연구회, "철도 픽토리얼", 2003년 12월 임시 증간호, 철도 친우회 편, "차량 연구--1960년대의 철도 차량"("차량 연구"라고 생략한다.)
  - 구보타 히로시·후쿠하라 슌이치, "인터뷰 1960년대 전반의 국철 차량 계획/ 동력 근대화 계획"
- 전차연구회, "철도 픽토리얼", 2004년 4월호, No. 745, 특집: 103계 전철
- 전차연구회, "철도 픽토리얼", 2005년 8월호, No. 764, 특집: 석별 JR동일본 103계
- 사이토 미키오, "인도네시아에 간 일본의 전철"/ 전기사 연구회, "철도 픽토리얼", 2006년 12월호, No. 783, p. 107-112
- 고유사,"철도 팬", 2005년 3월호, No. 527, 특집: 101계 그 얼굴의 세계
- 오쿠마 다카오, "103계 통근형 전철 탄생까지의 이야기"/ 고유사, "철도 팬", 2006년 4월호, No. 540, p. 83-105
- 고유사, "철도 팬", 2006년 5월호, No. 541, 특집: 궁극의 표준형 통근 전철 103계
- 특집: 궁극의 표준형 통근 전철 103계〔정정·보유〕/ 고유사,"철도 팬", 2006년 7월호, No. 543, p. 152-153
- 기노 겐지, "JR서일본 103계 현황"/ 고유사,"철도 팬", 2007년 1월호, No. 549, p. 32-49
- 오카모토 유지,"JR서일본·연명 공사의 개요"/ 고유사,"철도 팬", 2007년 1월호, No. 549, p. 50-53
- 편집부, "어번 네트워크 2006년 3월 개정 통근·근교형 전철의 현상"/ 철도 저널사, "철도 저널", 2006년 8월호, No. 478, p. 52-61

### 지하철 대응·타형식에서의 개조 번대
- 나카무라 신이치·노모토 히로시, "103계 3000번대 통근형 직류 전철"/ 전차연구회, "철도 픽토리얼", 1985년 10월호, No. 454, p. 65-67
- "국철 최초의 지하철 전철 301계와 103계 1000·1200번대의 활약을 되돌아 본다"/ 고유사, "철도 팬"2003년 8월호, No. 508, p. 96-103

당시의 국철과 영단의 차량 기술자 간의 지상 좌담회.
- 구보 사토시, "구형 국전에서 103계로 변신한 올리브색 전철 103계 3000번대"/ 고유사, "철도 팬"2004년 2월호, No. 514, p. 105-109

### 개인 홈페이지
- (일본어) CLUB103-각 차마다의 사진 등
- (일본어) JABOTABEK RAILNEWS-인도네시아 매각차의 리포트
- (일본어) JABOTABEK의 103계! 보관됨 2009-09-01 - 웨이백 머신-인도네시아 매각차의 리포트
- (일본어) Kishuji-Rapid-Service의 홈페이지-오사카 순환선을 중심으로 한 차량 해설
- (일본어) pokeo@오미야-수도권 103계 말기의 기록
- (일본어) 103계 3000번대(3500번대) 각 차의 특징
- (일본어) 103계 홈페이지-특징차의 사진, 실내 부품, 인도네시아 매각차, 미야지마 경정 임시 전철
- (일본어) 103계 주행음(1978년),사진

### 유튜브동영상
- 오카야마 역 출발 영상 (HD 영상)
- 센세키 선 보존 차량 주행 영상
- 조반선 주행 영상(내부)
- 롤지 회전 영상